# Bitva u Gettysburgu
Bitva u Gettysburgu se odehrála ve dnech 1.–3. července 1863 v okolí pensylvánského města Gettysburg. Početně silnější Potomacká armáda Unie (Severu) v čele s generálmajorem Georgem Meadem zde porazila Armádu severní Virginie náležející k ozbrojeným silám Konfederace (Jihu) vedenou generálem Robertem Edwardem Lee. Události u Gettysburgu měly rozhodující vliv na vývoj Americké občanské války a bitva je dodnes největším ozbrojeným střetnutím svedeným na severoamerickém kontinentu.
Bylo v ní vystřeleno něco kolem 55 000 dělových nábojů a utkalo se zde 6 % Američanů z 29 států ve věku, kdy byli schopni vojenské služby. Ačkoli armáda Konfederace před střetnutím mohla do pole postavit zhruba o dvacet tisíc mužů méně než nepřítel, nebyl výsledek boje jednoznačný, neboť Jižané v průběhu války dokázali Seveřany opakovaně porážet i při výrazném oslabení. Avšak díky těmto vítězstvím vzrostlo sebevědomí generála Leea natolik, že se při plánování taktických operací druhého a třetího dne bitvy dopustil stejných chyb, jakých se při předchozích bojích s ním opakovaně dopouštěl protivník.
Ačkoli se velitel Armády severní Virginie rozhodl soustředit své divize na křižovatce cest u Gettysburgu již v dřívějších dnech, došlo k rozhodujícímu střetnutí americké občanské války u tohoto města téměř náhodou, neboť první Jižané se do boje s protivníkem dostali díky prozaickému důvodu, jímž byla možnost opatřit si z místního skladiště nové boty. Do první šarvátky Hethových a Bulfordových jednotek se postupně zapojily Hillův III. a Ewellův II. sbor, proti nimž se postavil Reynoldsův I. a Howardův XI. sbor. Ačkoli příslušníci konfederační armády za oboustranně vysokých ztrát přinutili protivníka k ústupu, nedůrazný postup vojáků generála Ewella umožnil dočasnému veliteli federálních jednotek generálovi Howardovi soustředit zbylé vojáky a zaujmout obranu na svazích Culp‘s Hillu, Cemetery Hillu a na hřebenu Cemetery Ridge (formace bývá připodobňovaná k háčku na ryby). Druhého dne bojů se generálnímu štábu severovirginské armády podařilo přeskupit síly k útoku teprve v pozdních odpoledních hodinách, což dopomohlo vrchnímu veliteli Potomacké armády generálu Meadovi zkonsolidovat postavení po celé délce linie. I díky této okolnosti selhal úder vojáků Konfederace vedený podle schématu postupných útoků na úseku podél emmitsburské cesty, stejně jako demonstrační akce II. sboru v oblasti Cemetery Hill – Culp's Hill.
Třetího dne bitvy se generál Lee pokusil soustředěným útokem prorazit střed protivníkova postavení. Po rozsáhlé dělostřelecké přípravě bylo do této operace, která do historie vešla pod názvem Pickettův útok, vrženo na 11 500 mužů. Při přechodu zhruba míli širokého údolí mezi Seminary Ridge a Cemetery Ridge v prudké dělostřelecké palbě utrpěly nasazené konfederační brigády vysoké ztráty, přesto se zbytkům těchto jednotek podařilo svůj úkol splnit a federální linií prorazit. Avšak záložní protivníkovy pluky je po boji vedeném na bodáky z dobytých pozic vytlačily a přinutily ustoupit. K Seminary Ridge, kde si zřídil hlavní stan generál Lee, se ve zmatku vrátila necelá polovina nasazených vojáků. Za katastrofu, jež probíhala před jeho očima, převzal vrchní velitel Armády severní Virginie plnou zodpovědnost. Vzápětí začal velitel I. sboru generál Longstreet organizovat obranu proti případnému protiútoku, k tomu se však generál Meade neodhodlal. 4. července, za značně nepříznivého počasí, tedy jižanská armáda zahájila ústup k rozvodněnému Potomacu.
To, že se jedna ze stran dopustí závažné chyby, bylo ve stávající atmosféře velmi pravděpodobné, neboť velitelé obou armád byli pod velkým tlakem. Zejména generál Meade, který byl do své funkce jmenován jen několik dní před bitvou. Díky telegrafu a sílícímu vlivu žurnalismu byla o každém kroku armád ihned informovaná široká veřejnost a stejně tak oba prezidenti. Na severu vládlo po řadě porážek Potomacké armády v politickém i civilním životě značné napětí a podobně tomu bylo i na mezinárodní scéně, neboť vše nasvědčovalo tomu, že další vítězství Konfederace by mohlo znamenat uznání její nezávislosti a konec války.
Později byl na místě bitvy vybudován vojenský hřbitov, při jehož otevření prezident Lincoln pronesl slavný Gettysburský projev.

## Od Rappahannocku do Pensylvánie

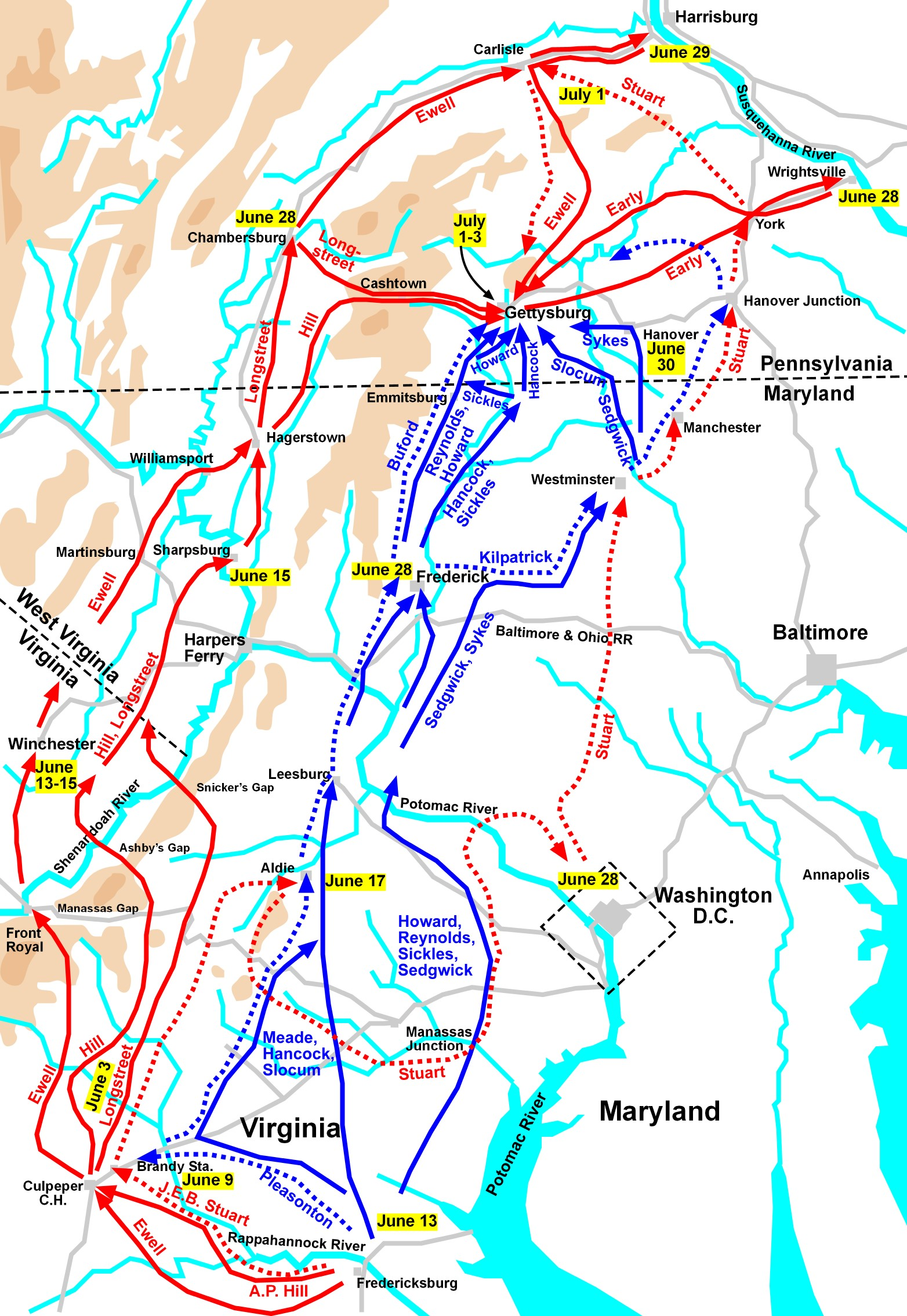
Mapa 01.
Pensylvánská kampaň roku 1863

Ve druhém roce americké občanské války velení Potomacké armády v čele s generálmajorem Brunsidem naplánovalo tažení, jehož primárním cílem bylo prorazit si cestu k hlavnímu městu konfederace Richmondu. V rámci této operace překročili vojáci Unie 10. prosince 1862 řeku Rappahannock a o den později zaútočili proti pevným pozicím Armády severní Virginie u města Fredericksburg. Při bitvě však utrpěli těžkou porážku, která generála Burnsida přinutila stáhnou se zpět za říční koryto. Po této konfrontaci si obě armády zřídily opevněné tábory, ve kterých proti sobě zůstaly stát po celou zimu 1862–1863. Jedinou větší činnost v tomto období iniciovaly opět jednotky Unie, které se pokusily obejít horní tok Rappahannocku, nicméně bláto, ve které se proměnily cesty, je přinutilo vrátit se zpět do výchozích pozic. Další akci naplánoval nový velitel Potomacké armády generál Hooker na 30. dubna. Armáda Unie opět přešla vodní tok a 1. května vyrazili vojáci listnatou krajinou zvanou Divočina k západní straně Fredericksburgu, aby vpadli Jižanům do zad. Postup jednotek se však federálním velitelům nepodařilo patřičně utajit, v důsledku čehož Potomacká armáda utrpěla porážku u Chancellorsville.
Také generální štáb Armády severní Virginie v čele s generálem Leem na jaře 1863 zvažoval další strategii pro vývoj války. Jelikož se na území Virginie nacházelo hlavní město Konfederace a její důležitá hospodářská centra, bylo v zájmu Jižanů vést ofenzivní způsob boje, a to pokud možno na území severních států. Nejenže by tím uspokojili jedno ze základních pravidel války, že armádu živí nepřítel, čímž by zároveň podobného osudu ušetřili Virginii, ale navíc by tím i hospodářsky oslabili Unii. V důsledku těchto operací navíc nebylo vyloučeno, že tísněná Potomacká armáda bude posílena jednotkami ze západu, čímž by mohl povolit tlak na Vicksburg, jehož obléhání zahájily jednotky Unie v červnu předchozího roku. Jako vhodné místo pro invazi byla zvolena Pensylvánie, přičemž místem, jehož ztráta by pro Seveřany znamenala velmi citelnou újmu, se jevil železniční uzel v Harrisburgu. Ovládnutím tohoto bodu by si navíc generál Lee stále nechával otevřenou cestu k pochodu na metropoli Unie Washington. Po vnitřní reorganizaci se dala konfederační armáda do pohybu 4. června 1863. Velitel Potomacké armády v tomto pohybu spatřil svou příležitost, neboť pochopil, že mu nepřítel nabídl volný postup na Richmond, tato strategie se však křížila se záměrem prezidenta Lincolna, který za prioritu považoval absolutní zničení jižanské armády. Hooker byl proto nucen ustupovat zpět na území Severu, přičemž se snažil Potomackou armádu udržovat mezi protivníkem a Washingtonem. To bylo zcela v souladu s Leeovým záměrem, podle něj měli Seveřané přejít řeku Potomac a pokusit se blokovat mu cestu na Baltimore a Filadelfii. Doufal, že unaveným kolonám roztaženým rychlými pochody zastoupí cestu, udeří na jejich čelo dřív než se stačí celá federální armáda soustředit a rozdrtí přicházející sbory jeden za druhým. Skutečnost byla ovšem taková, že již 27. června byla celá seveřanská armáda za řekou Potomac. Téhož dne také podal demisi její velitel generál Hooker, který byl již dne následujícího nahrazen velitelem V. sboru generálem Georgem Meadem. Jeho záměrem bylo shromáždit armádu a obezřetně postupovat kupředu tak, aby přinutil Jižany zaútočit na něj v místě, které bude nejpříhodnější pro jeho vojáky. 28. června se velitel I. sboru Armády severní Virginie generálporučík James Longstreet dozvěděl o pravém stavu věcí a ihned o této skutečnosti informoval generála Leea. Tomu bylo zřejmé, že to on sám musí v rychlosti soustředit roztažené síly a jediným takovým vhodným místem bylo městečko s křižovatkou deseti cest nesoucí jméno Gettysburg.

## Bojiště

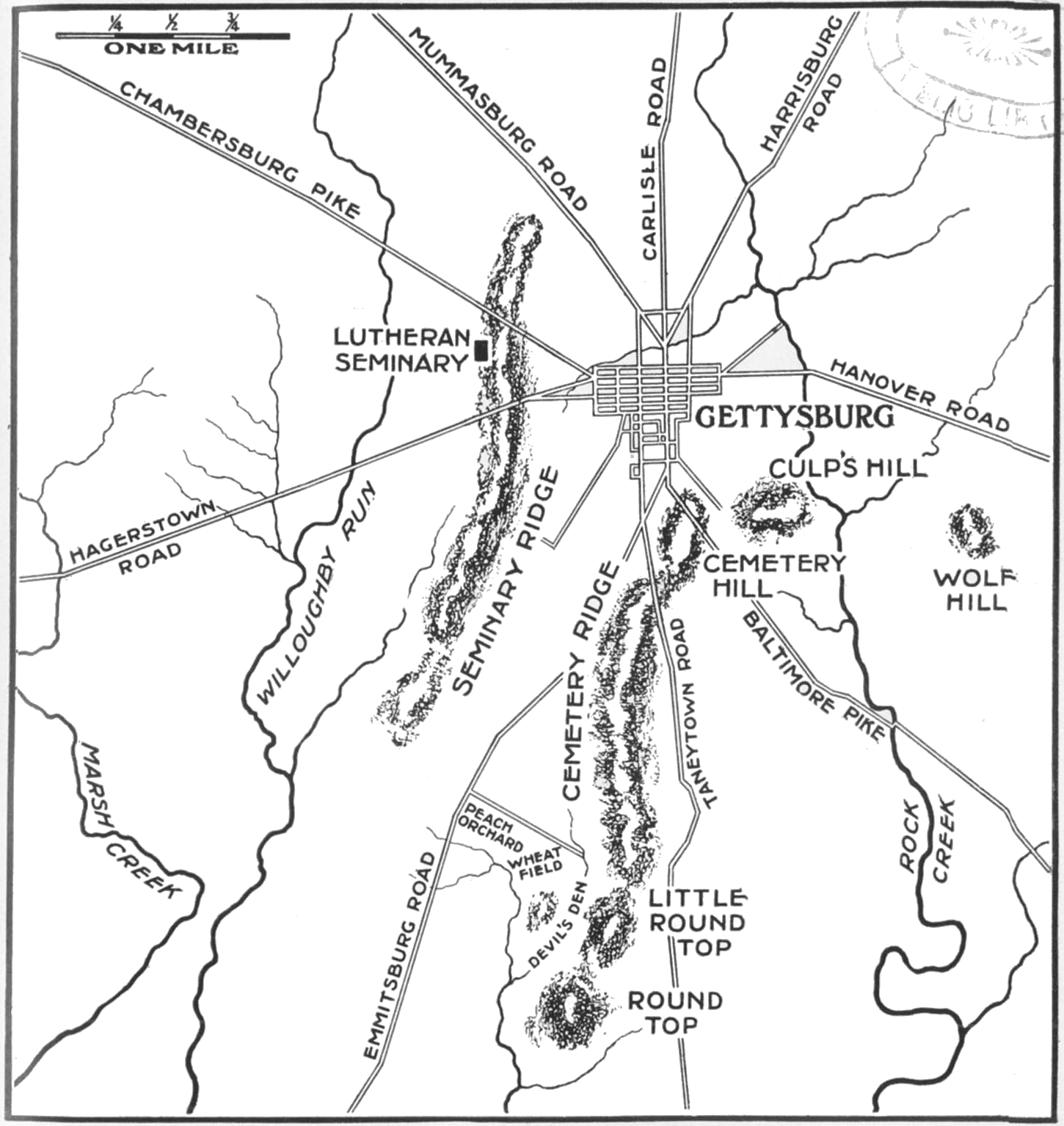
Mapa bojiště

Důvodů, proč se rozhodl generál Lee shromáždit svou armádu právě v okolí Gettysburgu, bylo hned několik. Mezi první z nich patřil fakt, že město stálo na křižovatce cest vedoucích do všech světových stran – silnice carlislelská, yorská, hannoverská, taneytownská, emmitsburská ad. Po těchto cestách se mohly snadno přisunout rozptýlené jednotky obou stran. Vedla sem také železniční trať, ale ta zde končila a dál na severozápad pokračovala jen jako zásek čekající na položení kolejí. Okolí městečka skýtalo vhodný terén pro rozličné manévry a bylo tak dokonalým prostorem pro svedení bitvy. Nad Gettysburgem se tyčí hned několik terénních vyvýšenin jako Seminary Ridge (Seminární hřbet) a proti němu stojící Cemetery Ridge (Hřbitovní návrší). Mezi oběma se rozprostírá míli široké údolí. Cemetery Ridge dál přechází v pahorek Cemetery Hill (Hřbitovní vrch, korunovaný zdí a masivní zděnou branou gettysburského hřbitova) a návrší Culp’s Hill (Culpův kopec). Na jihu stojí dva další pahorky – Little Round Top (Malý okrouhlý štít) a Round Top (Okrouhlý štít). Na jejich úpatí se rozprostíraly bažinaté úseky z rozlévajících se potoků, které bránily přesunům děl a povozů. Mezi samotným Gettysburgem a Seminary Ridge tekl Plum Run (Švestkový potok), který ústil do Rock Creeku. Na svazích kopců rostly husté dubové lesy a plochy kolem městečka byly osázeny obilnými poli. V údolích i na návrších kolem jižní emmitsburské cesty byly roztroušeny stavby farem, sady a louky.

## Armády

### Armáda severní Virginie
Virginská armáda se po reorganizaci u Fredericksburgu skládala ze tří sborů a divize jezdectva. Její vrchní velitel Robert E. Lee měl k dispozici 75 000 mužů, nicméně bitvy se jich účastnilo méně. I. sboru o síle 21 031 vojáků velel generálporučík Longstreet, který byl Leeovým oblíbencem. Projevoval se jako rozvážný a opatrný velitel, jenž upřednostňoval defenzivní způsob boje. Jeho třem divizím veleli generálové McLaws, Pickett a Hood a jeho dělostřelectvo tvořily Alexandrův prapor a Washingtonův dělostřelecký prapor. Třem divizím II. sboru generálporučíka Richarda S. Ewella o velikosti 20 866 mužů veleli generálové Early, Johnson a Rodes. Dělostřeleckou zálohu zastávaly 1. virginský dělostřelecký prapor a Nelsonův prapor. III. sbor řídil generálporučík Ambrose P. Hill, jenž byl nepříliš nápaditým profesionálem a u Gettysburgu byl nemocen. Právě tato indispozice mohla stát za jeho neschopností dostát Leeovým rozkazům. Jeho divize vedli do bitvy generálové Anderson, Heth a Pender a dělostřeleckou zálohu tvořily McIntoschův prapor a Pegramův prapor. Velení jízdní divize o velikosti 6428 jezdců náleželo generálmajorovi J. E. B. Stuartovi. Ten na bojiště dorazil teprve v odpoledních hodinách druhého dne bitvy, neboť se svými muži podnikl jízdu do protivníkova týlu v okolí Washingtonu.
Nejčastěji byli vojáci Konfederace vyzbrojeni puškou Enfield ráže 0,577 palce či puškou Springfield ráže 0,58 palce. V boji na krátkou vzdálenost tyto zbraně nezřídka nabíjeli kulkou v kombinaci s dvěma až šesti broky. Standardně byli vystrojovaní do uniforem šedé barvy, nicméně nedostatkové šedé sukno velmi často nahrazovali oděvy z ručně tkané látky, kterou obarvovali pomocí skořápek olejnatých ořechů nebo výtažky z jiných rostlin. Výsledkem byly kabátce a kalhoty hnědého až žlutobéžového zabarvení přezdívané butternut (ořešák). Nebylo však výjimečným jevem, že se vojáci oblékali do nevojenských součástí oděvu, které jim příbuzní zasílali z domova, potažmo je získali u civilního obyvatelstva. Mnoho vojáků Armády severní Virginie bylo v poli již od počátku války a za tuto dobu přivykli tvrdým podmínkám, jež byly s tímto životem spjaty. Ačkoli byli často otrhaní, trpěli nedostatkem proviantu i materiálního zajištění všeho druhu, byli nejen na vrcholu svých sil, ale také prvotřídními bojovými nástroji.

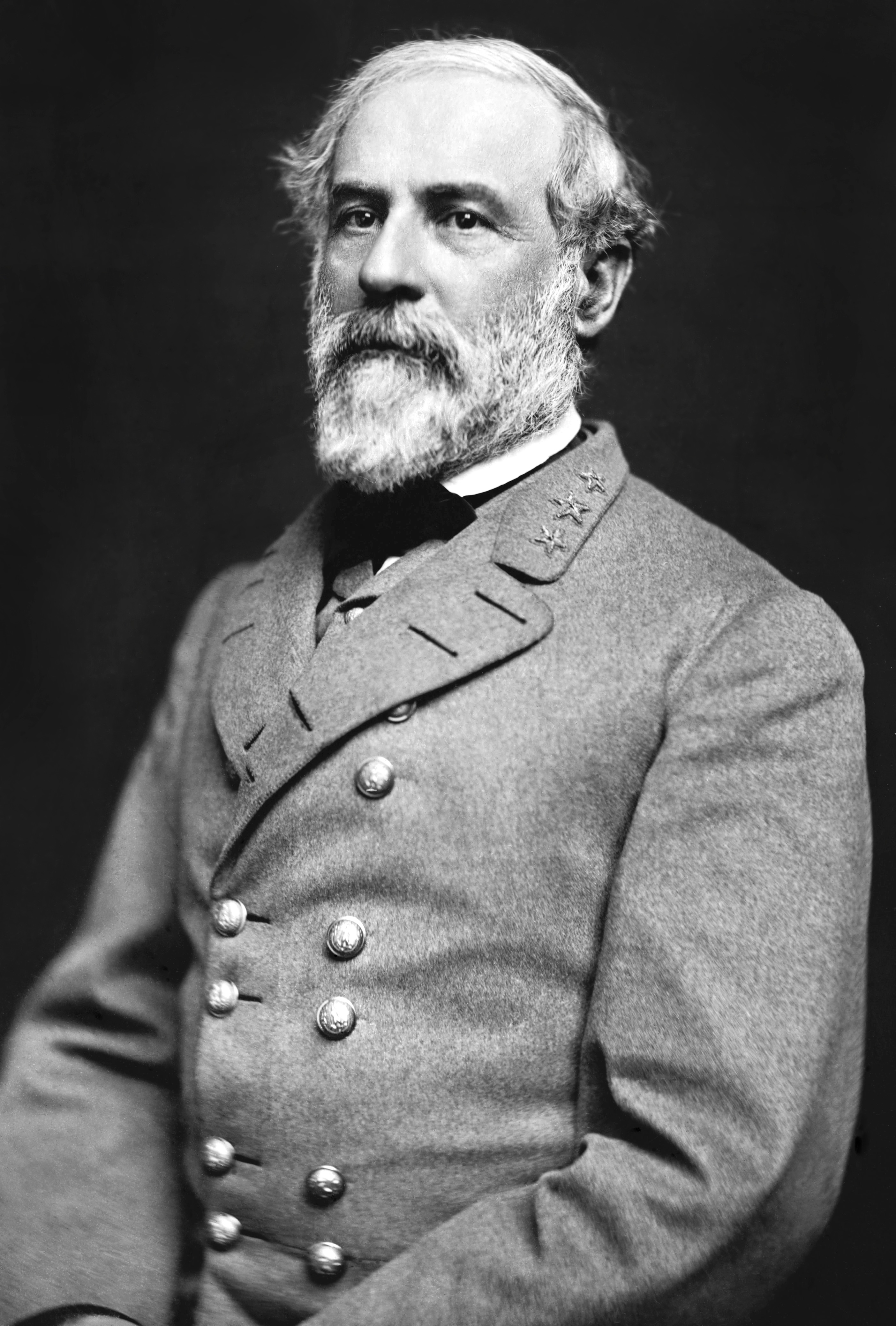
Velitel Armády severní Virginie Robert Edward Lee
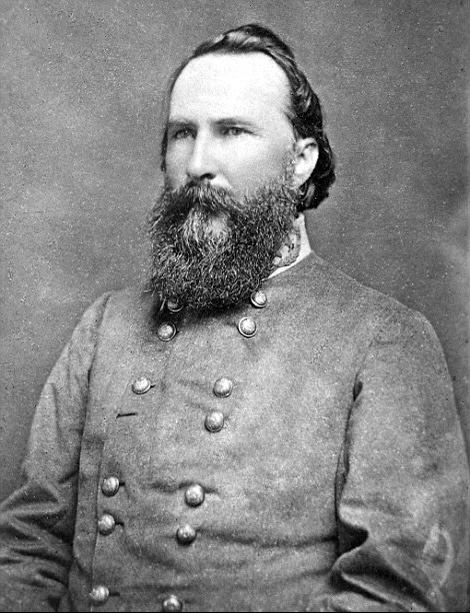
Velitel I. sboru James Longstreet
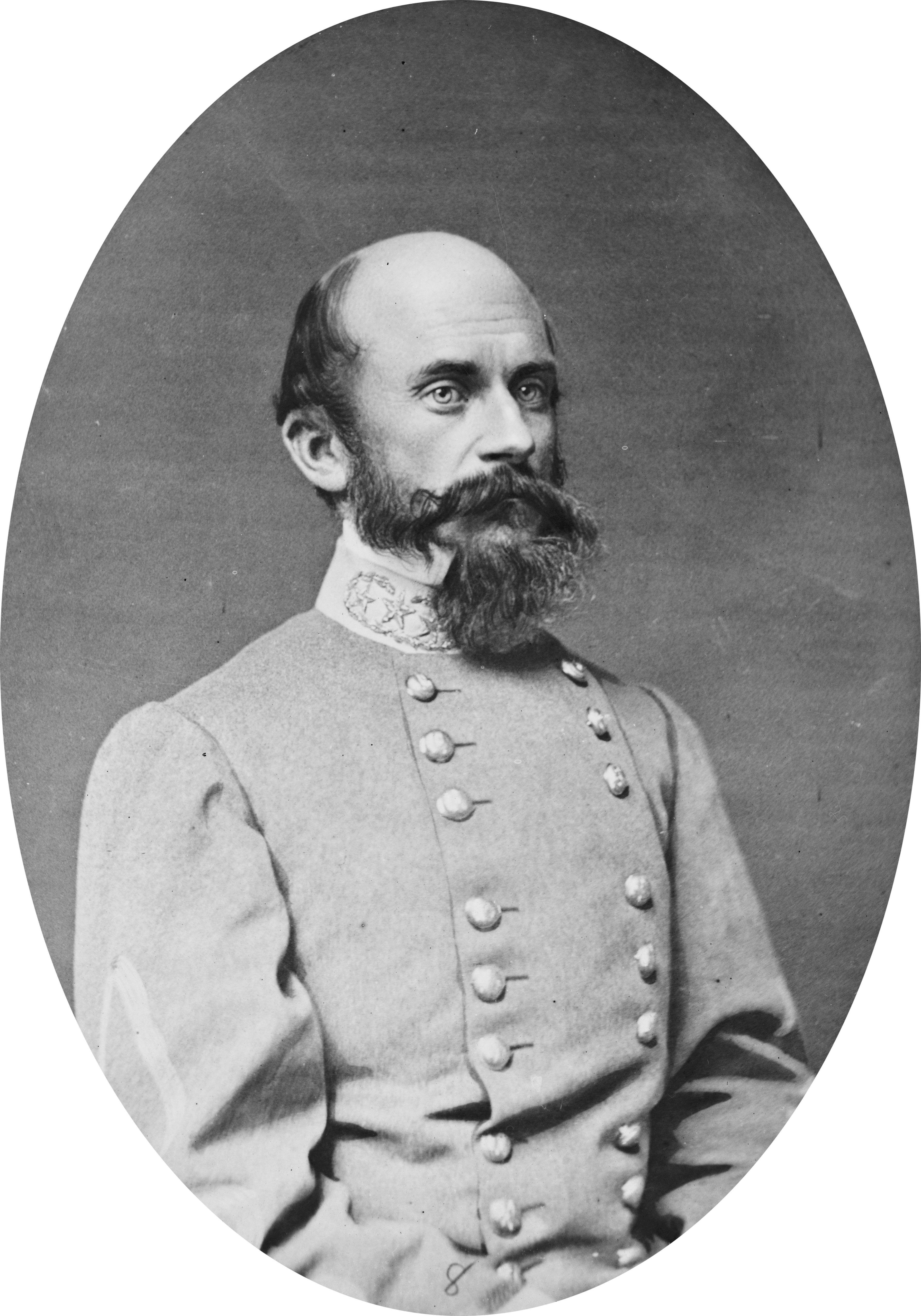
Velitel II. sboru Richard S. Ewell
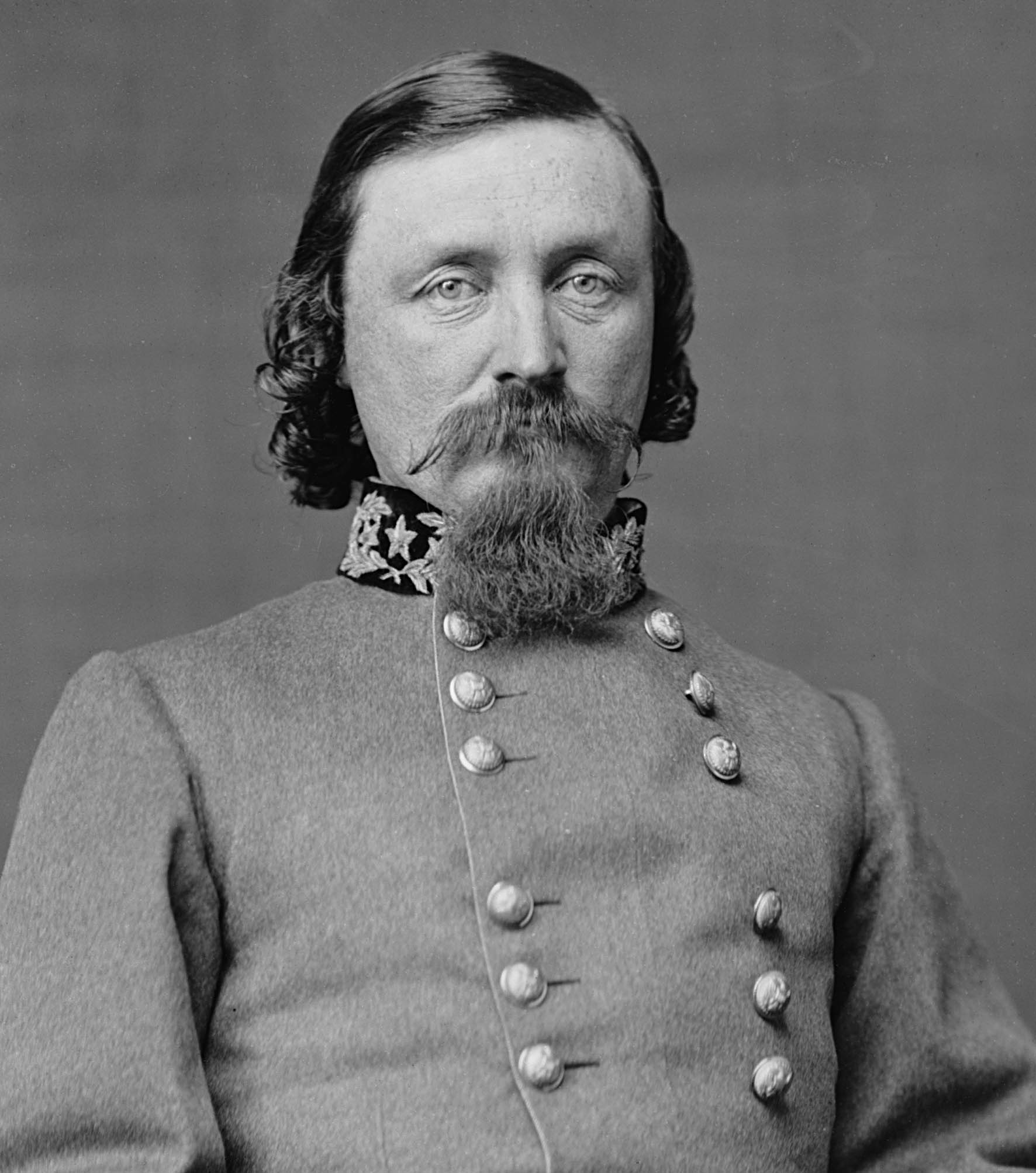
Generálmajor George E. Pickett

### Potomacká armáda
Armáda Potomaku pod velením generálmajora George G. Meada čítala 112 735 vojáků, nicméně bitvy se jich účastnilo něco přes devadesát tisíc. Byli rozděleni do sedmi sborů doplněných jezdectvem generálmajora Alfreda. A. Pleasontona (11 475 mužů) a armádní dělostřeleckou zálohou brigádního generála Roberta O. Tylera. I. sbor pod velením generálmajora Johna F. Reynoldse (12 596 mužů) tvořily tři divize; Wadsworthova, Robinsonova, Doubledayova. Součástí II. sboru generálmajora Scotta Hancocka (11 509 mužů) byly divize Caldwellova, Gibbonova a Heysova. Dvěma divizím III. sboru generálmajora Daniela E. Sicklese (10 726 mužů) veleli generálové Birney (ten po Sicklesově zranění přebral velení sboru) a Humphreys. V. sbor do bitvy vedl generálmajor Sykes (10 997 mužů) a jeho divize byly podřízeny generálům Barnesovi, Ayresovi a Crawfordovi. Divizím VI. sboru generálmajora Johna Sedgwicka (11 917 mužů) veleli generálové Wright, Howe a Newton. V čele XI. sboru stál generálmajor Oliver O. Howard (9226 mužů) a jeho divize vedli generálové Barlow, Steinwehr a Schulz. Součástí XII. sboru generálmajora Alpheuse S. Williamse (9983 mužů) byli divize generálů Williamse a Gearyho.
Vojáci Unie byli u Gettysburgu vyzbrojeni převážně puškami Springfield vzor 1861; dvě jednotky ostrostřelců disponovaly zadovkami Sharps. Naprostá většina jich byla vystrojena do uniformy, jejíž součástí bylo modré sako a čapka typu képi nebo klobouk klopák. Až 25 kg vážila další výstroj, k níž patřily například tlumok, chlebník, polní láhev, příbor, toaletní náčiní, pogumovaná plachta, polovina plachty stanu nebo dlouhý plášť do zimního počasí. Všeobecně byly federální oddíly mnohem lépe zásobované než protivník a k výpadkům v logistice docházelo jen zřídka. Současně disponovaly mnohem lepší lékařskou službou, k níž náležely i ambulantně vybavené sanitární oddíly se školenými sanitáři.

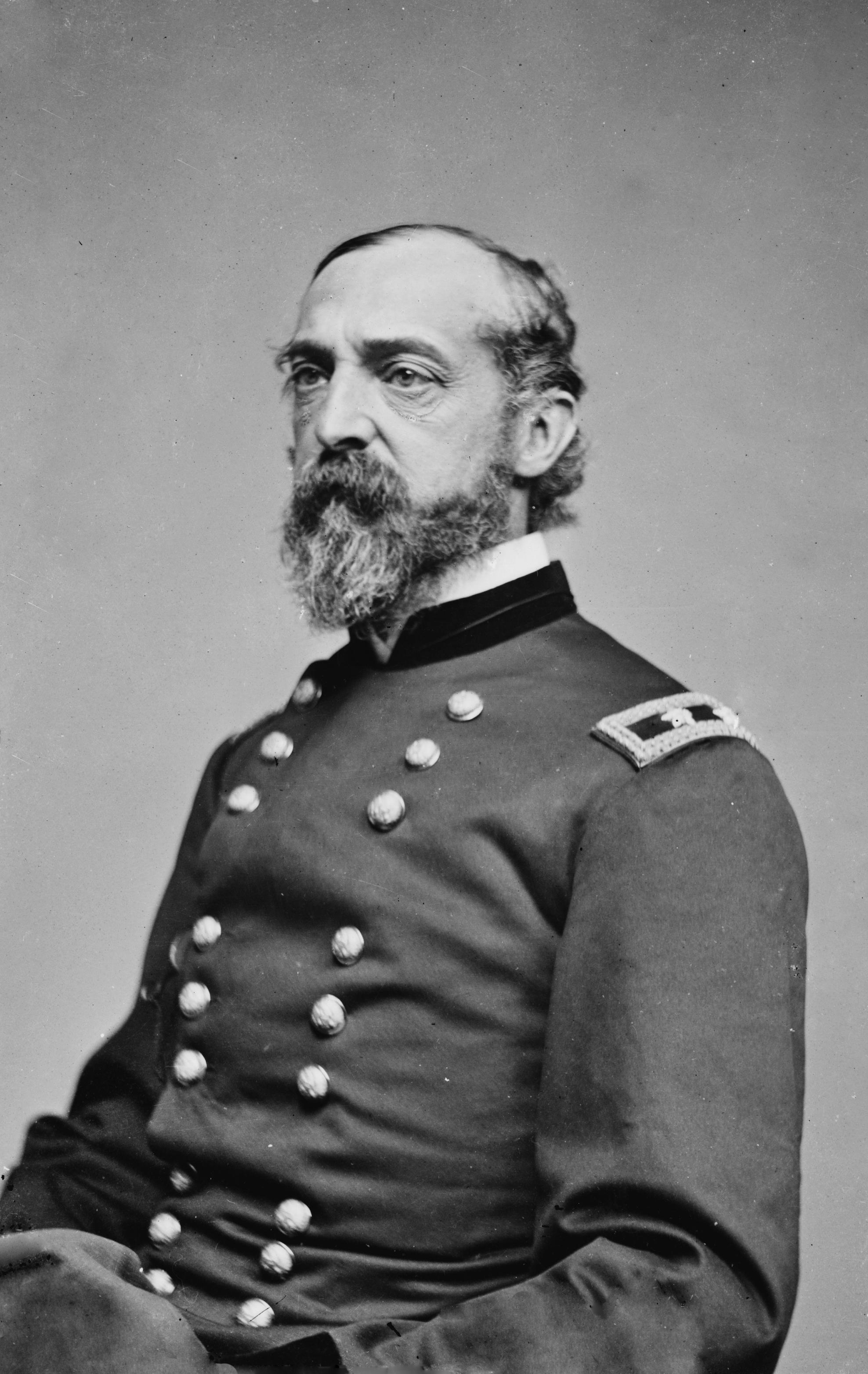
Velitel Armády Potomaku George Meade
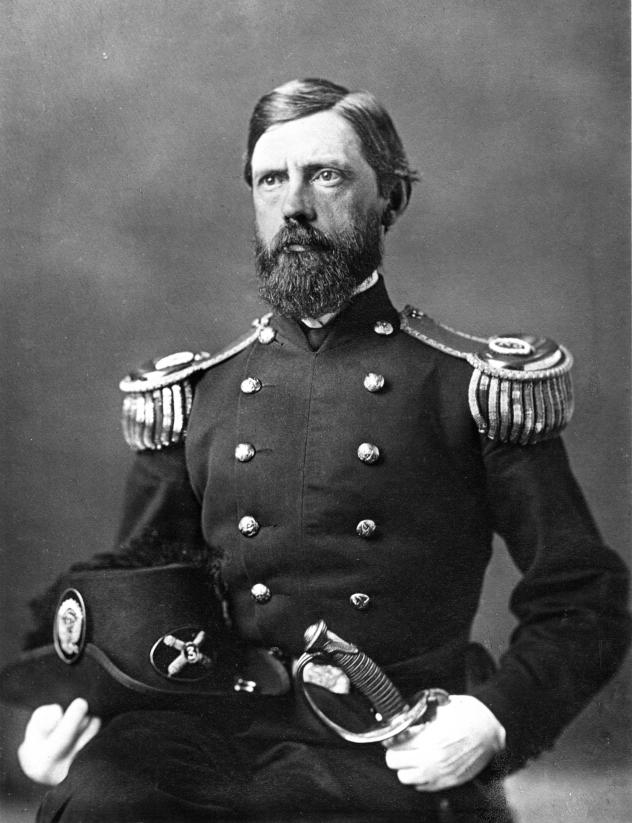
Velitel I. sboru John F. Reynolds
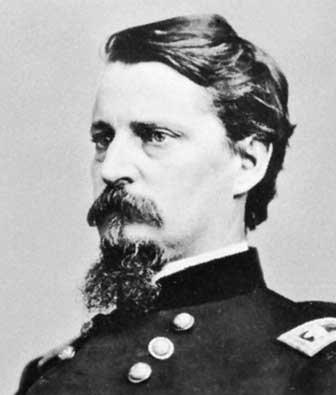
Velitel II. sboru Winfield S. Hancock

## Den první

### McPherson‘s Ridge dopoledne

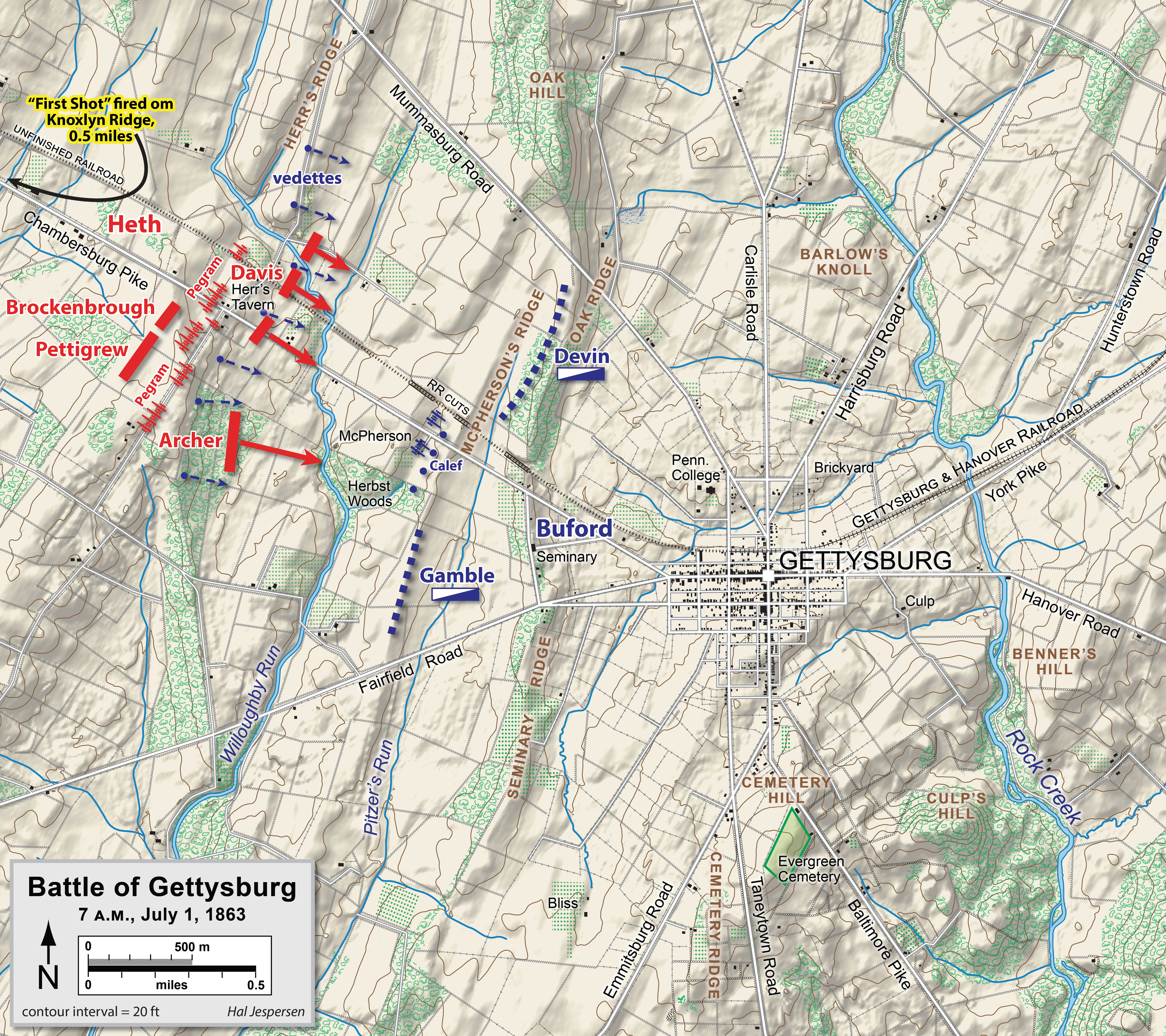
Mapa 02
Směr útoku Hethovy divize a pozice, které zaujala Bufordova kavalerie

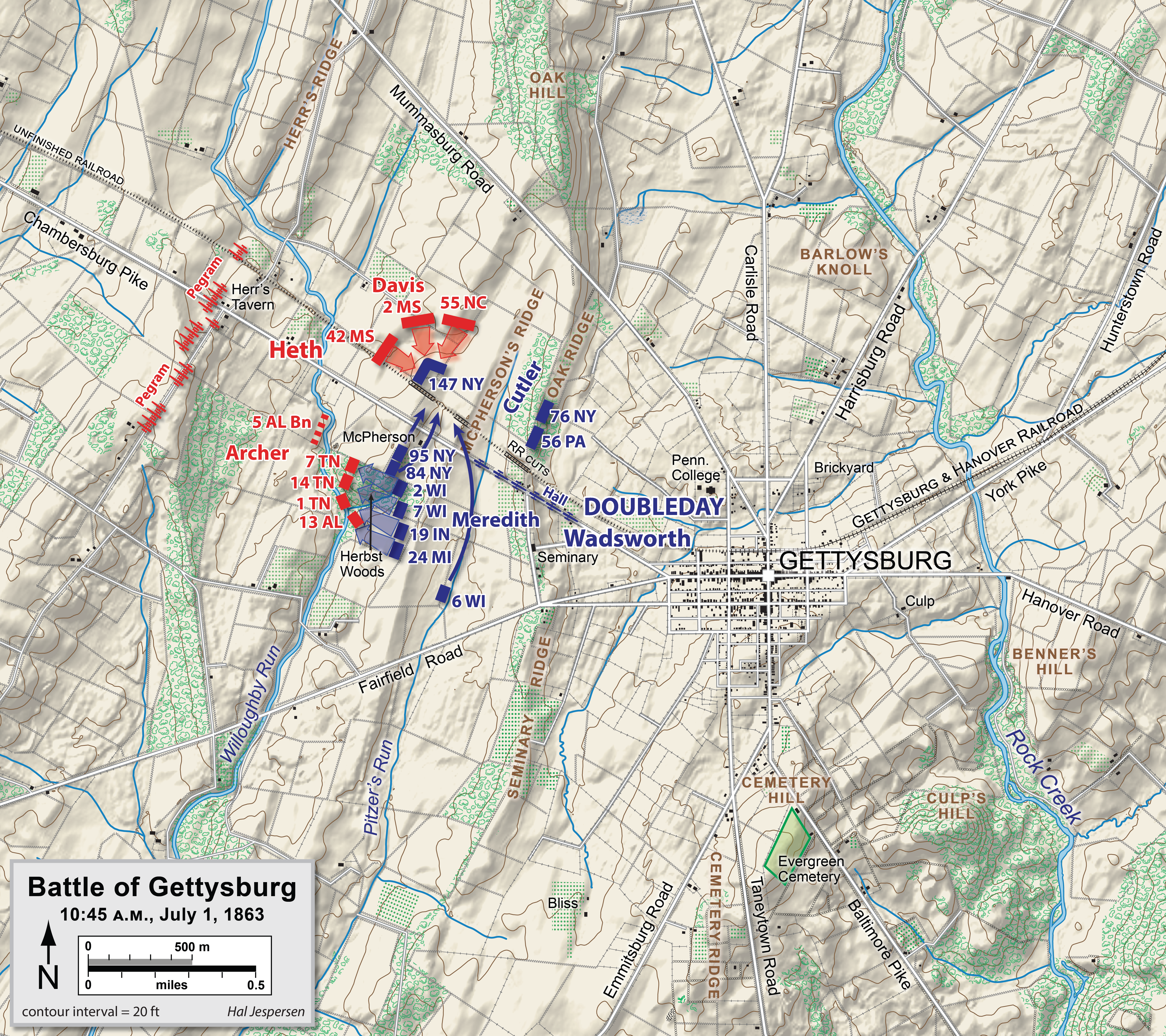
Mapa 03
Příchod Meredithovy a Cutlerovy brigády. Směr útoku vojáků Konfederace

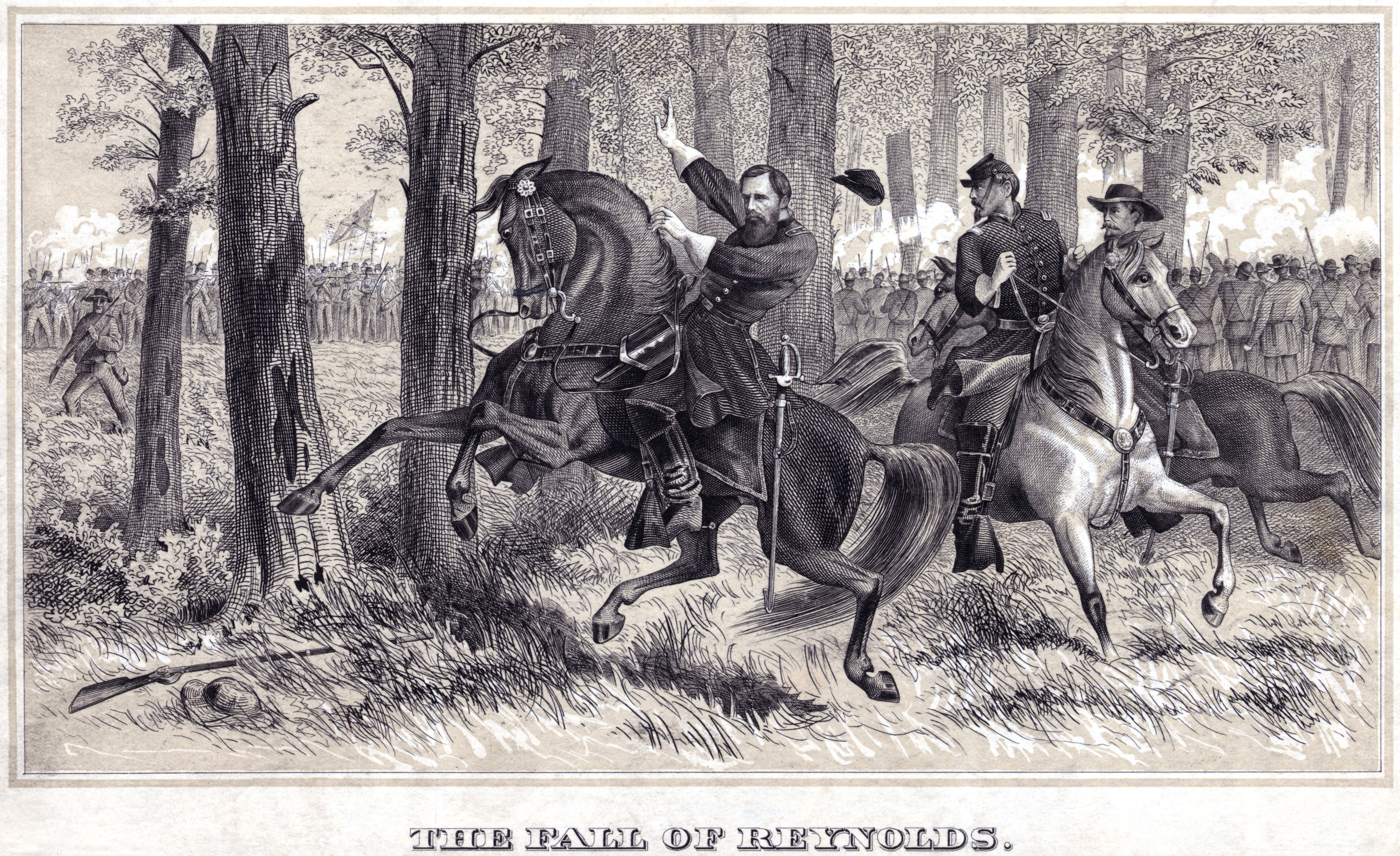
Alfred Rudolph Waud:Smrt generála Reynoldse

1. divize federálního jízdního sboru generála Buforda, která dorazila ke Gettysburgu těsně před polednem 30. června, nebyla první jednotkou, jež operovala v okolí města. Již před třemi dny zde pobývala divize konfederační pěchoty, jejíž zadní voj se stáhl krátce po příchodu Bufordových jezdců. Velitel divize generál Pettigrew o pohybu seveřanských jezdců neprodleně informoval svého kolegu generála Henryho Hetha a jejich přímého nadřízeného velitele III. sboru Armády severní Virginie generálporučíka Hilla. Na základě této informace se Heth generála Hilla dotázal, zda by neměl námitky proti tomu, kdyby jeho divize Gettysburg obsadila, neboť podle jeho informací se zde nacházelo skladiště bot, kterých se často bosým vojákům konfederace tristně nedostávalo. K tomuto podniku obdržel svolení a po páté hodině ranní jeho vojáci, následovaní Penderovou divizí a děly dvou dělostřeleckých praporů, vyrazili po cashtownské cestě směrem městu. U Marsh Creeku (Bahenního potoka), asi 3,5 míle před Gettysburgem, čelo kolony, které tvořil 13. alabamský pluk Archerovy brigády, narazilo na čtyřčlennou jízdní patrolu 9. newyorského jízdního pluku. Její velitel ihned vyslal jednoho ze svých mužů, aby předal informaci o pohybu protivníkovy pěchoty veliteli divize generálu Bufordovi, který po obdržení zprávy pochopil, že právě v okolí Gettysburgu se odehraje očekávané generální střetnutí obou armád. Rozpoznal význam krajiny a uvědomoval si, že Jižany musí za každou cenu zpomalit v postupu a nedovolit jim obsadit výhodnější kopcovitý terén dál na východ. Nechal proto svých 2500 mužů vyzbrojených opakovacími karabinami sesednout z koní a rozmístil je za ohrady, ploty, zídky a kmeny stromů McPhersonova sadu (mapa 02). Z této pozice také začalo unionistické dělostřelectvo odstřelovat přibližující se vojáky Konfederace.
Krátce poté (asi v 8:00 hod.), co i Jižanům dorazila na pomoc artilerie, dal generál Heth rozkaz k útoku Archerově a Davisově brigádě. Generál Buford o stávající situaci neprodleně informoval velitele I. sboru Potomacké armády generála Reynoldse, jehož vojáci ke Gettysburgu vyrazili krátce po čtvrté hodině od Emmitsburgu. Když Reynolds se svými pobočníky dorazil na místo střetnutí, aby zvážil situaci, ihned vyslal kurýra k vrchnímu veliteli Potomacké armády generálu Meadovi. Posléze odjel k nejbližší divizi (Wadsworthově), aby jí ukázal nejkratší cestu. Jakmile i s pěchotou opět dorazil ke Gettysburgu, vyslal Cutlerovu brigádu na pravé křídlo a Mereditthovu „železnou“ brigádu na křídlo levé (mapa 03). Ta zaskočila dva pluky Archerovy brigády při překračování potoka Willoughby. Na chvíli donutila Jižany ustoupit, ale vzápětí se její útok zbrzdil u břehů potoka. V 10:50 hod. byl při Archerově protiútoku zabit generál Reynolds, nicméně Meredithově brigádě se v boji muže proti muži podařilo vojáky konfederace odrazit a k dovršení úspěchu i zajmout generála Archera.
Na pravém křídle se po útoku Davisovy brigády dali Cutlerovi Seveřané na útěk. Zbytek federální brigády však vpadl útočníkům do boku a přinutil je k rychlému ústupu. Vojáci Konfederace se ukryli v železničním výkopu, kde asi 250 mužů uvízlo a následně padlo do zajetí. Kolem jedenácté hodiny na bojišti severovýchodně od Gettysburgu, kde obě strany ztratily kolem 1000 mužů, bojové operace dočasně ustaly.

### McPherson‘s Ridge odpoledne

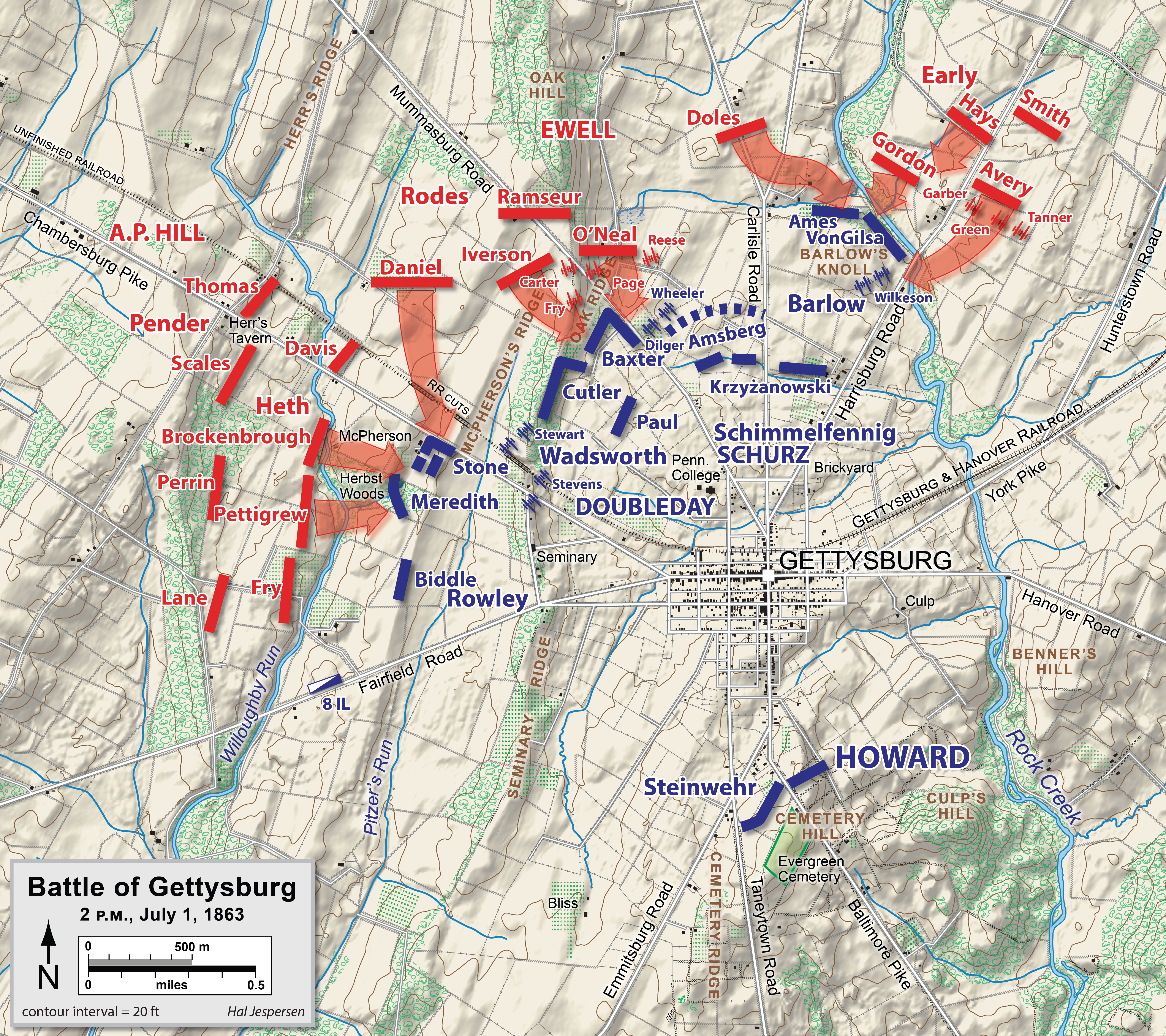
Mapa 04
Situace na bojišti mezi 14–16:00 hod.

Ve 12:30 dorazila Seveřanům do Gettysburgu posila v podobě XI. sboru generála Howarda. Ten se po Reynoldsově smrti stal velitelem všech federálních sil na bojišti a ihned začal rozmisťovat jednotky do linie od McPhersonova návrší až k železničnímu výkopu a dále severně v půlkruhu kolem celého městečka až k harrisburské cestě. Druhý sled, který měl zároveň sloužit jako záloha, dislokoval v okolí hřbitova na Cemetery Hill. Ve 13:00 dostali posilu také vojáci Konfederace, k nimž se od severu připojila Rodesova divize patřící ke II. sboru generála Ewella. Jednotka se zformovala u Oaks Hill (Dubového kopce), kde generál Rodes umístil 16 děl, pod jejichž ochranou chtěl vést úder na pravé protivníkovo křídlo. Nicméně špatná koordinace a nepříhodný terén způsobily, že tento útok skončil pro Jižany katastrofou (mapa 04). Mezitím, co Dolesova brigáda jen z dálky ostřelovala Schimmelpfennigovu divizi, O'Nealova brigáda udeřila na pravé křídlo Robinsonovy divize u mummasburské silnice, které tvořila Baxterova brigáda. Její soustředěná palba a následný útok Amesburgovy brigády z boku, přinutil konfederační oddíly s vysokými ztrátami ustoupit do výchozích pozic (při útoku padlo 696 z 1688 nasazených vojáků). Ve 14:00 zaútočila i Iversonova brigáda, jejíž úder směřoval na Seminary Ridge (Seminární hřbet), kde se Baxterova brigáda kryla za kamennou zdí. Čtyři severokarolínské pluky, které měly za úkol vzít zeď útokem, pochodovaly bez řádného zajištění harcovníky a v přehlídkové formaci. Záhy pocítily palbu Cutlerovy brigády, která je přiměla uhnout více doleva, čímž se dostaly přímo před ukrytou brigádu generála Baxtera. Sotva Jižané připochodovali na padesát metrů od zdi, stali se terčem prudké střelby z mušket a děl, jež v jejich řadách způsobila vysoké ztráty. Z 1470 mužů se jich po několikaminutovém boji vrátilo k Dubovému návrší něco kolem tří stovek. Mezitím se vzpamatovaly otřesené O'Nealovy pluky, kterým se podařilo obsadit část zdi a odrazit následný protiútok Paulovy brigády.

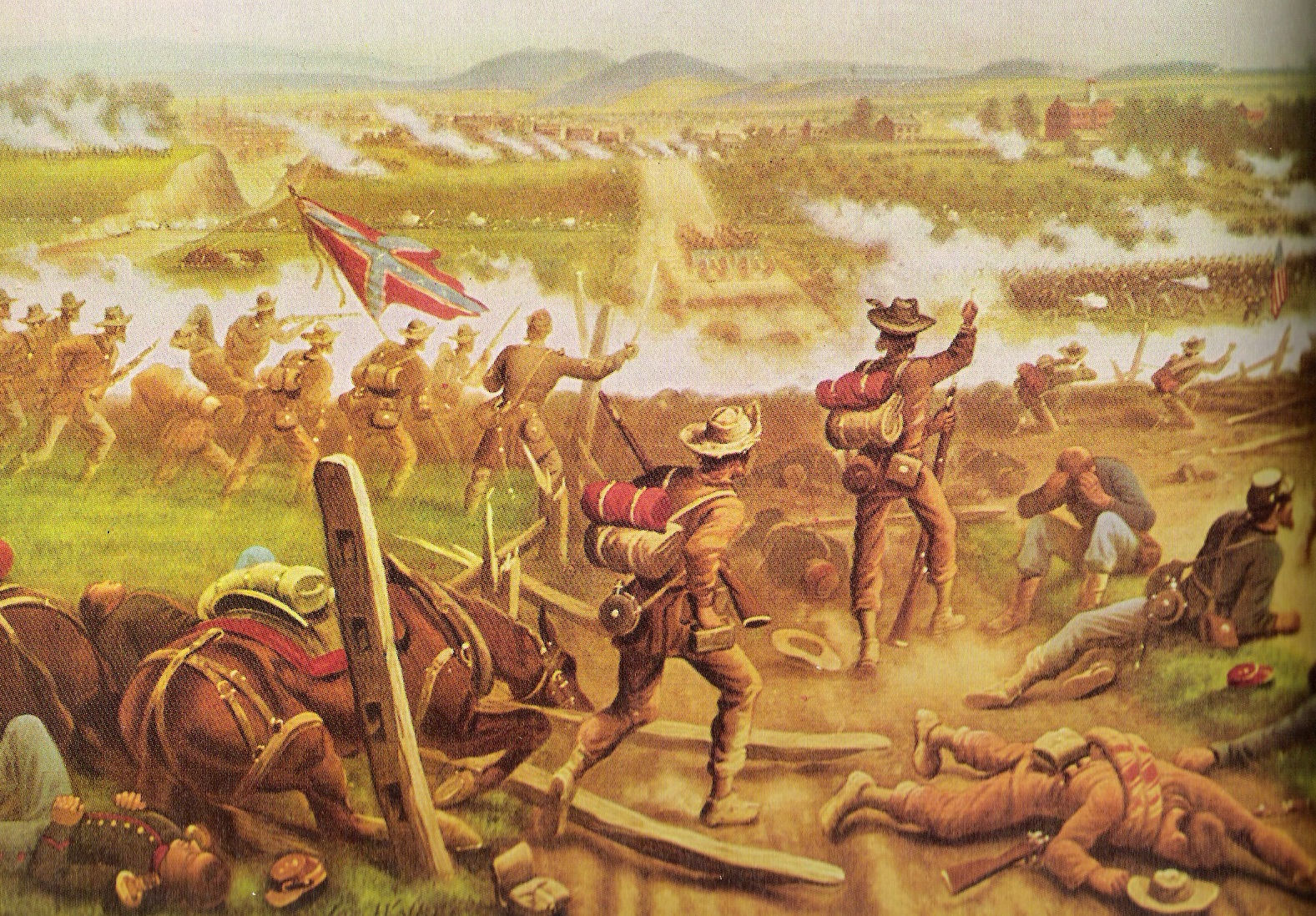
Vojáci ze Severní Karolíny v boji s Potomackou armádou během prvního dne bitvy

Někdy v té době se na bojišti objevil vrchní velitel Armády severní Virginie generál Lee. Generál Heth jej okamžitě požádal o povolení k dalšímu útoku ze západu, avšak Lee váhal s rozpoutáním velké bitvy, dokud nedorazí I. Longstreetův sbor. Nicméně Rodesovi muži dál pokračovali v útocích, jejichž účelem bylo proražení seveřanské obrany. Do zápolení se zapojila i Danielova brigáda, kterou zastavil železniční výkop a palba Stoneovy brigády. Jakmile jednotky Unie přinutily Jižany k ústupu, samy vyrazily do protiútoku přes příkop. Při boji na bodák však Stoneovy pluky narazily na tvrdý odpor a nakonec byly samy nuceny ustupovat zpět k výkopu. Tento boj s napětím sledoval generál Heth, který viděl zřejmou šanci k tomu, co se mu nepovedlo v dopoledních hodinách. Stoneova brigáda byla vázaná soubojem s Danielem a nemohla tudíž přijít na pomoc Meredithově „železné“ brigádě. Tentokrát Lee, vědom si zjevné výhody, s útokem souhlasil. Hethovy brigády (Pettigrewova a Brockenboroughova) vyrazily do útoku kolem 15:00. Úder na McPhersonův les vedl 26. pluk ze Severní Karolíny pod velením plukovníka Henryho Burgvyna. Generálu Hethovi, jenž postupoval spolu se svými jednotkami, prolétla kule kloboukem, zbavila ho na 36 hodin vědomí a velení převzal gen. Pettigrew. McPhersonův vrch byl urputně bráněn a Jižané zpočátku nezaznamenali žádný postup. Situace ze nezměnila ani poté, co byl zraněn generál „železné“ brigády Meredith a velení se ujal plukovník Morrow. Teprve až 26. karolínský pluk přešel do dalšího útoku, donutil za oboustranně velkých ztrát Seveřany ke stažení ze svých pozic. Při boji padl i plukovník Burgvyn. Na to jeho muži vyrazili na bajonetovou zteč a donutili Seveřany k hromadnému ústupu z McPhersonova lesa. Boj trval celkem 25 minut a Jižany stál 2700 raněných a mrtvých vojáků (jen Burgvynův pluk měl 82% ztráty). Přesto byl tento úspěch pro Armádu severní Virginie cenným vítězstvím. Dobytím McPhersonova lesa odkryli bok Stoneovy a Cutlerovy brigády, které byly záhy za vysokých ztrát donuceny k ústupu na Seminary Ridge. Kolem 16:00 ovládly jednotky Konfederace celý prostor McPhersonova návrší.

### Na sever od Gettysburgu
Zhruba ve 13:00 dostal zástupce velitele III. divize XI. sboru federální armády generál Schimmelpfennig rozkaz od svého nadřízeného, aby s celou jednotkou zaútočil na Oaks Hill. Pravé křídlo mu měl krýt generál Barlow s I. divizí. Obě brigády III. divize však byly u Stevensova potoka donuceny před silnou dělostřelbou z Oaks Hill zalehnout. Navíc se jim na levém křídle nepodařilo dostat do kontaktu s I. sborem a mezi oběma jednotkami vznikla mezera, kterou zaplnilo pouze federální dělostřelectvo. Další nebezpečná mezera vznikla na jejich pravém křídle, když se Barlowovy jednotky vysunuly poněkud více než bylo ke splnění úkolu potřeba. Ve 14:30 se po těžkých ztrátách konfederační jednotky pod velením generála Rodese probojovaly do mezery mezi I. a XI. sborem. Dolesova brigáda zaútočila na levé křídlo Barlowovy divize, čímž se oddělila od ostatních Rodesových jednotek. Dolesovi muži tak zůstali osamoceni a Seveřani se je pokusili odříznout od zbytku sboru. V 15:00 však Jižanům dorazila od Harrisburgu na pomoc Earlyho divize náležející k II. Ewellovu sboru (mapa 04). V 16:00 hodin, po krátkém odpočinku, využily Earlyho jednotky situace, že XI. sbor je vázán bojem s Rodesovou divizí a začaly obchvacovat jeho pravé křídlo. Netrvalo dlouho a příliš roztažená obrana Potomacké armády severně od Gettysburgu se začala hroutit. V 16:30 se na Howardův rozkaz dal celý XI. sbor na ústup k Cemetery Hill. V Gettysburgu se však jednotky promíchaly s prchajícími vojáky I. sboru a Jižanům se podařilo v ulicích města zajmout na pět tisíc zajatců.

### Seminary Ridge

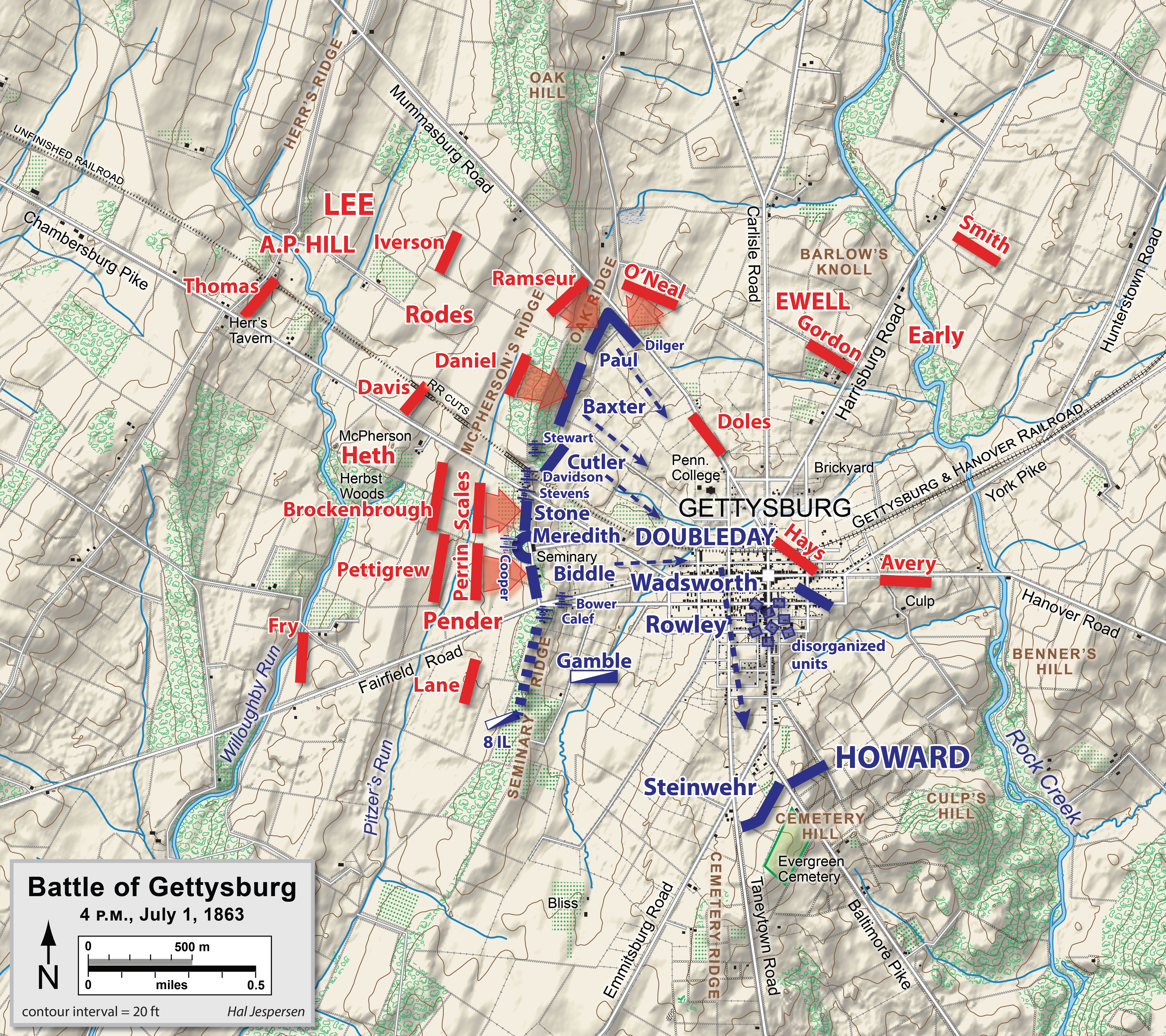
Mapa 05
Seminary Ridge v 16:00 hodin

Vojáci I. sboru Potomacké armády ustupující z McPhersonova návrší se začali shromažďovat do obranného postavení v okolí luteránského teologického semináře na Seminari Ridge. Jejich nový velitel generál Doubleday vyslal ke generálu Howardovi svého důstojníka s žádostí o posily, tomu však zůstal v záloze pouze jediný pluk, požadavek proto zamítl. V 16:00 zaútočila na muže I. sboru Penderova divize (mapa 05). Zprava doleva postupovaly brigády generálů Lanea, Perrina a Scalese. Nedaleko protivníkových pozic se levé křídlo Jižanů dostalo pod těžkou palbu 10–20 federálních děl, jež zdecimovala téměř celý Scalesův důstojnický sbor. Jedinému nezraněnému důstojníkovi se sice podařilo vojáky shromáždit do tvaru, nicméně asi 75 yardů před hlavněmi artilerie byli nuceni zalehnout a nedokázali se pohnout vzad ani vpřed.
Také Laneova brigády na pravém křídle nedokázala výrazněji postoupit. To se podařilo až jednotkám generála Perina, které udeřily na střed Doubledayova postavení a přes Byddleovu brigádu prorazili seveřanskou obranou. Tento úspěch jim umožnil zahájit devastující boční palbu podél celého protivníkova postavení a ve čtvrt na pět veliteli I. sboru nezůstávala jiná možnost, než svým jednotkám nařídit ústup ke Gettysburgu. Pohyb vzad však odkryl postavení Robinsonovy divize, z níž zůstala vysunutá již pouze Paulova I. brigáda, jež byla vázaná bojem s Rodesem. Když její velitel zjistil, že nemá podporu ostatních brigád, pokusil se ustoupit. Záměr však částečně zmařil jeho nadřízený generál Robinson, který mu rozkázal vysunout co nejdál na sever 21. mainský pluk pod velením plukovníka Tildena. Ten se měl obětovat a svým odporem umožnit zbytku brigády ústup. Tato oběť se však v důsledku stala marnou, neboť Paulově brigádě stál v cestě železniční výkop, kde se jednotka dostala pod těžkou kartáčovou palbu konfederační dělostřelecké baterie. Nakonec, i díky této epizodě bitvy, z celé Robinsonovy divize o síle 2700 mužů zůstalo bojeschopných asi 900 vojáků.

### Středeční večer

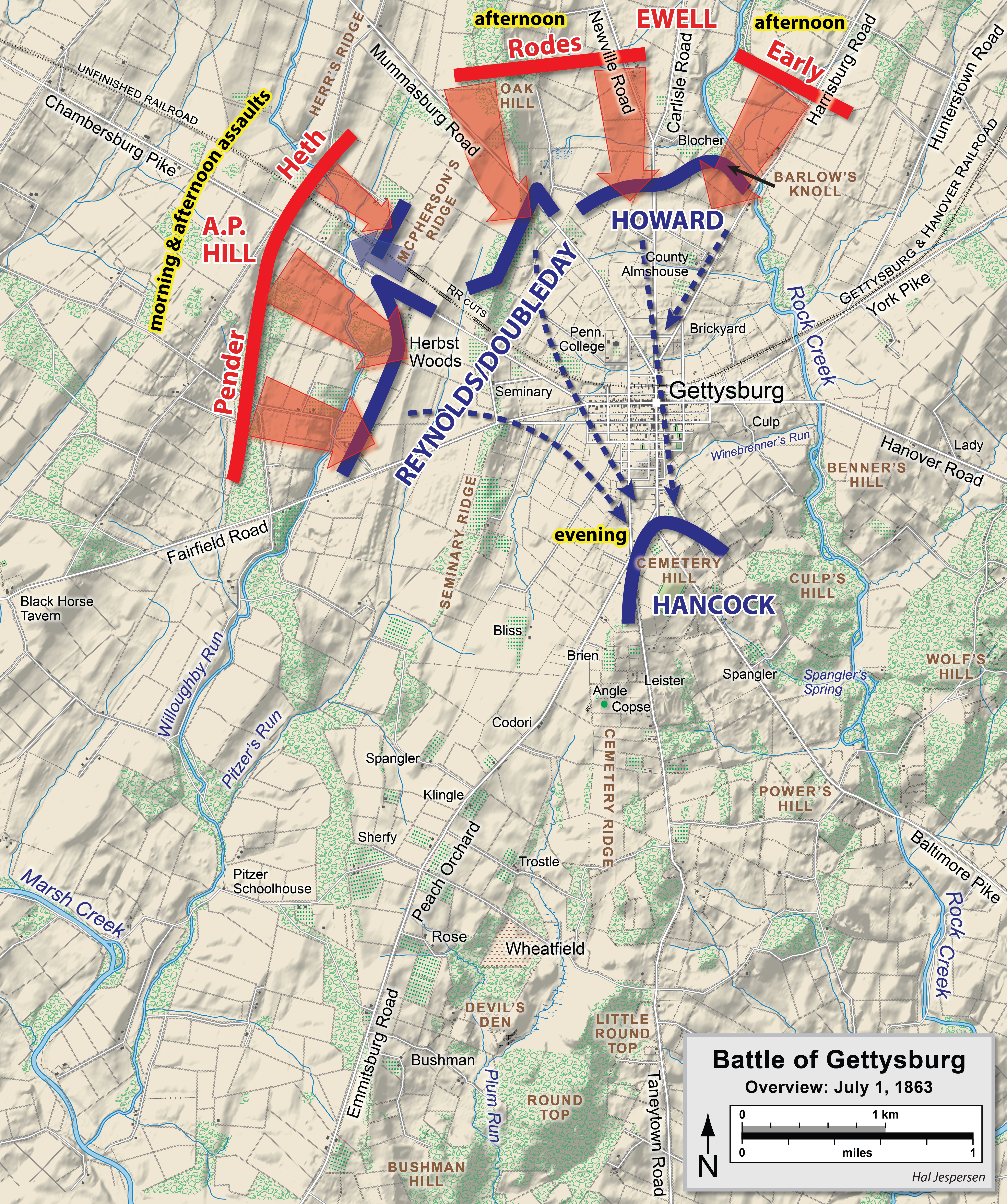
Mapa 06
Celková situace na bojišti v odpoledních hodinách. Ústup Seveřanů k Cemetery Hill

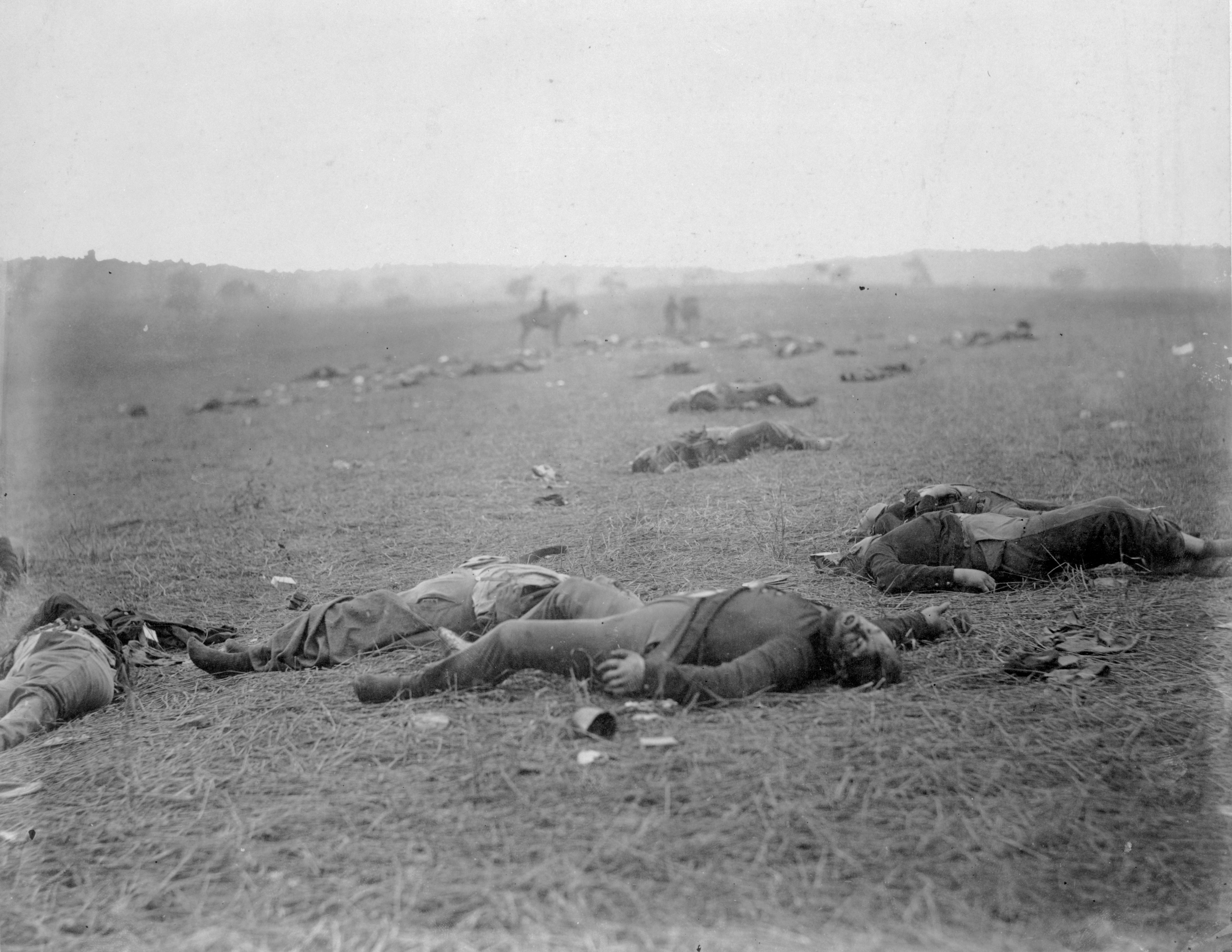
Mrtví federální vojáci z prvního dne bitvy. Jedna z nejznámějších fotografií Americké občanské války, kterou pořídil fotograf Timothy H. O'Sullivan

Pět minut před půl pátou dorazil na Cemetery Hill generál Hancock, jenž byl vyslán generálem Meadem, aby po Reynoldsově smrti převzal velení nad oběma přítomnými sbory. V tuto chvíli bylo Cemetery Hill velmi dobře opevněno a shromažďovaly se zde všechny ustupující síly seveřanů. Hancock si brzy uvědomil i význam Culpova návrší (Culps‘ Hill), které bylo významným taktickým bodem na pravém křídle Cemetery Hill a nechal jej v 17:45 obsadit Wadsworthovou divizí. Generál Lee si význam tohoto návrší také uvědomoval a zaslal v tomto směru pokyny generálu Ewelovi. Podle nich měl „… bude-li to možné, obsadit Cemetery Hill i Culp’s Hill.“ Měl se však zároveň vyhýbat generální bitvě dokud nedorazí zbytek sil severovirginské armády. Jižanský tisk v následujících dnech generálu Leeovi vyčítal, že neformuloval svůj rozkaz striktněji a prohrál vyhraný boj. I vojenští historici označí tuto chvíli za rozhodující moment bitvy. Generál Ewell, který svůj post získal po smrti generála „Stonewalla“ Jacksona, nebyl ofenzivním typem velitele jako jeho předchůdce a i přes naléhání svého štábu, zejména generála Trimbla, dosud prázdný Culp’s Hill neobsadil a nezaútočil ani na opevněný Cemetery Hill. Domníval se, že nemá dostatečné síly, že jsou muži příliš vyčerpaní a Cemetery Hill je mimo dosah jeho dělostřelectva.
Kolem páté hodiny odpolední dorazil ke Gettysburgu velitel I. sboru konfederační armády generál Longstreet. Osobně prozkoumal celé postavení Potomacké armády a naléhal na generála Leea, aby nehazardoval a rozhodně na nepřítele v těchto pozicích neútočil. Zároveň navrhoval plán, při kterém měla Armáda severní Virginie obejít pravé křídlo unionistů, vydat se směrem na Washington a s nepřítelem se střetnout v podmínkách, které budou příhodné pro ni. To Lee rezolutně odmítl. Byl odhodlaný podstoupit riziko bitvy i za nevýhodných podmínek, neboť pevně věřil v mnohokrát prověřené schopnosti svých vojáků. „Pokud tam ještě budou,“ odpověděl generál Lee generálu Longstreetovi „musíme na ně zaútočit. Zaútočíme zítra ráno, tak brzy, jak jen to bude možné.“ „Jestli tam budou,“ odtušil jeho protějšek, „tak proto, že chtějí abychom na ně zaútočili. Pro mě je to dostatečný důvod, abychom to nedělali.“ „Ne,“ ukončil celou diskusi o opuštění již dobytého území Lee, „zaujali tu pozice a buď porazím já je, nebo oni mě.“ Na poradě velitelů ve 20:00 bylo dohodnuto, že hlavní akcí druhého bude Longstreetův útok směřující na Little Round Top, jehož cílem bude proražení a obchvácení obrany Potomacké armády. Generál Ewell dostal za úkol ohrožovat křídlo pravé a odvrátit tak pozornost od hlavního směru útoku. Střed měly zajišťovat jednotky sboru A. P. Hilla.

## Den druhý

### Oboustranné manévry

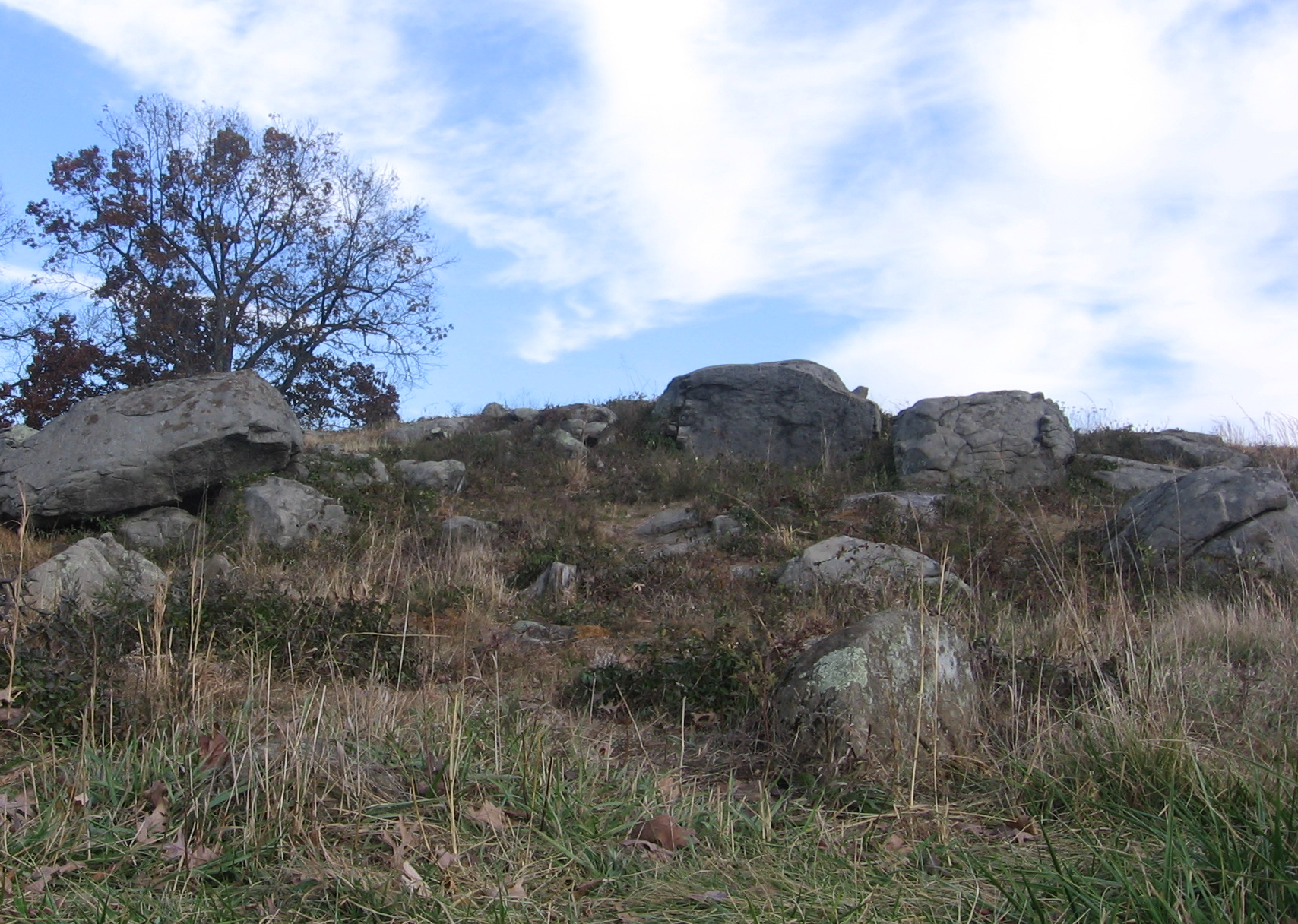
Devil's Den (Ďáblovo doupě)

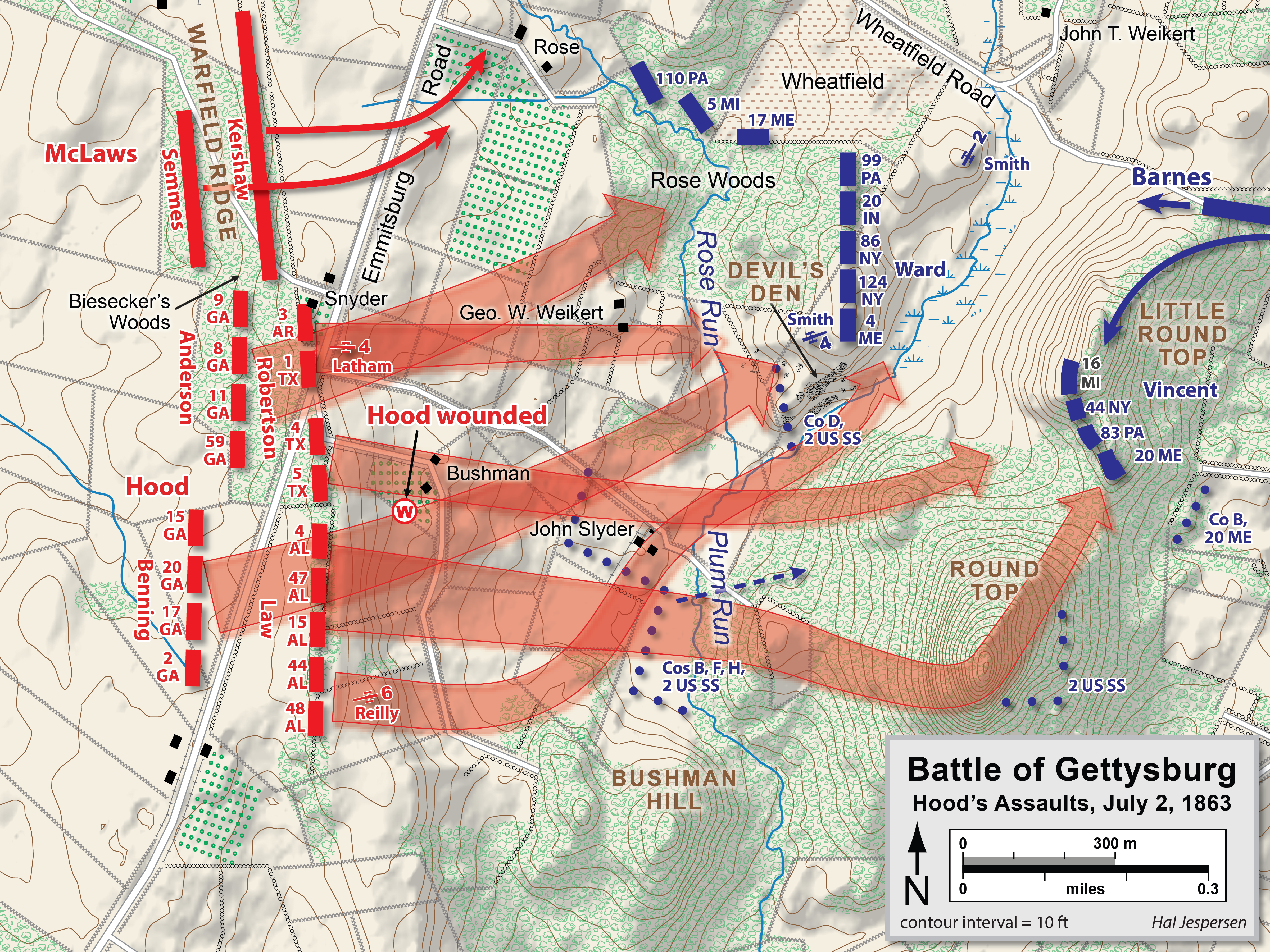
Mapa 08
Postavení vojsk a směr útoků na levém federálním křídle na linii Little Round Top – Cemerity Ridge

Po páté hodině ranní se na Seminary Ridge konala porada konfederačních velitelů. Generál Lee si uvědomoval taktickou převahu protivníka v možnostech operovat na kratších liniích, ale stále byl přesvědčen, že jeho muži jsou neporazitelní a nebral zřetel na sílu federální pozice. Jak Seveřanů na bojišti přibývalo, uchycovali se na svazích kolem Cemetery Ridge stále pevněji. Jejich postavení nakonec dostalo tvar připodobňovaný „rybářskému háčku". Neobsazen zůstal pouze Little Round Top, neboť generálmajor Sickles byl přesvědčen, že by tak příliš roztáhl obě divize svého III. sboru. Ačkoli během dne dostal dvakrát rozkaz od generála Meada, jenž na bojiště dorazil kolem třetí hodiny ranní, aby jeho jednotka zůstala v kontaktu s levým křídlem II. sboru na jižním okraji Cemetery Ridge, jednal podle svého uvážení. Rozkazy vrchního velitele Potomacké armády nerespektoval a své muže v odpoledních hodinách vysunul vpřed, aby je rozestavil v dlouhé linii na vyvýšeném terénu podél emmitsburské cesty v oblouku kolem pšeničného pole a broskvového sadu až ke skalnímu útvaru zvanému Devil's Den (Ďáblovo doupě). Nicméně v dopoledních hodinách se na zdejší části bojiště nepohybovaly žádné federální síly a zvědové Armády severní Virginie přinesli na poradu vrchních velitelů informaci, že tento prostor i Little Round Top (kromě pozorovacího stanoviště) obsazen není. To rozhodlo. Na základě získaných informací generál Lee upřesnil dispozice pro pokračování bojových operací. Jak bylo dohodnuto předchozího večera, sbory generálů Hilla a Ewella byly pověřeny vést demonstrační útok, jenž měl zabránit protivníkovi přesouvat síly na jiné ohrožené úseky. Konkrétně proti Longstreetovu I. sboru posílenému Andersonovou divizí, na jejichž vojácích spočíval úkol vést hlavní nápor podél emmitsburské cesty ve směru k Cemetery Ridge. Plán této akce počítal s postupným útokem vedeným směrem z jihu na sever, při němž měly konfederační brigády vyrážet jedna po druhé, s úkolem drtit a "srolovat" protivníkovo levé křídlo. Nicméně generál Longstreet odmítal jít do boje bez Lawovy brigády, díky čemuž dostala akce své první zpoždění, neboť tato jednotka dorazila ke Gettysburgu po 24 mílovém pochodu (což zabralo 8 hodin cesty) až o půl dvanácté. Unavení vojáci se ihned začali přemisťovat z McPhersonova návrší k cestě do Emmitsburgu, avšak tento 8-13 mil dlouhý úsek místy velmi těžkého terénu, jim trvalo překonat další 3 hodiny. Mezitím již federální jednotky V. sboru obsadily Little Round Top a Longstreet se tak dočkal nepředvídaného překvapení. V 16:00 zahájily na levém konfederačním křídle demonstrační palbu dělostřelecké baterie pod velením generál Ewella, avšak díky zpoždění Longstreetových brigád a špatné koordinaci pohybů pěchoty obou sborů přišla celá akce na Cemetery Ridge vniveč. Navíc kolem 15:00 dorazila Seveřanům další posila v podobě VI. sboru genmjr. Sedgwicka. Jeho muži vyrazili na pochod o půlnoci, přičemž 35 mil (50 kilometrů) urazili za 15 hodin. Po příchodu do prostoru Gettysburgu se sotva drželi na nohou, ale jejich příchod povzbudil morálku již přítomných federálních sborů.
Generál Lee na Seminary Ridge těžko skrýval svou nervozitu, která byla možná zapříčiněna i střevními potížemi, nad zdržením Longstreetova útoku. Ten se dostal do výchozích postavení pro útok až kolem 16:00, tedy v době, kdy předchozí den již bojové operace ustávaly. Mezitím, co děla I. sboru zahájila dělostřeleckou přípravu, vyslal generál Hood kurýra ke generálu Longstreetovi s návrhem, že obejde Little Round Top a zaútočí na Seveřany zboku a zezadu. Na to Longstreet reagoval pouze slovy: „Generál Lee dal rozkaz k útoku podél emmitsburské cesty.“ Sám na ranní poradě předložil generálu Leeovi podobný návrh, ale byl nekompromisně zamítnut. Longstreet nesl odmítnutí svého návrhu velmi těžce a jistě si představil reakci generála Lee na jeho skromnější verzi a jakoby uraženě odmítal jakkoliv změnit vydané dispozice.

### Linie Little Round Top – Cemetery Ridge

#### Little Round Top

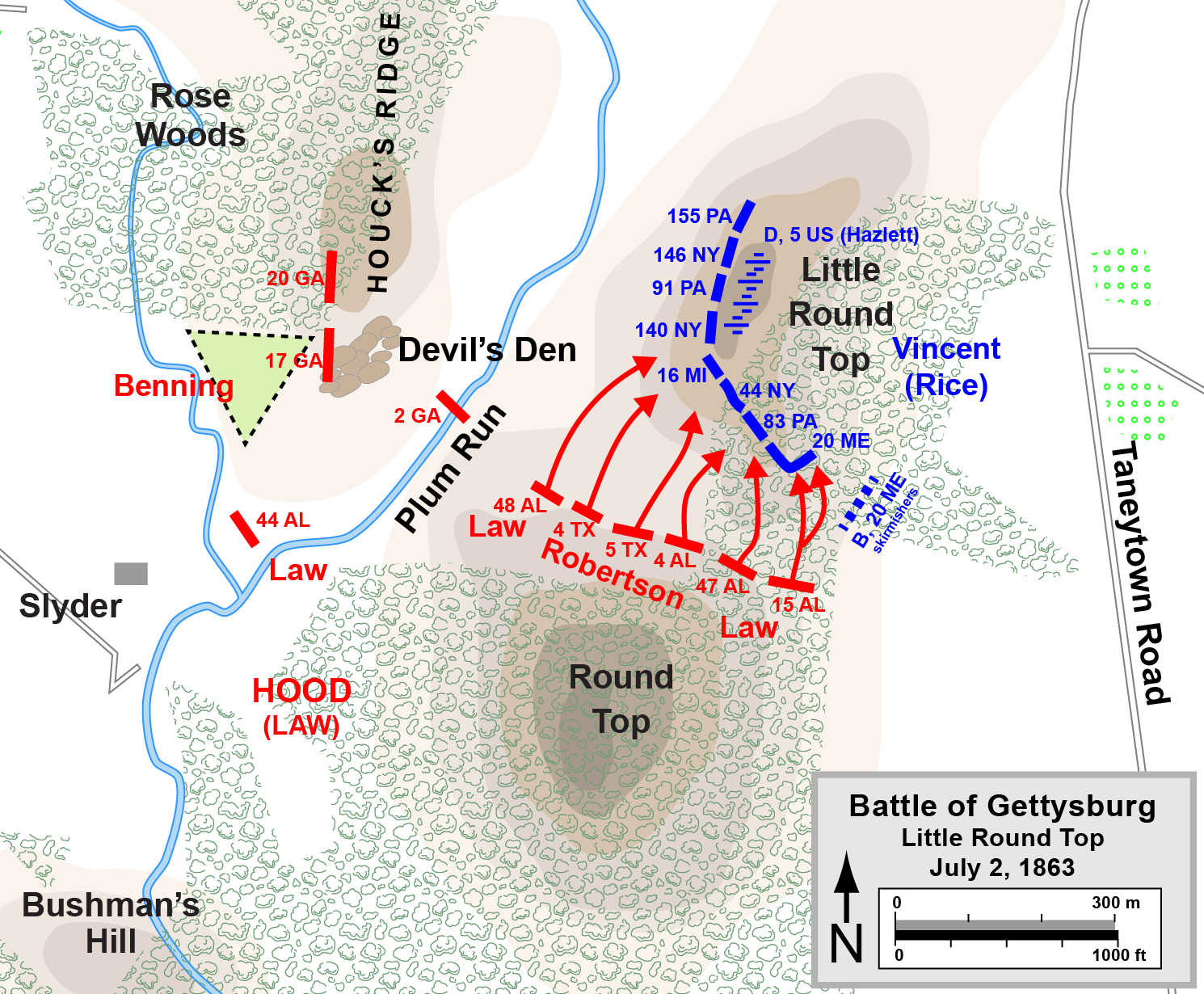
Mapa 09
Boje o Little Round Top

2. července dopoledne se na Little Round Topu nenacházela žádná federální jednotka, stálo zde pouze pozorovací stanoviště, které si na jeho vrcholu zřídil generál Warren. Ten v odpoledních hodinách zaznamenal, že se naproti jeho pozici shromažďuje větší uskupení konfederačních sil a Armádě Potomaku hrozí obchvat jejího levého křídla. O svém zjištění tedy okamžitě informoval generála Meada, jenž nařídil genmjr. Sicklesovi, aby na Little Round Top přesunul jednu ze svých brigád. Velitel III. sboru však nedisponoval žádnými rezervami, povel obsadit svah vrcholku tedy dostala nejbližší Barnesova divize náležící k V. sboru. Avšak generál Barnes nebyl k nalezení, do ohroženého sektoru svoji brigádu na vlastní zodpovědnost přivedl plukovník Strong Vincent, který své muže rozmístil čelem k Round Topu pod vrcholem kopce, aby případný ústup mohl být podnikán vzhůru do svahu.

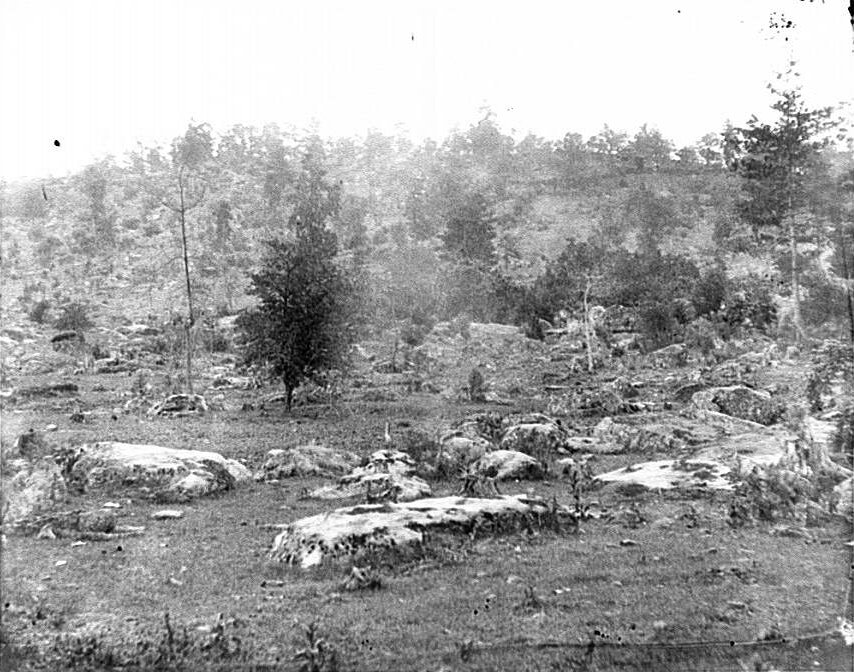
Little Round Top v roce 1863

V 16:00 jako první z jednotek Armády severní Virginie vyrazila do útoku dlouhými pochody vyčerpaná brigáda pod velením Evandera McIvera Lawa, jenž své nadřízené opakovaně a neúspěšně žádal o možnost obchvátit protivníkovo křídlo. Jeho vojáci zamířili do údolí Plum Runu, kde nechal 44. a 48. alabamský pluk zahnout k Devil's Den. V 16:20 byl zraněn generál Hood a generál Law se ujal velení divize. Zbylé pluky jeho brigády posléze obsadily Round Top, odkud po krátkém odpočinku vyrazily proti Little Round Topu (mapa 09). Do bojů na členitém úbočí kopce se zapojily i 4. a 5. pluk z Robertsonovy texaské brigády, jejíž zbytek podnikal útoky na Ďáblovo doupě. Seveřanům na pomoc dorazila baterie poručíka Hazletta z 5. pravidelného dělostřeleckého pluku a generál Warren na vrchol kopce povolal brigádu generála Weeda (2. divize V. sboru), jež zaujala postavení vpravo od brigády Vincentovy. Zcela vlevo stálo 386 vojáků a důstojníků 20. mainského pluku pod velením plk. Chamberlaina, jenž vyslal setninu B do údolí, kde měla zajistit jeho levé křídlo. Vojáci Konfederace se snažili dobýt vrchol kopce více než hodinu, avšak naráželi na zatvrzelou obranu, kterou se jim nepodařilo prorazit. Nakonec došla příslušníkům 20. mainského pluku munice a před půl šestou plk. Chamberlain vrhl celou jednotku do bodákového protiútoku. Překvapení Jižané kvapně ustoupili až na svah Round Topu a v rukou protivníka zanechali asi 100 zajatců. Posléze 20. mainský pokračoval v útoku před linií celé brigády a odrazil zbylé protivníkovy formace.

#### Devil's Den
Přírodní útvar s názvem Devil's Den (Ďáblovo doupě) tvoří shluk obrovských balvanů a 2. července 1863 jej obsadilo 2200 mužů Wardovy brigády, náležející k divizi generálmajora Davida B. Birneye. Jako první se k útoku na tuto pozici seřadila část Robertsonovy brigády. Vlna konfederačních pluků udeřila na linii Seveřanů čelně a celý skalnatý prostor se stal dějištěm téměř hodinu trvajících zuřivých bojů. Do první fáze střetnutí se zapojily i dva Lawovy pluky, které se od brigády oddělily v údolí Plum Runu. Ve vzájemné součinnosti udeřily Wardovi do boku, avšak zejména díky Smithově dělostřelectvu utrpěly těžké ztráty. Jedním ze zraněných byl i generál Hood, kterému dělový náboj rozerval paži od zápěstí k ramenu. Jako druhá vlna byly proti Ďáblovu doupěti vrženy brigády generálů Benninga a Andersona. Celkově boj o Devil's Den trval dvě hodiny a teprve v 18:00 zavlála nad skaliskem texaská vlajka. Nicméně díky účinné palbě z Little Round Topu se Jižanům dále proniknout nepodařilo. Z celkového počtu 2423 nasazených Seveřanů (včetně posil) jich bylo zabito 138, zraněno 548 a 135 zůstalo nezvěstných. Z 5525 nasazených vojáků Konfederace jich zahynulo 329, 1107 bylo zraněno a 378 se pohřešovalo.

#### Pšeničné pole

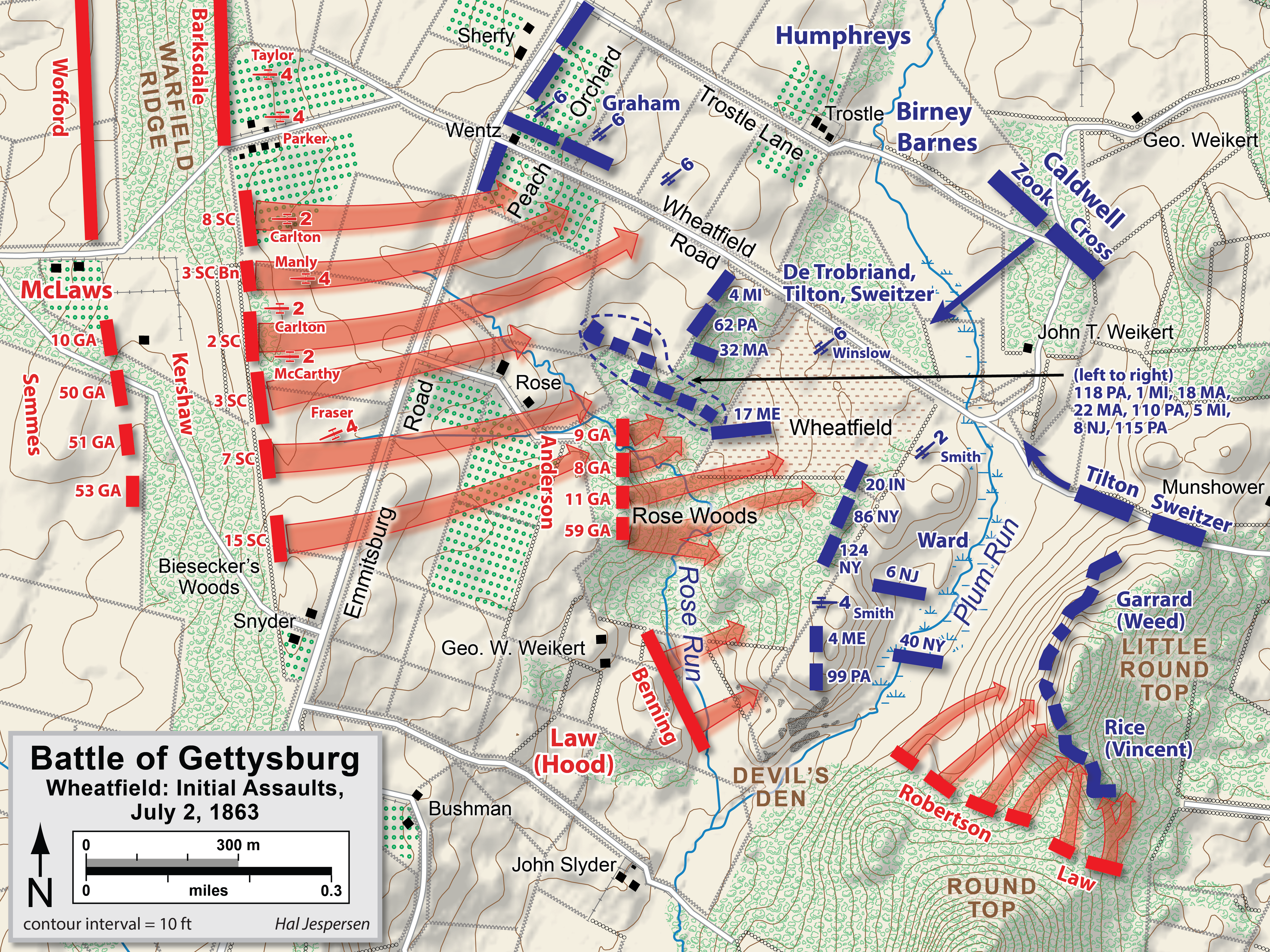
Mapa 10a
Útoky v oblasti mezi Devil's Den a Peach orchard (broskvovým sadem)

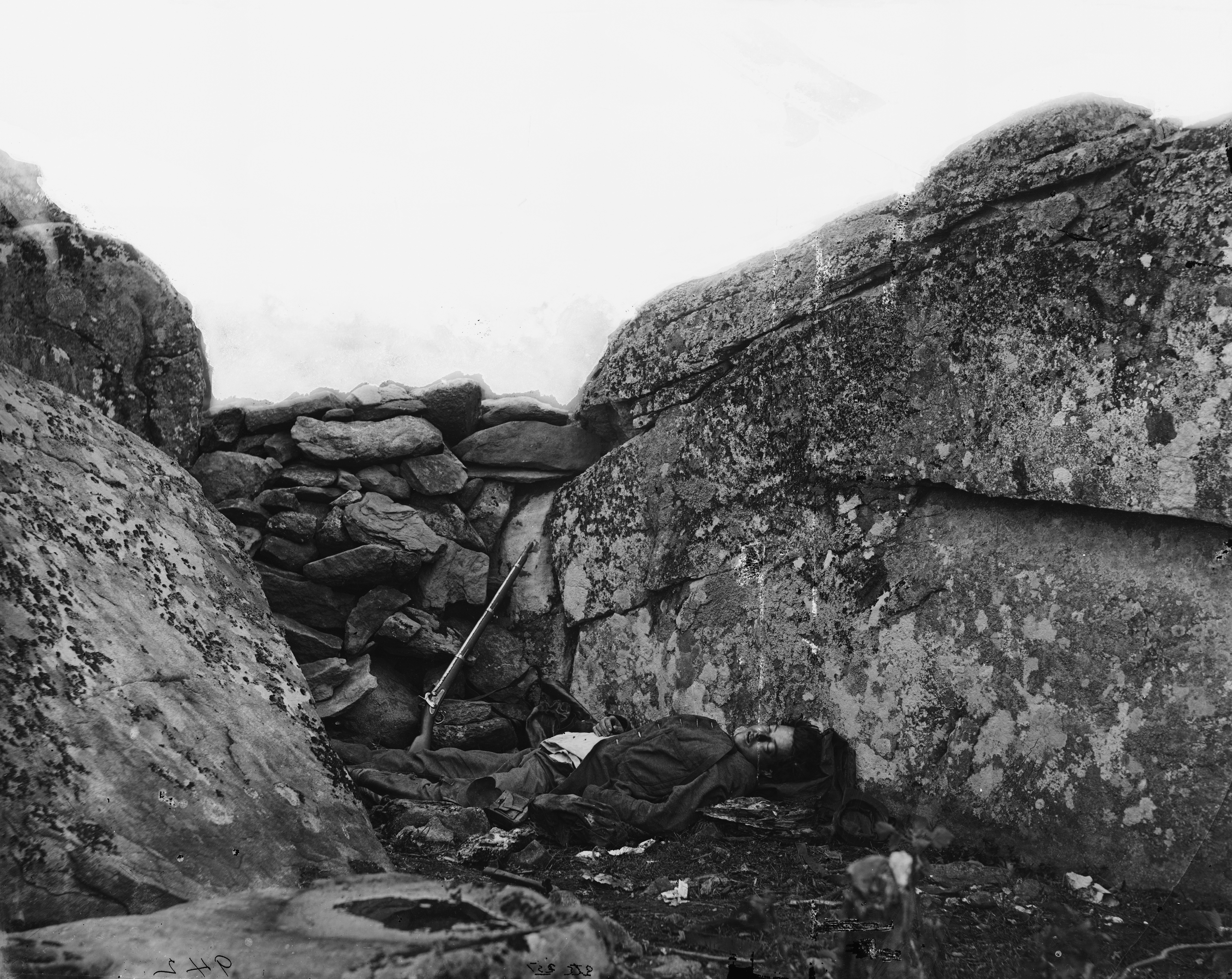
Mrtvý elitní střelec Konfederace zastřelený v Devil's Den (Ďáblově doupěti). Odtud ostřelovači z arkansaského a texaského pluku po celý druhý den vedli palbu proti federálním pozicím na Little Round Topu

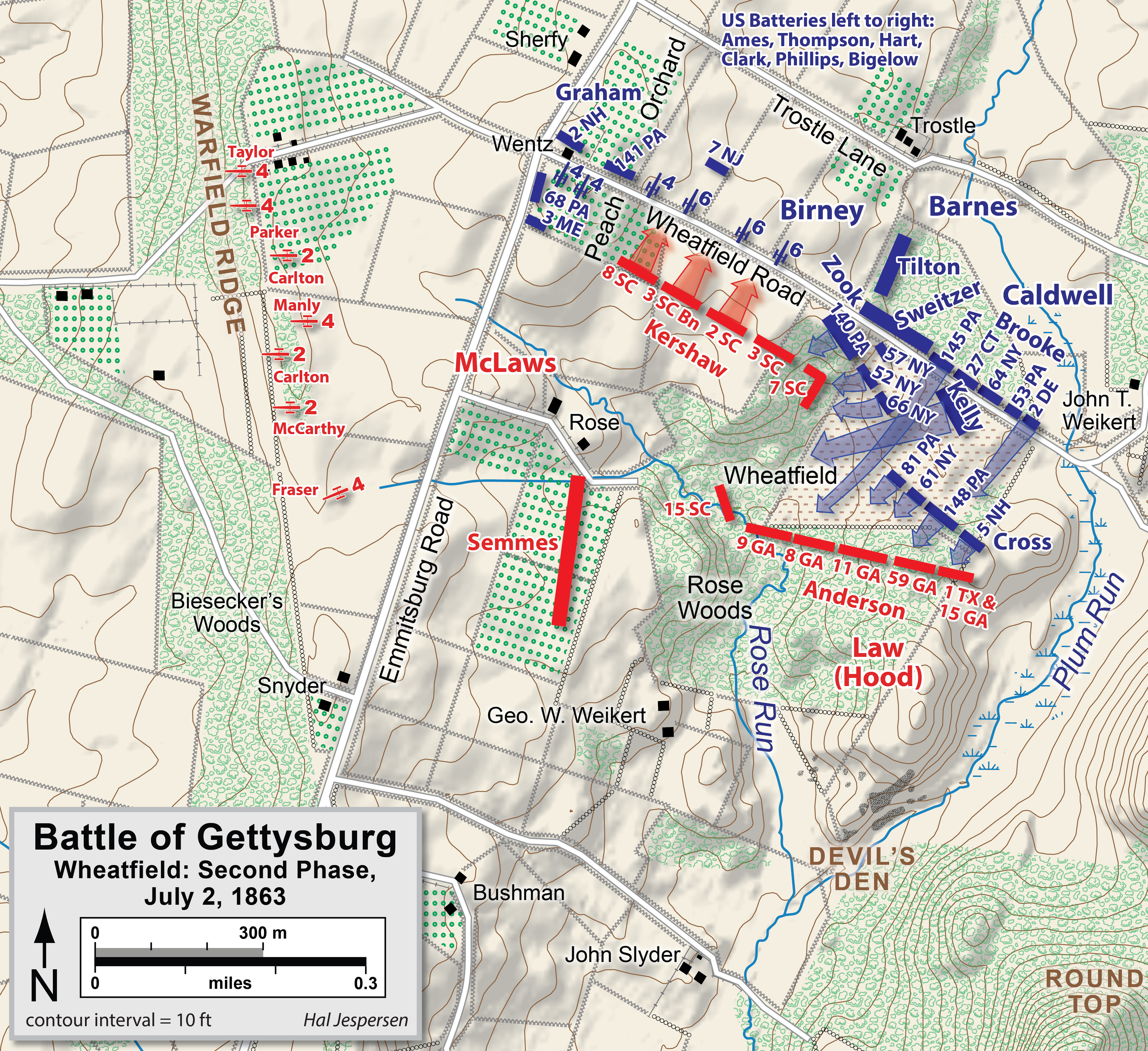
Mapa 10b
Druhá fáze boje o pšeničné pole

V 17:30, po předchozí dělostřelecké přípravě a v souladu se schématem útoků postupných formací, se dala do pohybu část McLawovy divize (brigády: Kershawova a Semmesova), jejíž vojáci zaútočili do prostoru pšeničného pole osázeného mezi Devil's Den a broskvovým sadem, kde na Stony Hill a na severním výběžku Houck's Ridge bránily své postavení federální brigády plukovníků Tiltona, Sweitzera a Trobrianda z 1. divize generála Jamese Barnese (V. sbor). Soustředěný nápor brigád generálů Kershawa a Semmese, které na prvém křídle podpořil i postup brigády generála Andersona (náležející k Hoodově divizi), donutil Seveřany k ústupu (mapa 10a). Tento úspěch konfederačním jednotkám otevřel cestu do týlu Trobriandovy brigády, z níž pluky 5. michiganský a 110. pensylvánský v krátké chvíli ztratily téměř polovinu svého početního stavu. Jen díky protiútoku 17. pluku z Maine a 5. z Michiganu se Jižany podařilo zpomalit natolik, že jejich postup ztratil na údernosti. Za této situace velitel linie generál Birney požádal o podporu velitele sousedního sboru generála Hancocka, který k pšeničnému poli neprodleně vyslal Caldwellovu divizi (brigády: 1. Crossova, 2. Kellyho irská, 3. Zookova, 4. Brookeova). Ta se do střetnutí zapojila v 18:40 a krátce nato se jí podařilo zastavit Kershawovu brigádu, kterou dočasně přinutila ustoupit (v boji byli těžce zranění generál Zook a plukovník Cross). Do prostoru bojiště z rozhodnutí vrchního velitele Potomacké armády generála Meada dorazila i Ayresova divize (brigády: 1. Dayova, 2. Burbankova, 3. Weedova), která při svém postupu ze svahu Little Round Topu byla nucena přejít údolí Švestkového potoka. Zde se pluky pochodující zejména na levém křídle formace dostaly pod těžkou palbu Jižanů ukrytých za balvany Ďáblova doupěte, díky čemuž přišly o značné množství vojáků i důstojníků. Bahnité břehy Švestkového potoka mezi Houck's Ridge a Okrouhlými štíty v průběhu druhého dne bojů pokryly stovky mrtvých vojáků z obou stran a od 2. července 1863 bude lokalita známá jako Údolí smrti (Švestkový potok dostane jméno Krvavý potok).

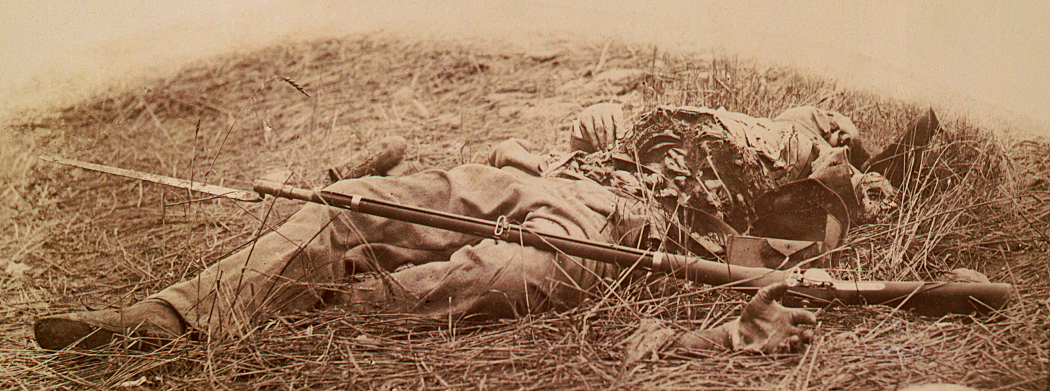
Tělo federálního vojáka rozervané dělostřeleckým granátem nedaleko pšeničného pole

Po příchodu k pšeničnému poli se generálové Ayres a Caldwell rozhodli zaútočit proti Andersonovým oddílům, než však stačili svůj záměr zrealizovat, zapojila se do střetnutí Benningova brigáda uvolněná odbytím Devil's Den, která v součinnosti s Andersonem udeřila na Ayresovo levé křídlo. Svůj nápor čelním směrem obnovily i brigády generálů Semmese (při útoku byl smrtelně zraněn střepinou) a Kershawa a do sektoru dorazila brigáda generála Wofforda, jíž se podařilo prolomit obranu Seveřanů v broskvovém sadě. Na vojáky Unie v tu chvíli dopadl útok ze tří stran a v následujících minutách pšeničné pole pětkrát změnilo svého majitele. Po tvrdém boji nakonec získaly převahu jednotky Konfederace (mapa 10b). Jako první dostala rozkaz bojiště opustit Brookeova brigáda, v jejích stopách posléze pokračovaly Sweitzerova brigáda, Kellyho Irové a brigády generálů Zooka a Burbanka. Celý ústup kryly tři odkryté pluky Sweitzerovy dobrovolnické brigády, kterým se podařilo vyprostit z boje jen díky odhodlanosti mužů z pravidelné brigády plukovníka Sidneyho Burbanka. Unavené a promíchané jednotky Jižanů protivníka zatlačily až k západnímu okraji pole, v tu chvíli však postupující vojáky začala decimovat palebná přehrada dělostřeleckých baterií dislokovaných na Little Round Topu. Na svahu kopce stály v obranném postavení také tři pěší Crawfordovy pensylvánské pluky, které v první chvíli ustoupily stranou, aby kolem sebe nechaly proběhnout muže II. a V. sboru. Vzápětí za nepřetržité podpory dělostřelectva udeřily na otřesené pronásledovatele. Při sestupu ze svahu na protivníka vypálily dvě devastující salvy a posléze konfederační jednotky srazily zpět k výchozím pozicím. Zde se vojáci v šedých uniformách ukryli za kamennou zeď, která lemovala celý východní okraj bojiště. Situaci nakonec stabilizoval příchod jednotek VI. sboru, důsledkem čehož pěchota Jihu i Severu zůstala stát v liniích na protilehlých stranách pšeničného pole, které se tak do konce bitvy stalo územím nikoho.

#### Broskvový sad

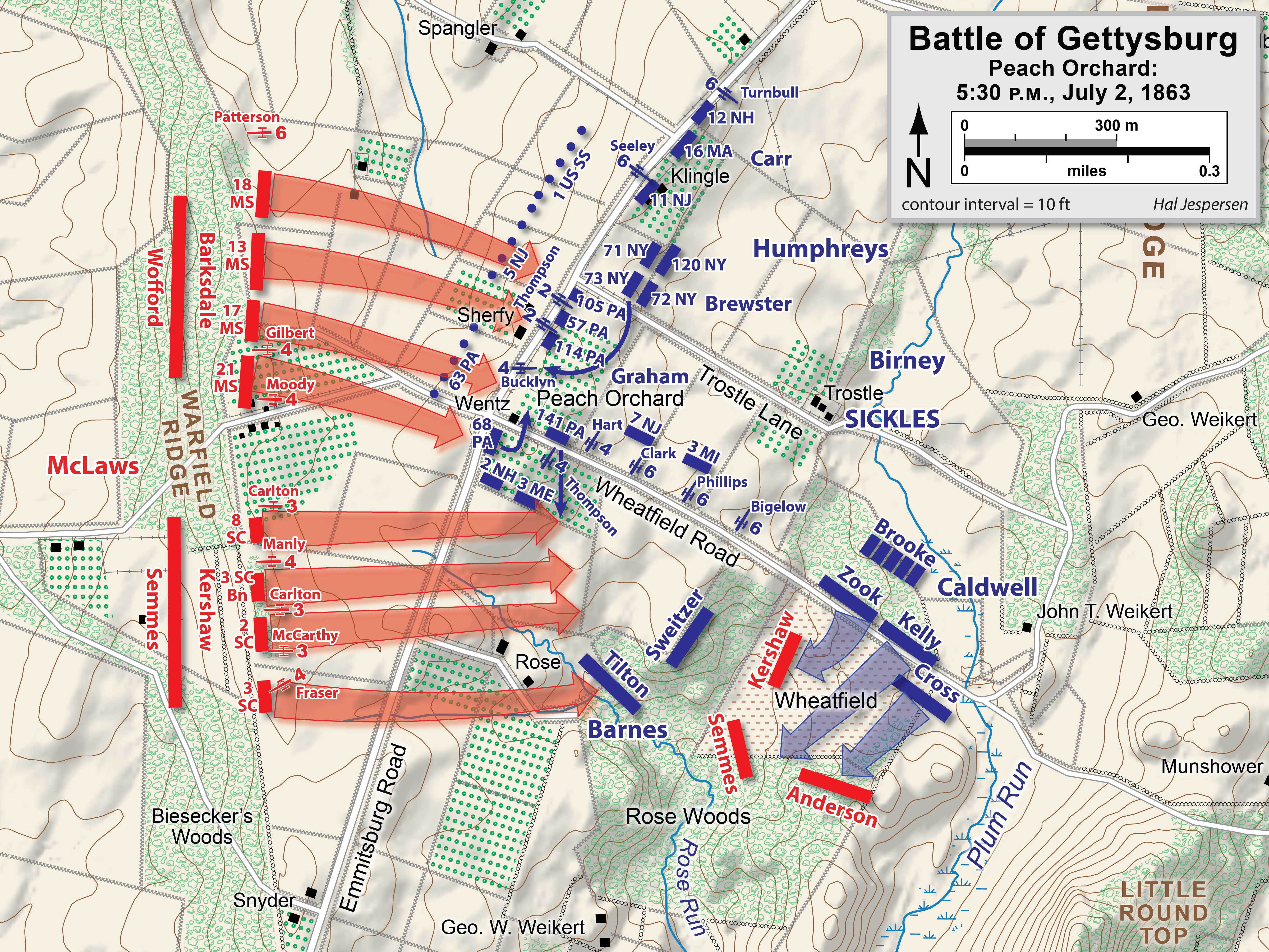
Mapa 11a
Úvodní situace v prostoru broskvového sadu

Další z konfederačních jednotek připravených k nasazení do probíhajících bojů byly brigády generálů Barksdala a Wofforda (McLawsova divize). Jejich útok měl začít přesně půl hodiny po zahájení boje na pšeničném poli, nicméně generál Barksdale po svém nadřízeném požadoval zapojení do akce uspíšit, neboť mu neuniklo, že III. sbor genmjr. Sicklese je vysunutý ve značné vzdálenosti před federální linií. Tím jednotkám Armády severní Virginie nabídl možnost napadnout jeho nezajištěné boky, uskutečnění záměru před stanoveným časem však generál Longstreet zamítl. Svůj úder proti Sicklesovým pozicím tedy 1500 mississippských vojáků Barksdalovy brigády zahájilo přesně v 18:00, po dvou hodinách čekání v prudké dělostřelecké palbě federálních baterií rozmístěných v broskvovém sadě. Přestože silné ostřelování bylo příčinou značných ztrát v jejich řadách, po zahájení postupu odrazili protiútok Grahamovy pensylvánské brigády, kterou zcela rozprášili a k dovršení úsilí zajali i generála Grahama. Když generál Longstreet zaznamenal tento úspěch, rozhodl se využít Barksdalovy iniciativy a nechal jeho muže pokračovat v náporu za emmitsburskou cestu (mapa 11a). Woffordova brigáda postupující za Barksdalem mezitím uhnula mírně doprava a přímo skrze broskvový sad pokračovala v postupu na pšeničné pole.

Timothy H. O'Sullivan: mrtví koně Bigelowovy 9. Massachusettské baterie zabití v okolí Trostlovy farmy

Jelikož se v prostoru u broskvového sadu nenacházely již žádné zálohy seveřanské pěchoty, vyslal generál Hunt na ohrožený úsek polovinu všech dělostřeleckých rezerv (cca 70 děl). Ačkoli tato posila způsobila Jižanům další ztráty, celá obrana III. sboru Potomacké armády se zhroutila. Navíc byl nedaleko Trostlovy stodoly těžce zraněn generál Sickles, kterému dělová kule urvala kus nohy, a velení jeho brigád převzal generál Hancock, jehož ve funkci velitele II. sboru nahradil generál Gibbon. Jednotky Seveřanů hromadně ustupovaly a do jejich pronásledování se pustilo i dělostřelectvo Konfederace, které likvidovalo jak prchající skupiny pěšáků, tak i vytrvale bojující federální artilerii. Jako poslední z unionistických jednotek se ze svých pozic stahovala baterie kapitána Bigelowa, která pokračovala v boji na prolongách. Díky Bigelowově vytrvalé střelbě z prostoru u Trostlovy farmy se podařilo několik desítek metrů za jeho pozicí zformovat novou obrannou linii, kterou plukovník McGilveri vytvořil ze čtyřiceti děl 1. dobrovolnické brigády dělostřelecké zálohy. Nicméně i toto postavení, včetně Bigelowovy baterie, záhy začala likvidovat střelba konfederačního dělostřelectva pod velením plukovníka Alexandra a útok 21. pěšího mississippského pluku v čele s generálem Barksdalem. V této chvíli se však podařilo generálu Hancockovi stáhnout ze středu postavení Willardovu brigádu z Haisovy divize II. sboru, jejíž 39. newyorský pluk Jižanům ukořistil děla právě dobyté 5. pravidelné baterie. Zbytek brigády se zatím zformoval za McGilveryho linií.

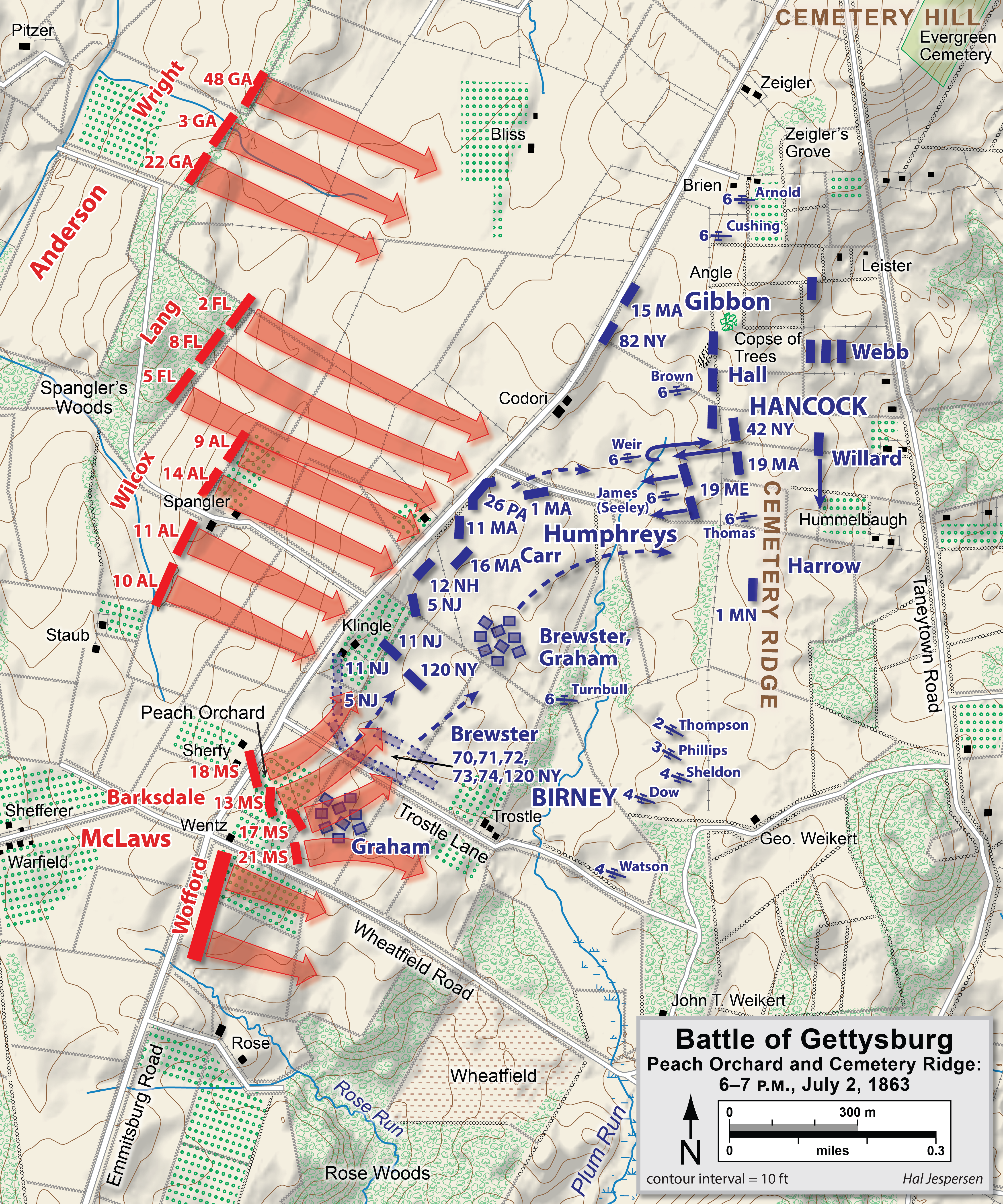
Mapa 11b
Druhá fáze boje v okolí broskvového sadu

Ve spolupráci s Barksdalovými jednotkami zahájila v 18:00 postup proti federálním pozicím severně od broskvového sadu i část Andersonovy pěší divize (brigády: Wilcoxova, Perryho (u Gettysburgu jí velel plk. Lang) a Wrightova), která udeřila na úsek obrany držený Humphreysovou divizí (brigády: Carrova, Brewsterova a Burlingova). Hned v úvodní části boje byly u Klingelova domu Wilcoxovou brigádou rozdrceny 11. pluk z New Jersey a 16. pluk z Massachusetts. Záhy se Jižané z boku vrhli na 12. pluk z New Hampshire, který se právě natáčel k jihu. Za těžkých ztrát byl přinucen ustoupit i 11. pluk z Massachusetts, který čelně a z obou boků napadla Langova brigáda. Wrightova georgijská brigáda zničila obranu Codoriho farmy, kterou tvořily 82. newyorský a 15. massachusettský pluk a pokračovala do odkrytého prostoru severně od usedlosti, kde se dostala pod palbu Brownovy baterie a děl ze Hřbitovního hřbetu. Při pokusu zničit Brownovy kusy se Jižanům do cesty opět postavil 15. massachusettský pluk, který tak umožnil ohroženému dělostřelectvu opustit pozici. Ačkoliv generál Wright neměl zajištěno levé křídlo a značně se vysunul před zbylé útočící Andersonovy brigády, jeho vojáci vyrazili obsadit Hřbitovní návrší. Mezi tím byly na pravé křídlo Humphreysovy divize generálem Hancockem na pomoc vyslány dva pluky Hallovy brigády (19. z Massachusetts, 42. z New Yorku), pro jednotky Konfederace však těchto 400 mužů nepředstavovalo větší překážku a brzy byli s vysokými ztrátami odraženi zpět. Když plukovník William Brewster viděl debakl Carrových jednotek, postavil proti postupujícímu protivníkovi svoji newyorskou brigádu, na níž zanedlouho dopadl úder Wilcoxových jednotek. Ani tomuto náporu nebyli vojáci ze Severu schopní odolat, Jižany jen za obrovských ztrát nepatrně zpomalili. Z druhé strany se k rozprášeným Brewsterovým plukům navíc začala přibližovat i Langova brigáda, jež po střetu s Carrovou brigádou na chvíli zastavila v lesíku u Codoriho farmy. Cestou přinutila ustoupit 19. mainský pluk a ukořistila čtyři děla z Weirovy baterie, které sem spolu s Thomasovou baterií narychlo povolal generál Hancock (mapa 11b).

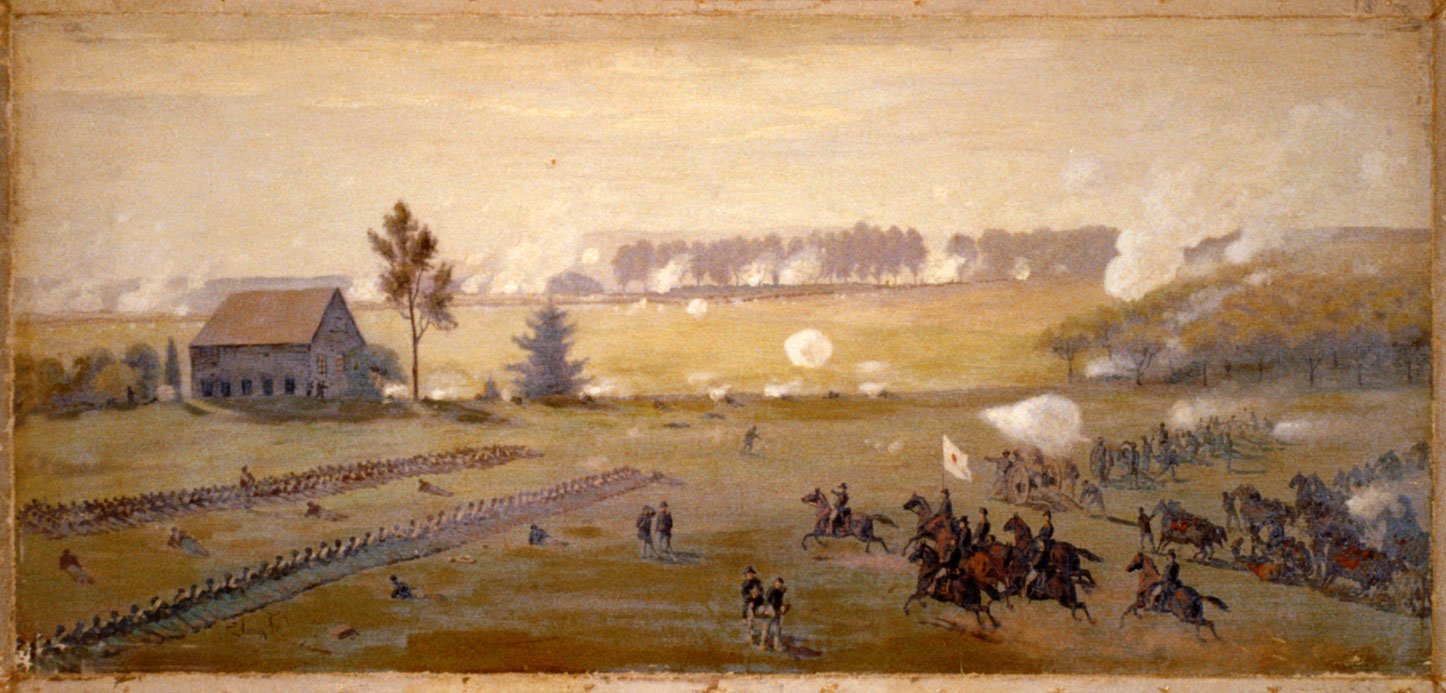
Edwin Forbes: boje v broskvovém sadu a v okolí Sherfyho farmy

Mezitím se Barksdalova brigáda vynořila z lesíku před Willardovu brigádou, která na Jižany ihned zaútočila bajonety. Bojem prozatím netknutí Newyorčané přinutili mississippské oddíly ustoupit (při střetnutí zahynul generál Barksdale) a zhruba v 19:00 hodin přešli do úspěšného protiútoku, při němž zahnali jednotky Konfederace až za broskvový sad. Ve chvíli, kdy se vynořili ze stromového porostu, se však dostali přímo před hlavně Alexandrových děl, jejichž účinná palba je přinutila stočit svůj postup k severu. Tímto manévrem Willardovi muži vpadli přímo do boku Langovy brigády, která se po krátkém boji dala na ústup. Stáhly se i federální jednotky (při této epizodě dělová koule urvala půlku hlavy generálu Willardovi), nicméně Langův ústup odkryl křídlo sousední Wilcoxovy alabamské brigády. Ta zatím napadla děla Thomasovy baterie a i přes vysoké ztráty pokračovala v náporu doleva ke Hřbitovnímu hřbetu. Generál Wilcox si však nemohl dovolit mít nekryté křídlo, požadoval proto po generálu Andersonovi, aby podpořil jeho útok Poseovou a Mahonovou brigádou. Odpovědi se nedočkal, začal se proto z bojiště stahovat společně s Langovými jednotkami. V té době již muži Wrightovy brigády smetli zbytek Gibbonových jednotek, prolomili seveřanskou obranu a ovládli pozici uprostřed Hřbitovního hřbetu. Před sebou měli už jen chaoticky prchajícího nepřítele, generál Wright proto požádal velitele divize o vyslání posil, jež by podpořily jeho další akce. Odpovědi se však, stejně jako generál Wilcox, od váhajícího generála Andersona nedočkal a v obavě, že bude jeho brigáda izolována novými jednotkami Unie, jež se postupně zapojovaly do bitvy, dal povel probít se zpět za emmitsburskou cestu. Po Wrightově ústupu, až na dílčí střety, nápor Jižanů u broskvového sadu ustal. V průběhu bojů ztratila Langova brigáda 300 mužů, Wilcoxova 577 a Wrightova 688.

### Linie Cemetery Hill – Culp's Hill

#### Cemetery Hill

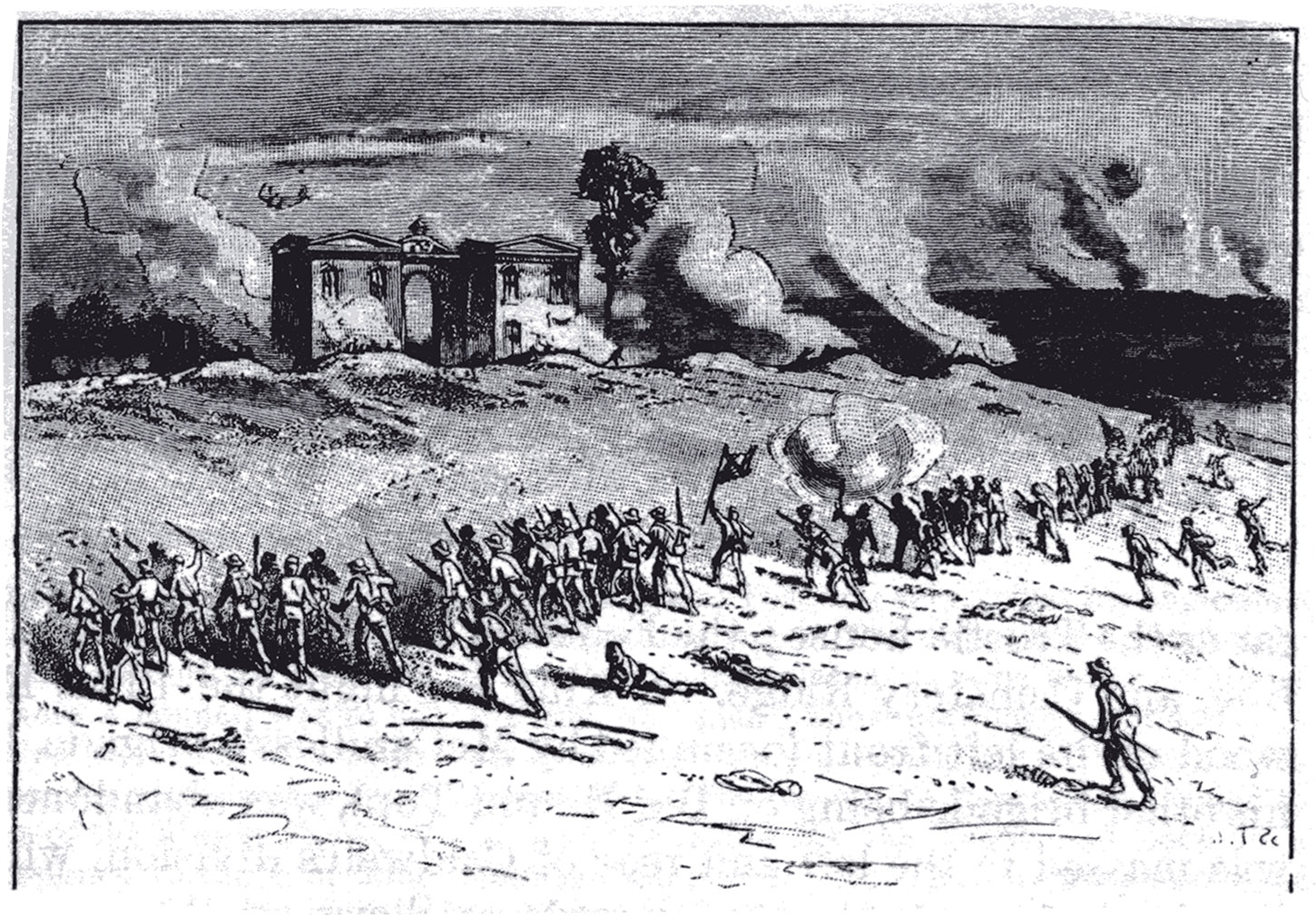
Jižané útočí na Cemetery Hill

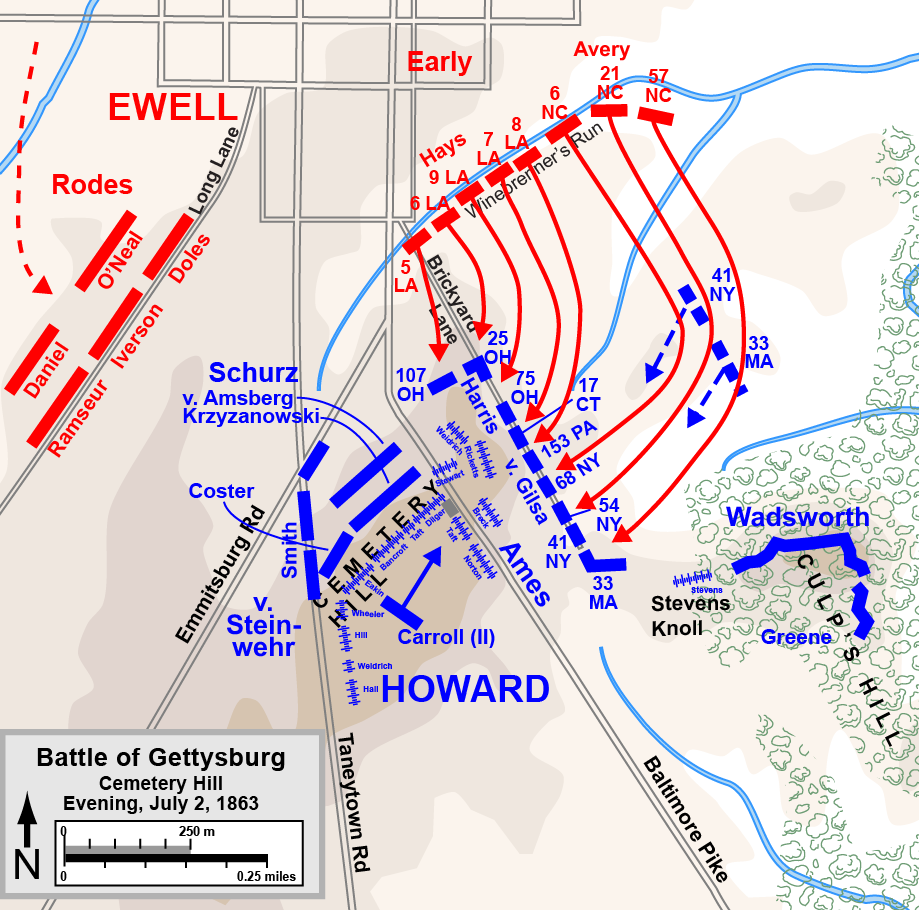
Mapa 12
Útok Averyho a Haysovy brigády na Cemetery Hill

Ve snaze odvrátit pozornost vojáků Potomacké armády od hlavního útoku Jižanů podél linie Little Round Top – Cemetery Ridge, pověřil generál Lee velitele II. sboru generála Richarda S. Ewella, provést demonstraci síly proti pozicím protivníka na Cemetery Hillu a Culp's Hillu, kde svůj úsek obrany držel XI. sbor generálmajora Howarda. Akce měla začít ve chvíli, kdy zahájí palbu dělostřelectvo podřízené generálu Longstreetovi a účastnit se jí měly divize generálů Earlyho (brigády: Haysova a Hokova) a Johnsona. Mimoto těchto rozkazů generál Ewell obdržel nepřímou instrukcí, aby přešel do skutečného útoku, pokud by se mu naskytla vhodná příležitost, nicméně jak tuto situaci rozpoznat, vrchní velitel Armády severní Virginie nespecifikoval.
Po ukončení porady velitelského štábu navštívil generál Ewell pozice Earlyho divize, kde vydal dispozice pro velitele brigád a rozhodl o rozmístění dělostřelectva, načež se odebral do svého stanu, kde usnul. V 16:00, přesně v souladu s jeho rozhodnutím, zahájil z Bannerova návrší ostřelování seveřanských pozic dělostřelecký prapor poručíka Latimera, který podpořilo 55 děl ze III. sboru generála A. P. Hilla. Prudká dělostřelecká příprava, vedená na obou stranách se značnou intenzitou, postupně umlkala až se západem slunce, který 2. července nastal v 19:34. Krátce před tímto časem se poblíž domu Williama Culpa začaly formovat dvě brigády Earlyho divize pod velením plukovníka Averyho (ten převzal velení za zraněného generála Hoka) a generála Hayse, jejichž úkolem bylo zaútočit proti Amesově divizi, kterou tvořily brigády generálů Harrise a Leopolda von Gilsy v postavení za kamennou zdí lemující Brickyardskou cestu (mapa 12). Uvolněné místo po těchto jednotkách měla převzít brigáda generála Gordona.

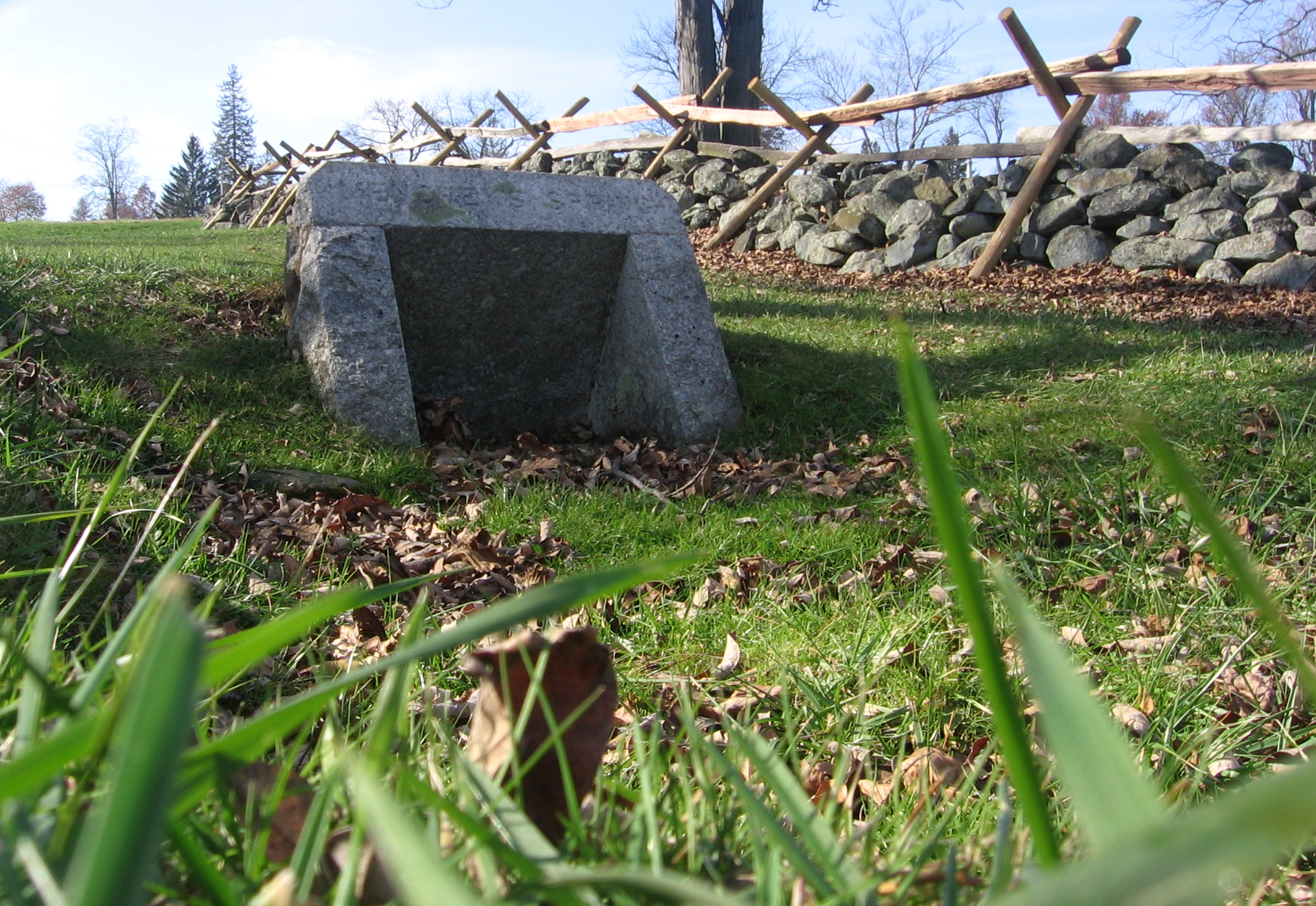
Mencheysův pramen stojící poblíž kamenné zdi v centu bojiště na Cemetery Hill. Před zahájením střetnutí zde byla pozice 54. newyorského pluku

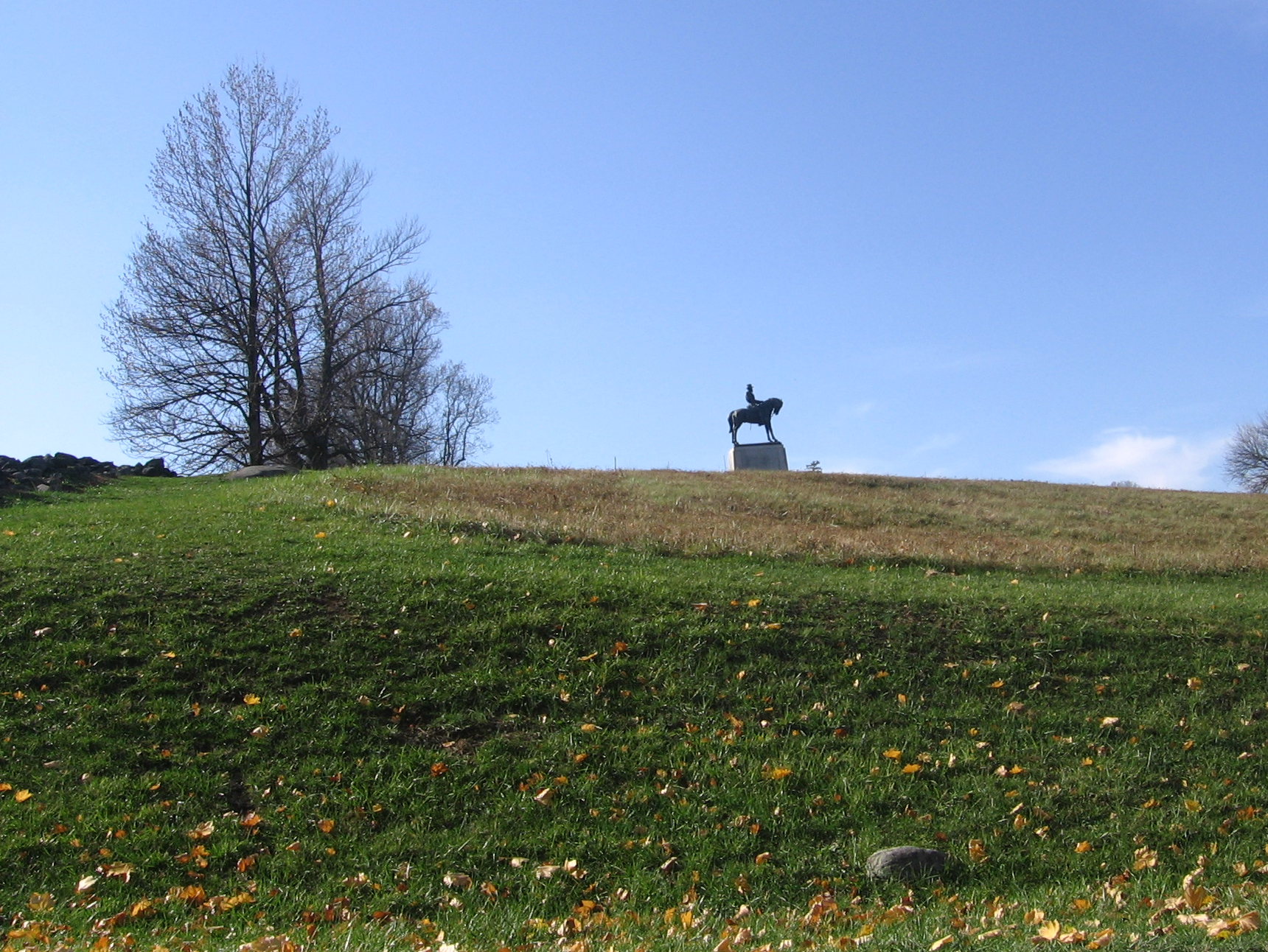
Socha generála Howarda na vrcholu Cemetery Hill

Útok Averyho severokarolíňanů směřoval do průsmyku mezi Cemetery Hillem a Culp's Hillem, kde se však jeho muži dostali pod soustavnou a přesně mířenou palbu Stevensovy 5. mainské baterie. Do kontaktu s pravým protivníkovým křídlem se jim proto podařilo probojovat až po hodinu trvajícím přesunu. Z pochodu však okamžitě přešli do útoku a za vysokých ztrát (v boji byl smrtelně zraněn plukovník Avery) prorazili Gilsovou linií a udeřili na Rickettsovu baterii. Mezitím Harrisovu roztaženou brigádu, jež tvořila Amesovo levé křídlo, ve 20:20 napadly pluky louisianských tygrů pod velením generála Hayse. Také jejich útok obranu vojáků Unie prorazil, čímž si otevřeli cestu k napadení Wiedrichovy baterie na vrcholu Cemetery Hill. V reakci na nápor Jižanů generál Howard požádal vrchního velitele Potomacké armády o posily. Ten jeho naléhavé potřebě vyhověl a vydal rozkaz, aby se na ohrožený úsek přesunula Robinsonova divize z Reynoldsova I. sboru. Do chvíle, než se tato jednotka stačila zapojit do boje, podpořil Harrisovy a Gilsovy vojáky generál Schurz dvěma pluky Krzyżanowského brigády (polskou legií a 119. newyorským plukem). Jejich protiútok Jižany odrazil a vyrval jim z rukou právě získaná děla, nicméně Haysovy jednotky se uchytily za kamennou zídkou, jež se táhla podél Brickyardské cesty. Generál Hays, který se za každou cenu snažil udržet dobyté pozice a současně pomýšlel na útok plnou silou, se spoléhal na posilu v podobě Rodesovy divize (na bojiště dík špatné výchozí pozici dorazila se značným zpožděním), té se však nedočkal. Ještě dvakrát jeho muži střetli na bodáky s Krzyżanowského polskou legii, boj se však postupně dostal do patové situace. Ta ale trvala jen do té chvíle, než na Cemetery Hill dorazila Carrollova brigáda, kterou na ohrožený úsek ze své vůle vyslal generál Hancock. Příchod nových unionistických posil přinutil Jižany za hluboké tmy k ústupu, sebou si i přesto odváděli značný počet zajatců a odnášeli čtyři ukořistěné prapory. Ke stažení byly přinuceny také Averyho severokarolínské pluky, přestože i jim se podařilo ovládnout část hřebene Hřbitovního návrší. Neúspěšná akce připravila Earlyho brigády o 1650 mrtvých a raněných vojáků. Zároveň byla díky špatné koordinaci jednotek, jejíž příčinou byl spánek generála Ewella, zmařena příležitost konfederačních jednotek obsadit klíčové postavení seveřanské armády. V tomto smyslu se vojenští historici shodují, že stačilo, aby generál Ewell podpořil Earlyho muže Gordonovu brigádou a Rodesovou divizi a Potomacká armáda se mohla dostat do složité pozice.

#### Culp's Hill

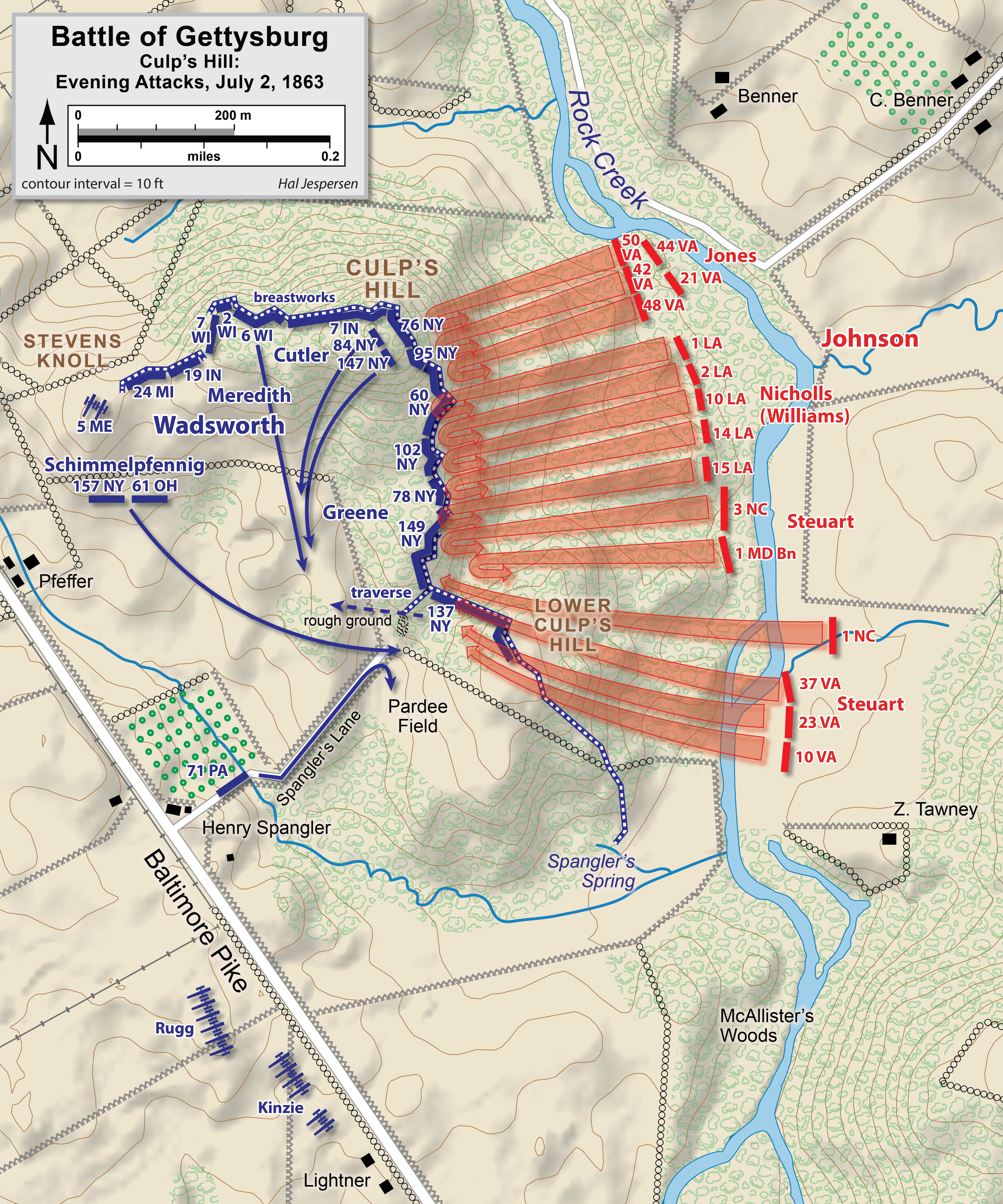
Mapa 13
Útok Johnsonovy divize na Culp's Hill

Poté, co generál Meade odvolal z Culp's Hillu (Culpova kopce) vše co mohl na pomoc levému křídlu, zůstala na tomto úseku pouze 3. brigáda 2. divize XII. sboru Potomacké armády, jejíž levé křídlo kryla Železná brigáda pod velením plukovníka Robinsona. Velitel tohoto úseku generál George S. Green nechal na vrcholu kopce zbudovat pás okopů a předprsní se záseky, neměl však dostatek mužů na pokrytí celé linie, a jeho vojáci tak byli nuceni bojovat v metrových rozestupech.

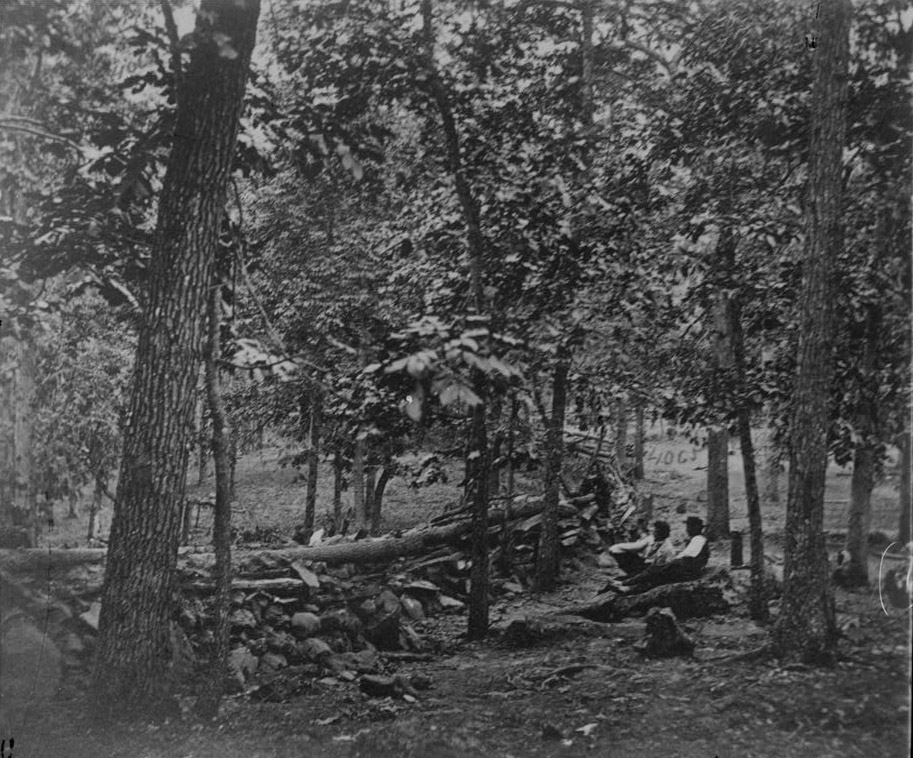
Federální pozice v lese na Culp's Hillu

V 18:30 dostala od generála Ewella rozkaz k napadení Greenovy brigády Johonsonova divize (brigády: Steuartova, Stonewallova, Nichollsova a Jonesova). Konfederační jednotky okamžitě vyrazily proti severovýchodnímu svahu Culp's Hillu, od cíle pochodu je však dělila značná vzdálenost. Navíc mezi křovinami, stromy a skupinami balvanů vojáci ztráceli orientaci, díky čemuž na dotek k protivníkovi připochodovali až po soumraku (mapa 13). Ve chvíli, kdy se Jižané dostali na dostřel z muškety, začala je decimovat dobře mířená a nepřetržitě vedená palba, která v kombinaci s těžkým terénem způsobila, že se jejich útok začal zpomalovat, až se nakonec zcela zastavil. Jediného výrazného úspěchu dosáhly o půl desáté pluky Steuartovy brigády, které obsadily prázdné okopy na východním svahu a pokračovaly v útoku na pravé Greenovo křídlo. Vojáci Potomacké armády se však stáhli na druhou obrannou linii a Jižané nebyli bez další podpory schopni svého úspěchu využít.
Jakmile generál Johnson obdržel zprávu, že se jeho mužům podařilo obsadit významný bod, který stojí několik set metrů do silnice vedoucí do Baltimoru, snažil se v souladu s rozkazy generála Leea útok rozšířit. Obsazení baltimorské cesty by představovalo významný průlom do protivníkova postavení, díky němuž by se stala pozice na Cemetery Hillu neudržitelná, nicméně Smithova brigáda, která byla vyslána Steuartově brigádě na pomoc, v nastalé tmě a nepřehledném terénu nedokázala k určené pozici nalézt cestu. Těžké střety na Culp's Hillu trvaly ještě dlouho do noci, boj však nakonec ustal, aniž by Jižanům přinesl další zisky.

### Čtvrteční večer

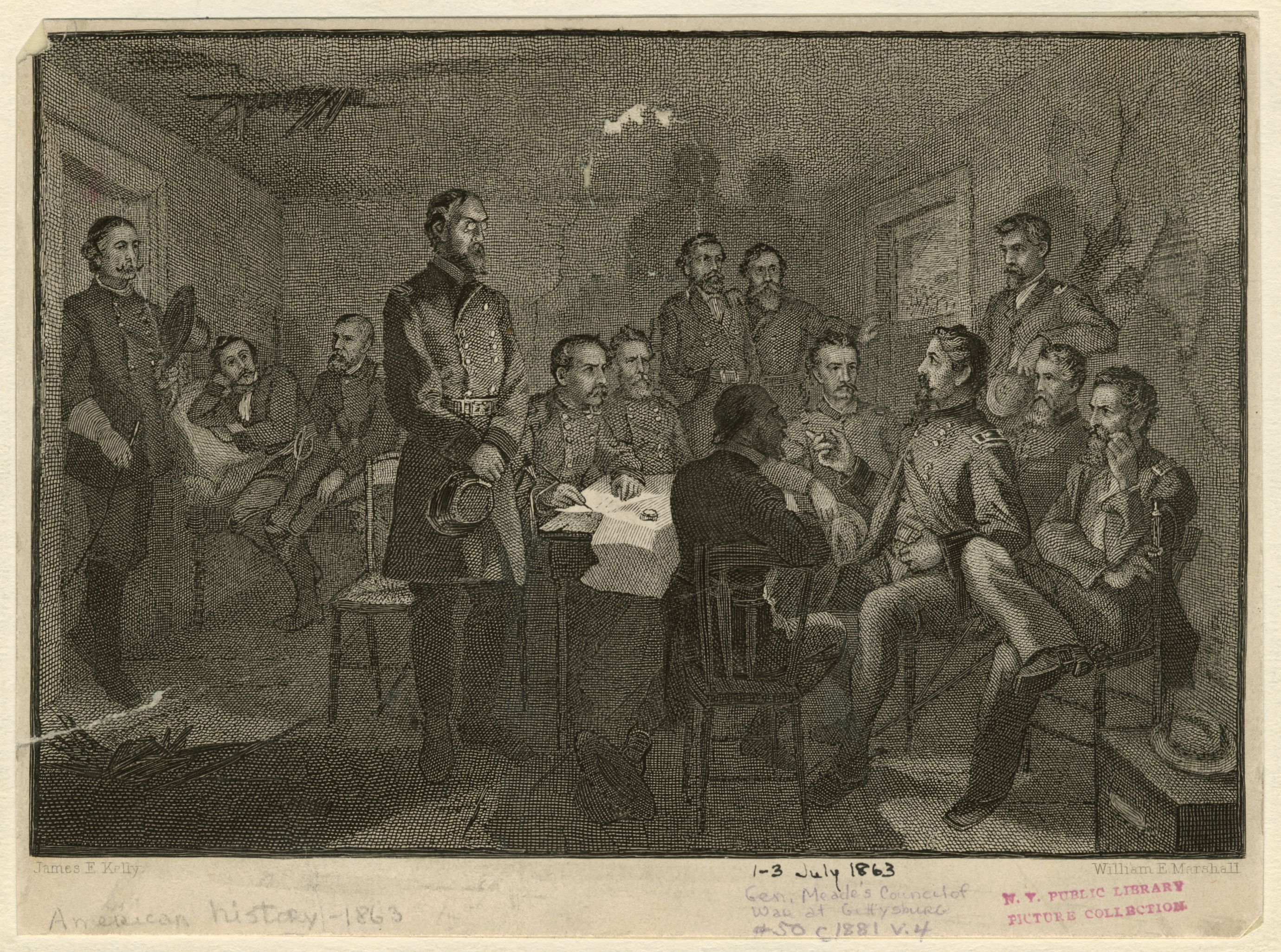
Porada generála Meada s jeho sborovými veliteli

Někdy v průběhu odpoledne dorazila k severovirginské armádě tolik postrádaná jízdní divize generála J. E. B. Stuarta, jež byla neprodleně odeslaná krýt levé křídlo konfederačních pozic, proti zde dislokované federální kavalérii. Kolem 19:00 přibyla jižanům další posila v podobě Pickettovy divize (I. sbor), vrchní velitel Armády severní Virginie ji však do bojů nenasadil a nechal ji do druhého dne odpočívat. Když se generál Lee průběžně dozvídal aktuální výsledky bojů, neviděl svou situaci nijak pesimisticky. Spíše se domníval, že dosáhl částečného úspěchu, a proto se také rozhodl následujícího dne pokračovat v útočných operacích. Avšak generál Longstreet byl právě uplynulými událostmi velmi rozčarován a po ukončení akcí na levém seveřanském křídle se ve stanu svého nadřízeného ani neohlásil. Unavený a v depresi usnul v trávě na Seminary Ridge.
Vrchní velitel Potomacké armády generál Meade, stejně jako jeho protějšek na straně Konfederace, svou situaci zpočátku také hodnotil vesměs positivně, nicméně první pochybnosti pocítil, když se seznámil s utrpěnými ztrátami. I když se jeho jednotkám víceméně podařilo udržet všechny klíčové pozice, podle dostupných údajů ztratil přes čtvrtinu početního stavu armády, v důsledku čehož svou momentální sílu odhadoval na 58 000 bojeschopných mužů. Aby se seznámil se stanovisky svých přímých podřízených, svolal na 23:00 poradu všech sborových velitelů. Znova zde nadnesl možnost ústupu armády, ale o dalším kroku nechal přítomné velitele hlasovat. Ti učinili jednohlasné rozhodnutí dál v boji pokračovat, ačkoli generál Meade vzápětí poznamenal, že okolí Gettysburgu považuje za nevhodné pro svedení rozhodující bitvy. Následně usoudil, že vojáci generála Lee po neúspěšných pokusech prorazit na křídlech, příštího dne udeří na střed jeho postavení.

## Den třetí

### Dohra na Culp's Hillu

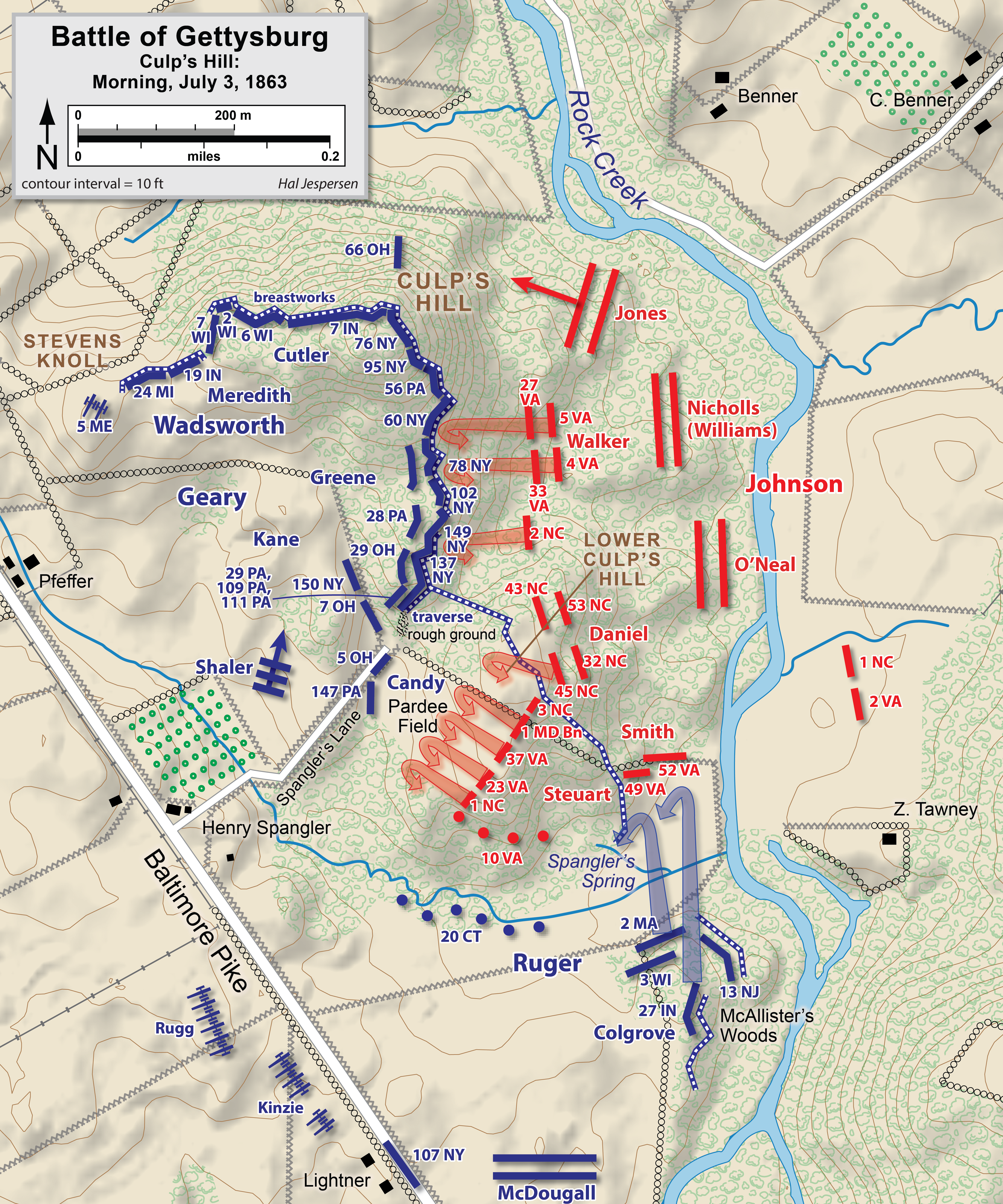
Mapa 14
Boje na Culp's Hillu 3. července

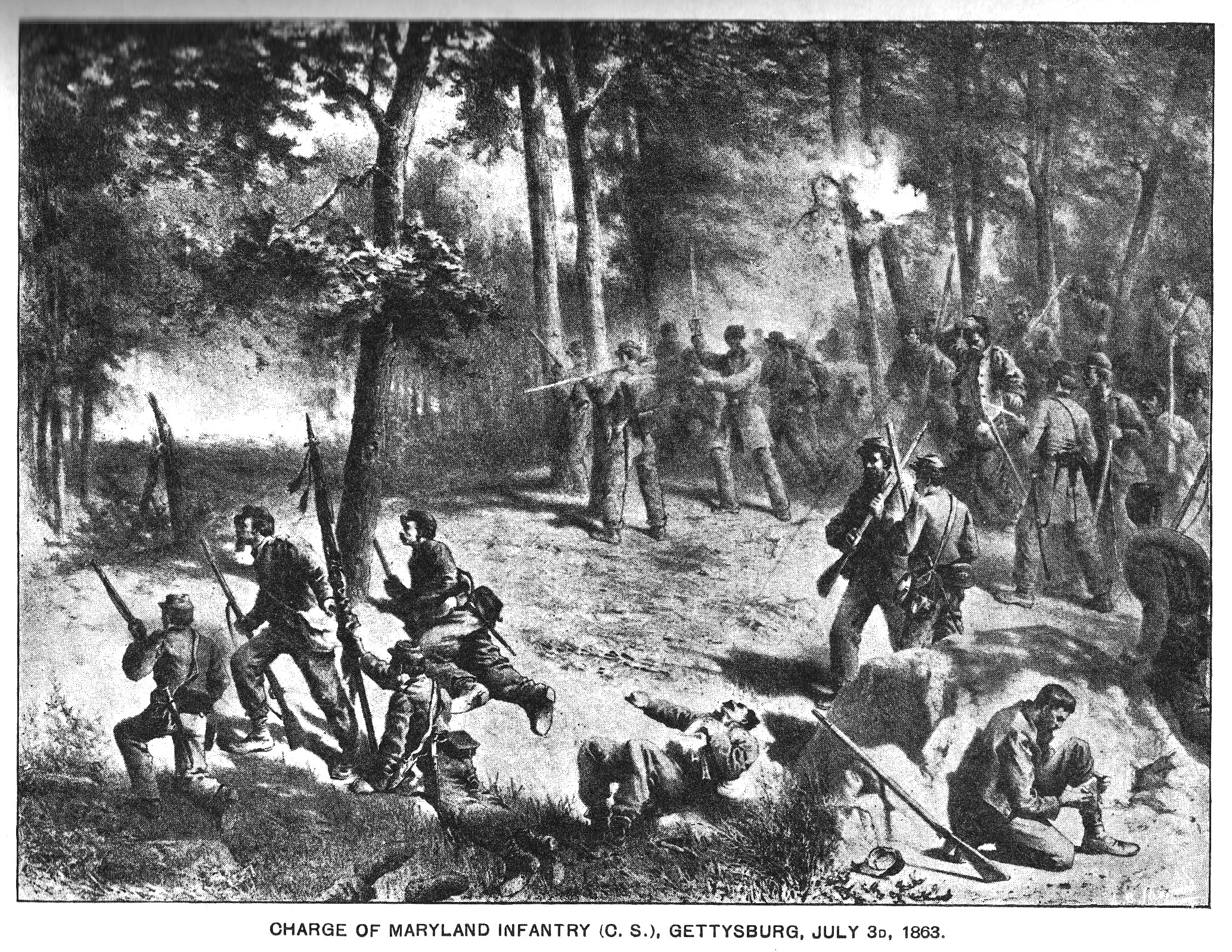
Útok brigády George H. Steuarta

Přesně ve 3:45 zahájilo z prostoru mezi Powersovým návrším a McAllisterovým mlýnem palbu federální dělostřelectvo, jehož cílem byla pěchota Johnsonovy divize v zákopech na Culp's Hillu a v údolí Rock Creeku (Skalního potoka). Současně ze svých okopů zahájili střelbu i vojáci Greenovy brigády, kterou v průběhu noci posílili muži Gearyho (brigády: Candyho a Kaneova) a Williamsovy (brigády: McDougallova a Thomasova (třetího dne bojů jí velel plukovník Colgrove)) divize. Jejich úkolem bylo vyprovokovat protivníka k akci a ve 4:45, ve chvíli, kdy zmlkla seveřanská děla, Jižané skutečně podnikli útok po celé délce linie. Šlo zejména o Walkerovu brigádu (Stonewall Brigade), jež za tmy postoupila do svahu, a kterou palbou podporovaly všechny zúčastněné konfederační jednotky, její úder však odrazili vojáci Gearyho divize. Další bojové akce zahájili Jižané na povel generála Ewella v 5:00, ale narazili na dobře organizovanou obranu a i přes veškerou snahu se jim protivníkovou linií nepodařilo prorazit (mapa 14). V 9:00 se generál Walker pokusil ještě jednou o samostatnou akci, dosáhl však stejného výsledku jako při prvním ranním útoku.

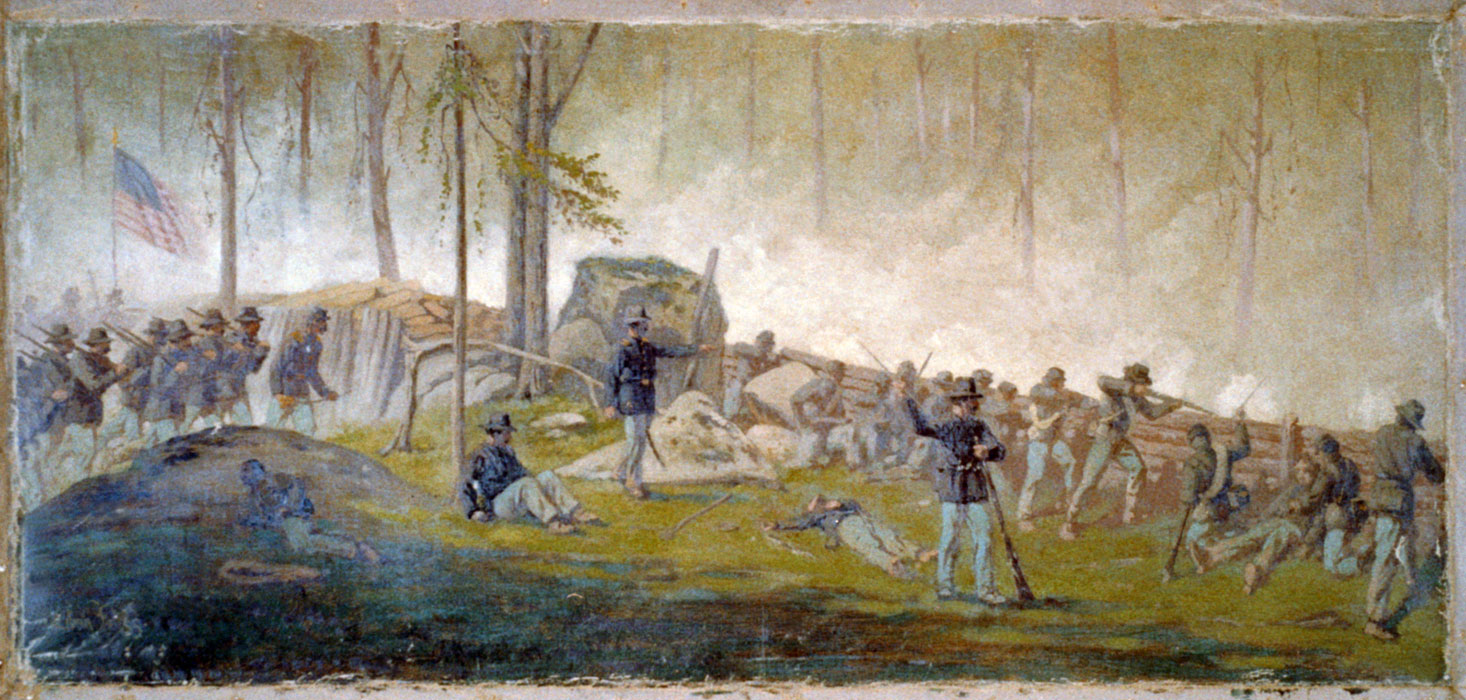
E. Forbes: Ráno na Culp's Hillu

 V 9:45 provedla federální divize pod velením generála Williamse obchvat protivníkova křídla směrem od Spangler's Spring (Spanglerova pramene), avšak díky špatně interpretovaným rozkazům ztratily při zbytečném útoku 27. pluk z Indiany a 2 pluk z Massachusetts na 250 mužů (11:45 hod.). Ve snaze vázat síly armády Potomaku na pravém křídle, nařídil v 10:00 generál Ewell, bez jakékoliv koordinace s generálem Longstreetem nebo s akcemi jiných oddílů, útok celé Johnsonově divizi obnovit. I přes silný nesouhlas v 10:10 hodin vyrazil v čele své brigády do útoku generál George H. „Maryland“ Steuart, jeho muže však záhy začaly decimovat kartáče a silná křížová palba z mušket. Akce ho nakonec stála celou třetinu nasazených vojáků a z hlediska taktického významu nepřinesla žádný positivní výsledek. Podobně, i když s menšími ztrátami, skončil také útok Danielovy brigády. V důsledku setrvalých neúspěchů se Jižané v 11:00 z Culp's Hillu stáhli a vytvořili novou linii v údolí Rock Creeku. Na svazích členitého návrší zanechali na 500 mrtvých.

### Pickettův útok

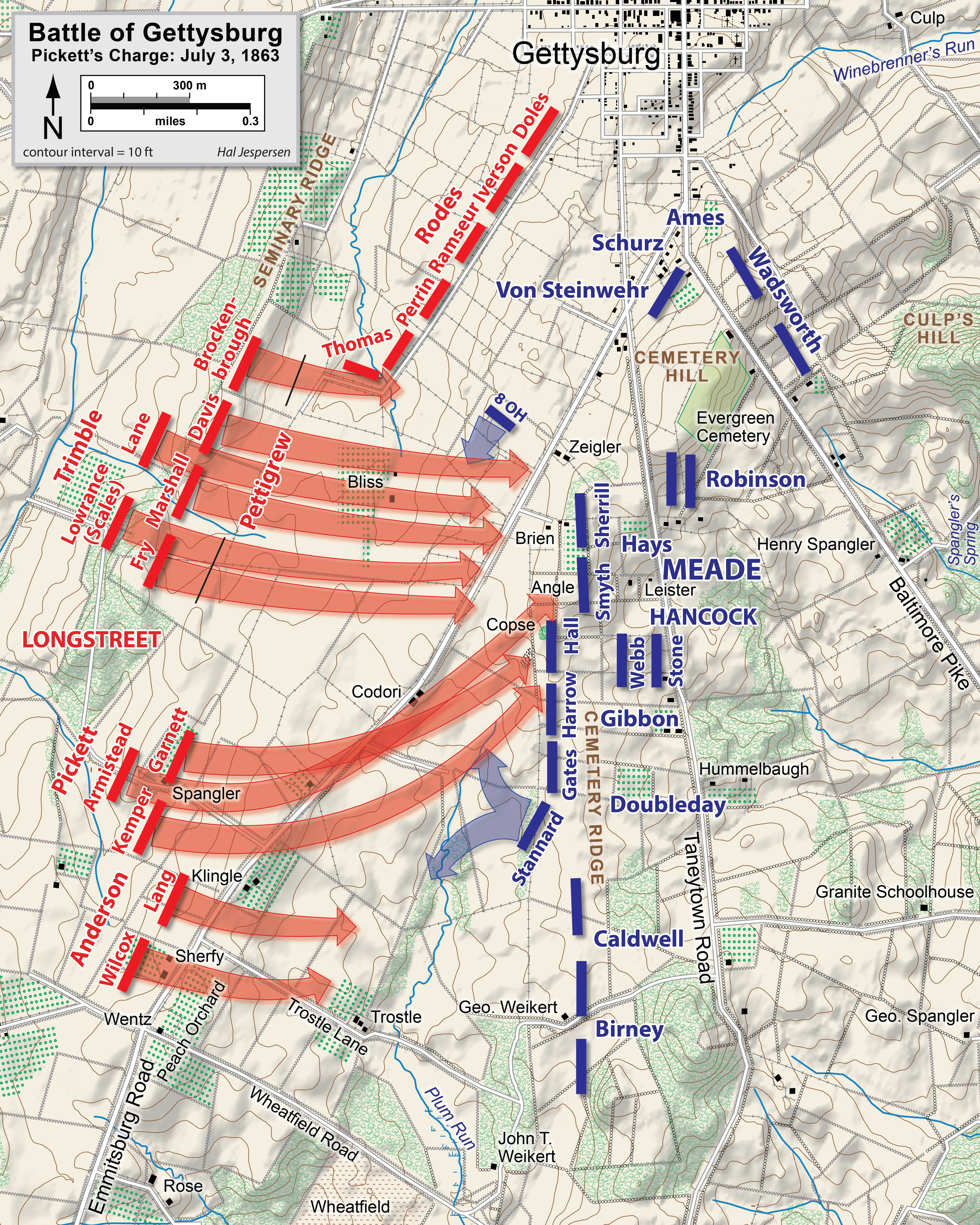
Mapa 15
Tzv. Pickettův útok (Pickettova zteč), kterého se však účastnili i velitelé dalších dvou divizí

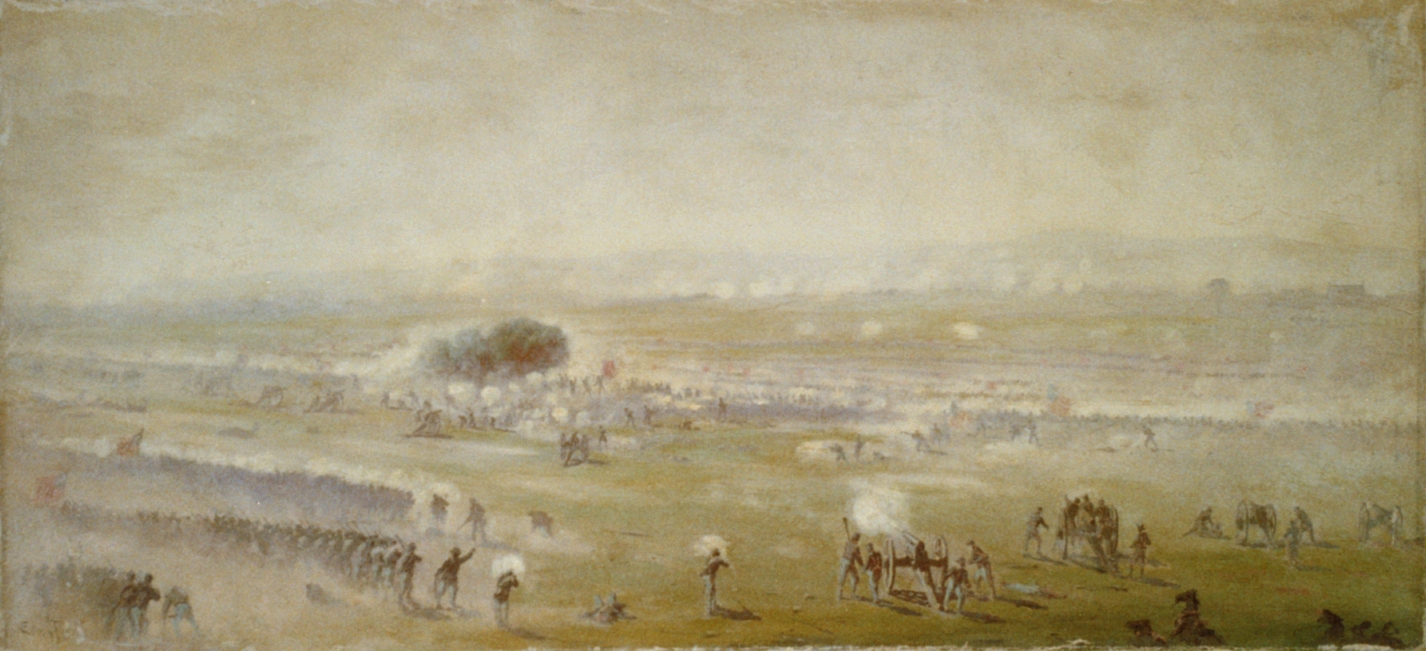
Edvin Forbes: Pickettův útok ze strany Seveřanů

Hlavní bojovou operací, kterou generál Lee naplánoval pro třetí den bitvy, byl útok jeho pěchoty na střed protivníkovy linie. Po masivním dělostřeleckém ostřelování měla na Seveřany udeřit Pickettova divize (brigády: Garnettova, Armisteadova, Kemperova) na pravém křídle zajištěná brigádami generálů Langa a Wilcoxe z Andersonovy divize, na levém boku pak podporovaná divizí generála Pettigrewa (brigády: Marshallova, Brockenboroughova, Archerova, Davisova) a dvěma brigádami (Lanova a Scalesova) Penderovy divize pod velením generála Trimbla. Celkově toto uskupení čítalo asi 11 500 mužů a jeho úkolem bylo vrazit klín do postavení Potomacké armády a definitivně tak rozhodnout bitvu ve prospěch Konfederace. Pochod Pickettovy divize měl směřovat k jedinému výraznému bodu v protivníkově postavení, jímž byla skupina stromů, která stála zhruba uprostřed Cemetery Ridge. Tento záměr ale narazil na razantní nesouhlas velitele operace generála Longstreeta, jenž krátce předtím svému nadřízenému opět nabídl možnost obchvatu protivníkova levého křídla. Generál Lee však jakékoliv protiargumenty zamítl a dal rozkaz pokračovat v přípravách. 
| „                  | Generále, byl jsem v boji s jednotkami velikosti družstev, čet, kompanií, regimentů, divizí a armád, a měl bych stejně dobře jako každý vědět, co vojáci dokáží. Jsem toho názoru, že žádných patnáct tisíc mužů kdy postavených do bitvy nemůže dobýt tuto pozici. | “ |
| — James Longstreet | |   |

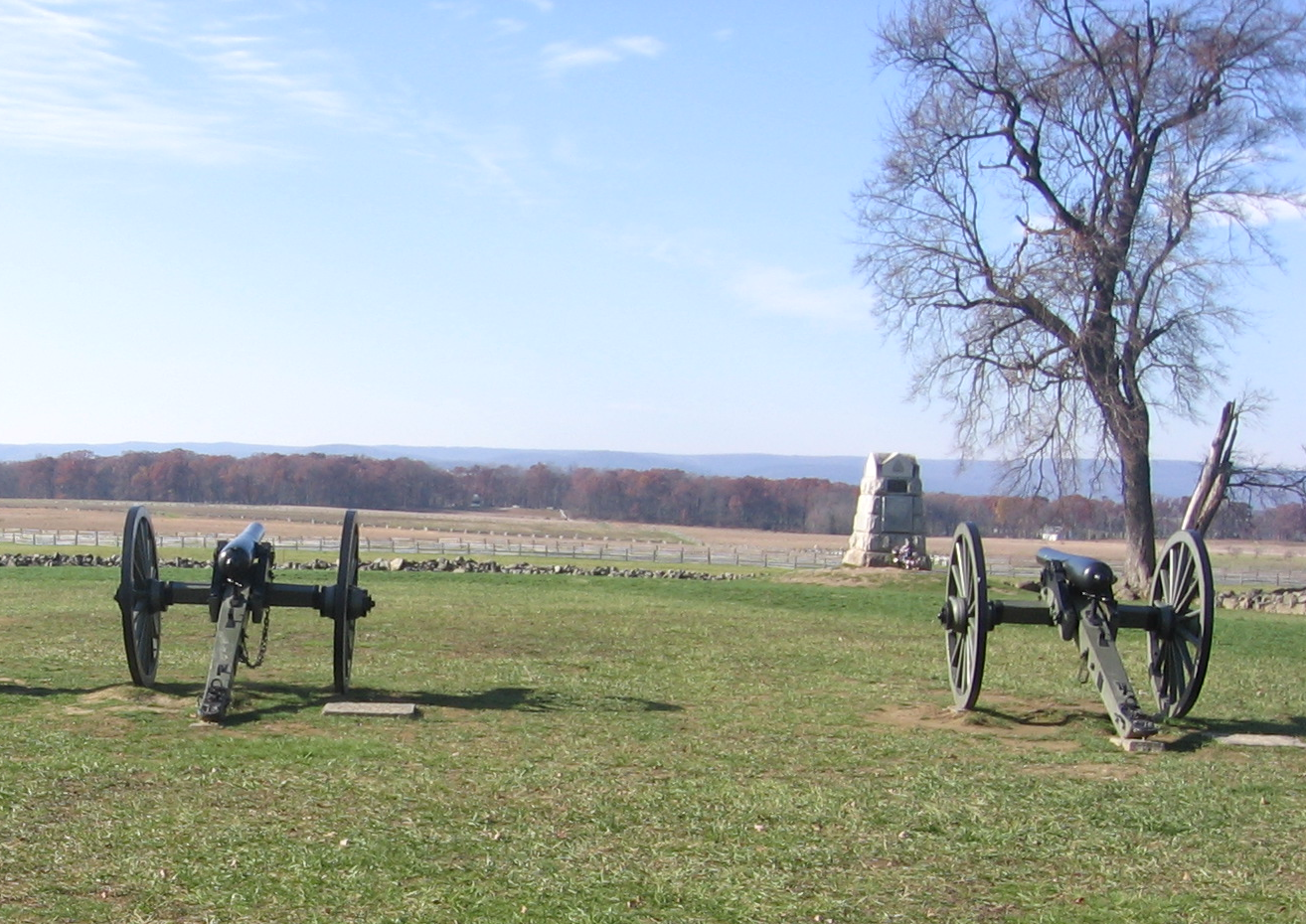
Děla Potomacké armády v pozici, kde 3. července odolával Hancockův sbor Pickettově divizi

Bojem prozatím netknutá Pickettova divize, jejíž vojáci doposud sloužili pouze v okolí Richmondu, Petersburgu a v Severní Karolíně, se začala shromažďovat za Seminary Ridge od sedmé hodiny ranní. O hodinu později vyrazili generálové Lee, Longstreet a Pickett na obhlídku dalších jednotek, z nichž většina utrpěla v předchozích střetech značné ztráty, a kolem 11:00 bylo rozhodnuto o definitivní podobě útoku. Mezitím plukovník Alexander, pověřený dělostřeleckou podporou připravované akce, rozmístil svých 75 hlavní do 1300 metrů dlouhé linie, táhnoucí se od broskvového sadu podél emmitsburské cesty až ke Spanglerovu lesu na severu. Celkem na Seveřany rozmístěné na Cemetery Ridge mířilo 172 děl, z nichž bylo 60 dislokovaných poněkud víc vzadu na Seminary Ridge. Jejich palba měla začít ve chvíli, kdy budou všechny pěší útočné jednotky připraveny ve svých pozicích a podle vyhodnocení účinků střelby měl plukovník Alexander rozhodnout, kdy se mají dát Pickettovi muži do pohybu. Hlavním záměrem ostřelování protivníka bylo v dostatečné míře zlikvidovat jeho dělostřelecké baterie a tím umožnit vojákům bezpečnější přechod údolí. Rozkaz k zahájení palby dostal plukovník Alexander od generála Longstreeta krátce před třináctou hodinou. Přesně ve 13:07 signalizovaly dva osamělé výstřely z děl Washingtonovy baterie zahájení ostřelování, které vzápětí propuklo plnou silou. Zanedlouho Konfederačním jednotkám z protilehlých pozic odpovědělo 130 hlavní artilerie Potomacké armády pod velením generála Hunta.

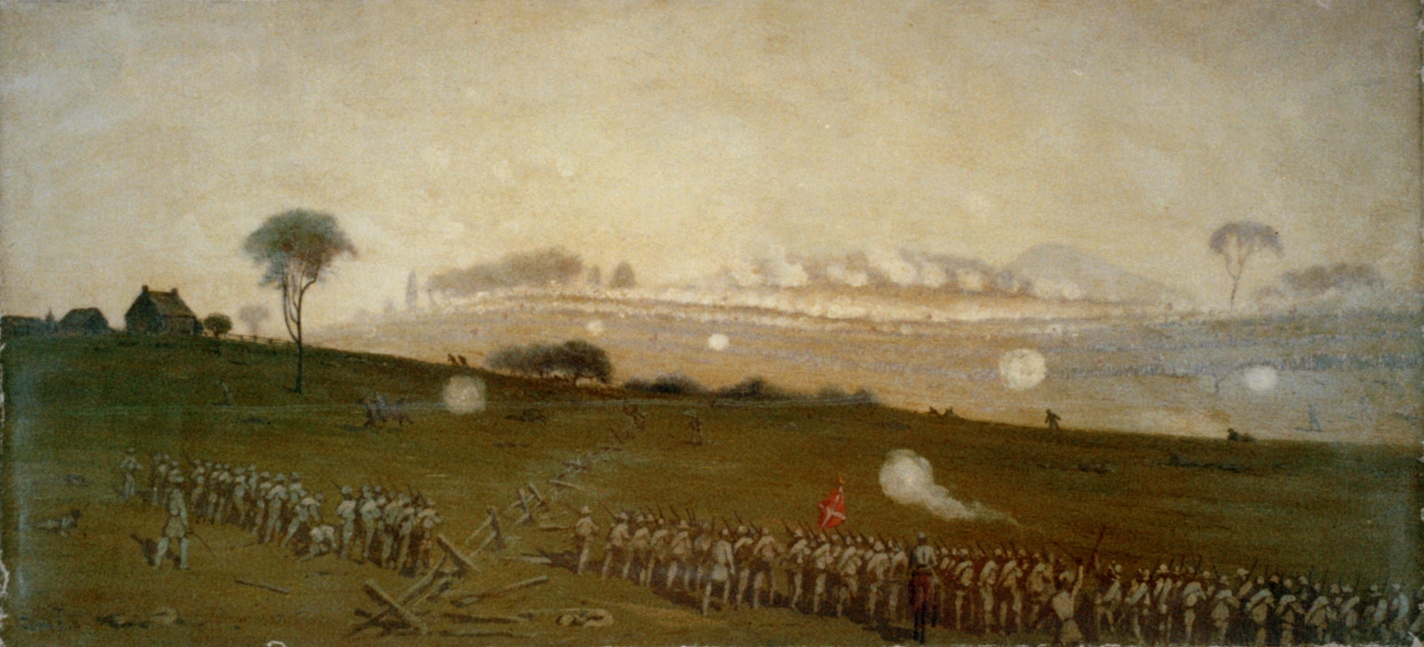
Pickettův útok od Edvina Forbese. Pohled ze strany pochodujících Jižanů

Těžká dělostřelecká příprava trvala zhruba hodinu a půl a stála obě strany značné materiální i lidské ztráty. Ve 14:50 si plukovník Alexander všiml, že se ze hřbitova stahuje 18 seveřanských děl a v domnění, že se protivníkova obrana začíná hroutit, odeslal list generálu Pickettovi, aby urychleně vyrazil, nebo mu nezbude munice pro jeho podporu. V tu chvíli nemohl tušit, že ústup baterie z Cemetery Hill byla léčka, kterou se generál Hunt pokusil vylákat protivníka k akci, neboť i obsluhám jeho děl docházely náboje. Po obdržení zprávy se generál Pickett dotázal svého přímého nadřízeného, zda má skutečně vyrazit. Generál Longstreet jen nepatrně přikývl hlavou, neboť se nezmohl na slovo. V 15:10 George E. Pickett krátce promluvil ke svým vojákům a vzápětí jim dal povel k pochodu (mapa 15). Ve středu 1,5 km dlouhé linie podle již dříve schválené dispozice postupovaly brigády generálů Garnetta a Kempera následované brigádou Armisteadovou, na křídlech operovali vojáci začlenění do divizí generálů Pettigrewa, Pendera a Andersona. Do míst, kam příslušníci Armády severní Virginie směřovali, mezitím generál Hunt nechal zamířit na 220 dělových hlavní. V pozicích na Cemetery Hill stálo také na 6000 mužů pěchoty Gibbonovy a Haysovy divize z Hancockova II. sboru a dvě brigády generála Doubledaye. Obě divize držely úsek v délce zhruba 1000 yardů a vojáci byli chráněni tři čtvrtě metru vysokou kamennou podezdívkou plotu, za níž se dokázal skrýt klečící voják.
I přes prudkou dělostřelbu a značné ztráty postupovaly konfederační jednotky směrem k protivníkovu postavení pod rozvinutými prapory (30 vlajek a 19 plukovních zástav) rychlostí sto až sto deset kroků za minutu. Generál Longstreet si v tomto směru poznamenal: „Vojáci šli klidně a palbu přijímali chladně.“ Zpočátku se většina dělostřelby soustředila na Pettigrewovu divizi, díky čemuž se její brigády začaly spontánně stáčet doleva. Tím se poněkud vzdálily Pickettově divizi, na kterou se začaly obsluhy unionistických děl ve větší míře zaměřovat až ve chvíli, kdy sestoupila do údolí. Jakmile tuto mezeru spatřil generál Pickett, vyrazil ke generálu Garnettovi, aby ho nasměroval víc doleva, tím však jeho brigáda odkryla pravý bok dělům Hazlettovy baterie na Little Round Topu. Asi v 15:30 se pro změnu vytvořila mezera mezi Garnettovou a Kemperovou brigádou a generál Pickett zamířil ke generálu Kemperovi, jemuž přikázal okamžitě s Garnettem navázat kontakt. Sotva se však Kemperovi muži u emmitsburské cesty obrátili doleva, stali se terčem baterií McGilveryho dobrovolnické brigády umístěné za Švestkovým potokem. Zároveň na jejich křídlo dopadlo několik ničivých salv vypálených protivníkovou pěchotou, přesto se snažili dosáhnout Codoriho farmy, kde se měli spojit s mužstvem generála Garnetta. U tohoto objektu dal generál Kemper jednotkám povel znovu se otočit doprava a postupovat k cíli útoku. V tu chvíli však generál Stannard vysunul 3. brigádu 2. divize I. sboru Potomacké armády asi o 300 yardů vpřed a zahájil na Kemperovy muže boční palbu. Než velitel konfederační brigády stačil požádat o pomoc za ním postupujícího generál Armisteada, byla jeho jednotka rozprášená a on sám těžce raněn. Podobně skončily i některé pluky Marshallovy brigády, kterou soustavně decimovala silná dělostřelba. Při panickém útěku sebou vojáci v šedých uniformách strhli i část Davisovy brigády. Rozprášeni byli i těžce ostřelovaní vojáci z brigády generála Brockenborougha, kteří byli při svém zaváhání před pozicemi na Cemetery Hill vystaveni bočnímu protiútoku 8. ohijského a 125. newyorského pluku. Úderná linie Jižanů se těmito ztrátami zkrátila na necelou míli a její početní stav klesl zhruba na polovinu původně nasazených mužů.

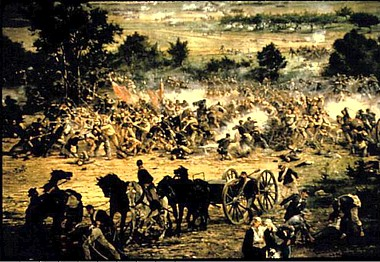
Část kruhového panoramatu bitvy u Gettysburgu zobrazující bojovou vřavu na Cemetery Ridge během Pickettova útoku

Před čtvrtou hodinou odpolední se konfederačním velitelům podařilo zvládnout paniku v řadách mužstva a zbylé jednotky se začaly seskupovat podél emmitsburské cesty. V 16:00 se brigády generálů Armisteada a Garnetta vpravo, spolu s ukázněnými zbytky Marshallových a Davisových pluků a brigádami generálů Frye, Lana a Scalese vlevo, daly opět do pohybu. Na zbývajících 300 yardů do svahu vyrazili vojáci v dokonalých řadách, záhy se však na jejich formace snesla prudká palba federální pěchoty. V nastalé vřavě byl zabit generál Garnett, který na koni a s kloboukem v ruce nad hlavou cválal podél linie svých mužů. V 16:10 se Pickettova divize dostala na 20 yardů před protivníka, v tu chvíli proti jejím příslušníkům zahájily palbu dosud mlčící děla II. sboru. Vystřelené hrozny a kartáče způsobily v řadách vojáků značné ztráty, přesto se Virgiňané nakonec probojovali až ke kamenné zdi, kterou začali okamžitě překonávat. V této fázi boje byl smrtelně raněn generál Armistead, kterého zasáhla střela v okamžiku, kdy se opíral o jedno z dobytých děl a s kloboukem nabodnutým na šavli volal na své muže: „Dejte jim chladnou ocelí, chlapci!“ Vojáci z jeho brigády i přes tuto ztrátu pokračovali v razantním útoku, jehož prudkost Seveřany naprosto demoralizovala. Jako první se zády k nepříteli otočil 71. pensylvánský pluk, který v panice strhl k útěku i muže 69. pensylvánského pluku. V reakci na úspěch Jižanů generál Hancock vyslal do protiútoku 19. massachusettský a 42. newyorský pluk, které podpořila i Harrowova brigáda, ve stávající chvíli však byly tyto posily nedostatečné.

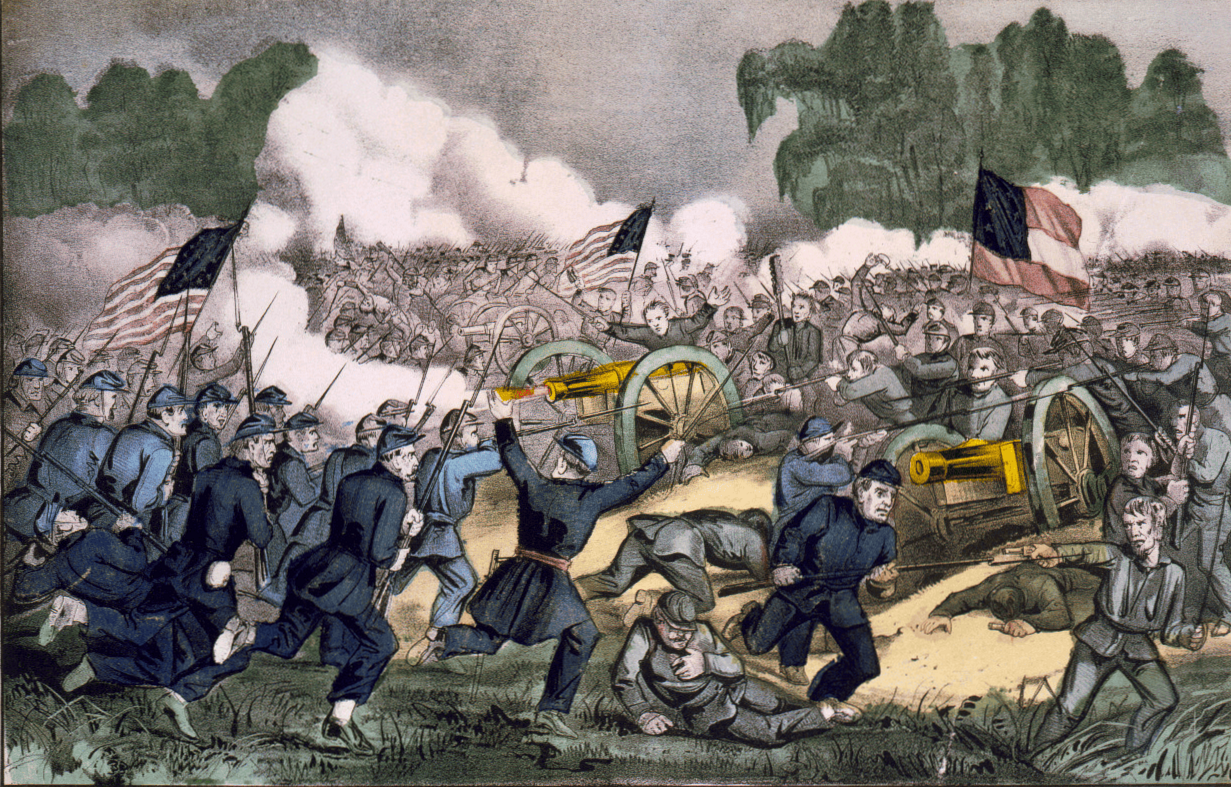
Currier & Ives: Bitva u Gettysburgu

 Vlevo od Pickettových mužů se Pettigrewova divize teprve k cíli útoku přibližovala, neboť byla zpomalena 8. ohijským plukem. Sektor, do nějž se vojáci Konfederace připravovali udeřit, později dostal název Blood Angle (Krvavý kout), jelikož kamenná zídka se zde v pravém úhlu stáčela dozadu a po osmdesáti yardech znovu ostře zahýbala ve směru podél hřbetu kopce. Sotva se čelní řady Jižanů dostaly téměř na konec svahu, dopadly na ně salvy 11 děl a 1700 vojáků Haysovy brigády. I přes narůstající ztráty však vojáci Armády severní Virginie pokračovali v útoku a v době, kdy zbytkům brigád generálů Marshlla a Davise na levém křídle divize zbývalo k cíli urazit 80 yardů, vpadla do pozic Seveřanů po obou stranách rohu Fryova brigáda. Ke zdi se blížila také divize složená z Langovy a Scalesovy brigády, jejímž nominálním velitelem byl generál Trimbl, nicméně délka jejího šiku již nestačila pokrýt linii Haysovy brigády, což seveřanskému veliteli umožnilo na pravém křídle formace vysunout 126. newyorský pluk a sekci Woodruffovy baterie, jež zahájily palbu Jižanům do boku a týlu. Během boje přišel generál Trimble o nohu a následně byl zajat.

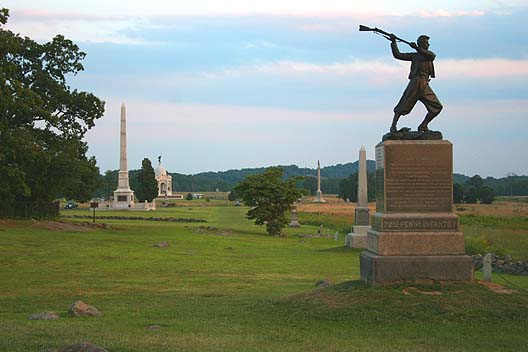
Cemetery Ridge – High Water Mark, nejvzdálenější pozice, na níž se při Pickettově útoku probily jednotky Konfederace

I přes vytrvalý boj ve střední části Cemetery Ridge se velitelům Potomacké armády podařilo zkonsolidovat brigády generálů Halla a Harrowa do té míry, že je mohli ve vzájemné spolupráci vyslat na úseky, kde se Pickettovým Jižanům podařilo prorazit. „Stlačený dav vojáků se sunul vpřed, tlačený jeden přes druhého a šlapající po raněných a mrtvých. Poručík Haskell si všiml, že nekřičeli ani nevolali, ale vrčeli. Někteří stříleli naslepo a občas zasáhli své druhy. Dvakrát konfederanti zastavili nepřátelský nápor. Masa vojáků se zmítala po vrcholu návrší. Poslední řada 19. massachusettského pluku se chytila za ruce, hnala se vpřed a tlačila ostatní před sebou.“ Nakonec se Hancockovým jednotkám podařilo muže generála Picketta vytlačit za zeď a obrátit na ústup. S nimi se stahovala i podpory zbavená Pettigrewova divize, která přišla o generála Frye, jenž padl do zajetí. Za poraženými jednotkami se neslo oslavné „Hurá“ nebo „Fredericksburg“, na některých místech federální vojáci začali zpívat John Brown’s Body.
Brigády Andersenovy divize do boje významněji nezasáhly. Vojáci generála Wilcoxe v oblacích kouře ztratili směr, díky čemuž se s Langovými jednotkami vynořili před Caldwellovou brigádou teprve ve chvíli, kdy se ostatní konfederační divize začaly z Cemetery Ridge stahovat. Navíc se nedrželi Pickettova křídla a postupovali víceméně rovně, což umožnilo části Stannardovy brigády (pluky 14. a 16. z Vermontu), udeřit do jejich levého boku. Po krátkém a špatně organizovaném střetu se Jižané za vysokých ztrát z bojiště stáhli. V průběhu tohoto boje byl raněn generál Hancock, kterému do stehna spolu s kulkou a třískami ze sedla vlétl i silný hřeb. Generál Lee porážce uvěřil teprve ve chvíli, kdy na Seminary Ridge dorazil generál Wilcox a zbytky jeho vojáků. Za neúspěch ihned převzal plnou zodpovědnost a britský pozorovatel podplukovník Arthur James Fremantle si do deníku poznamenal: „Jeho tvář nenesla žádnou známku sebemenšího znepokojení, starosti nebo obav. Pro každého vojáka, kterého potkal, měl pár slov povzbuzení. Nakonec všechno dobře skončí, říkal, promluvíme si o tom později. Zatím ale musíme shromáždit všechny bojeschopné muže. Mluvil ke všem zraněným a ty, kdož byli zraněni lehce, vyzýval, ‚ovažte si své rány a mějte zbraně připraveny‛. Bylo jen málo těch, kteří mu na jeho slova neodpověděli, a já viděl muže se strašnými ranami, kteří aspoň sundali klobouk a usmáli se na něj.“ Obranu proti případnému protiútoku Seveřanů z vlastní iniciativy zorganizoval generál Longstreet, ale brzy se ukázalo, že vrchní velitel Potomacké armády na další boj nepomýšlí, neboť nechtěl útokem do neznáma riskovat ztrátu úspěchu dosaženého obranou.
Celá akce stála Armádu severní Virginie téměř polovinu nasazených mužů. V Pickettově divizi zahynuli všichni velitelé pluků a šestnáct ze sedmnácti jim přímo podléhajících důstojníků. Zároveň byli zabiti nebo umírali všichni velitelé brigád a celkem padlo, bylo raněno nebo zajato 2640 Pickettových vojáků, což v rámci pluků představovalo průměrně 40% ztráty. Divize generálů Pettigrewa a Trimbla přišly o 2200 mužů. Síly Potomacké armády byly oslabeny zhruba o 1500 příslušníků pěchoty a dělostřelectva.

### Střet kavalérie

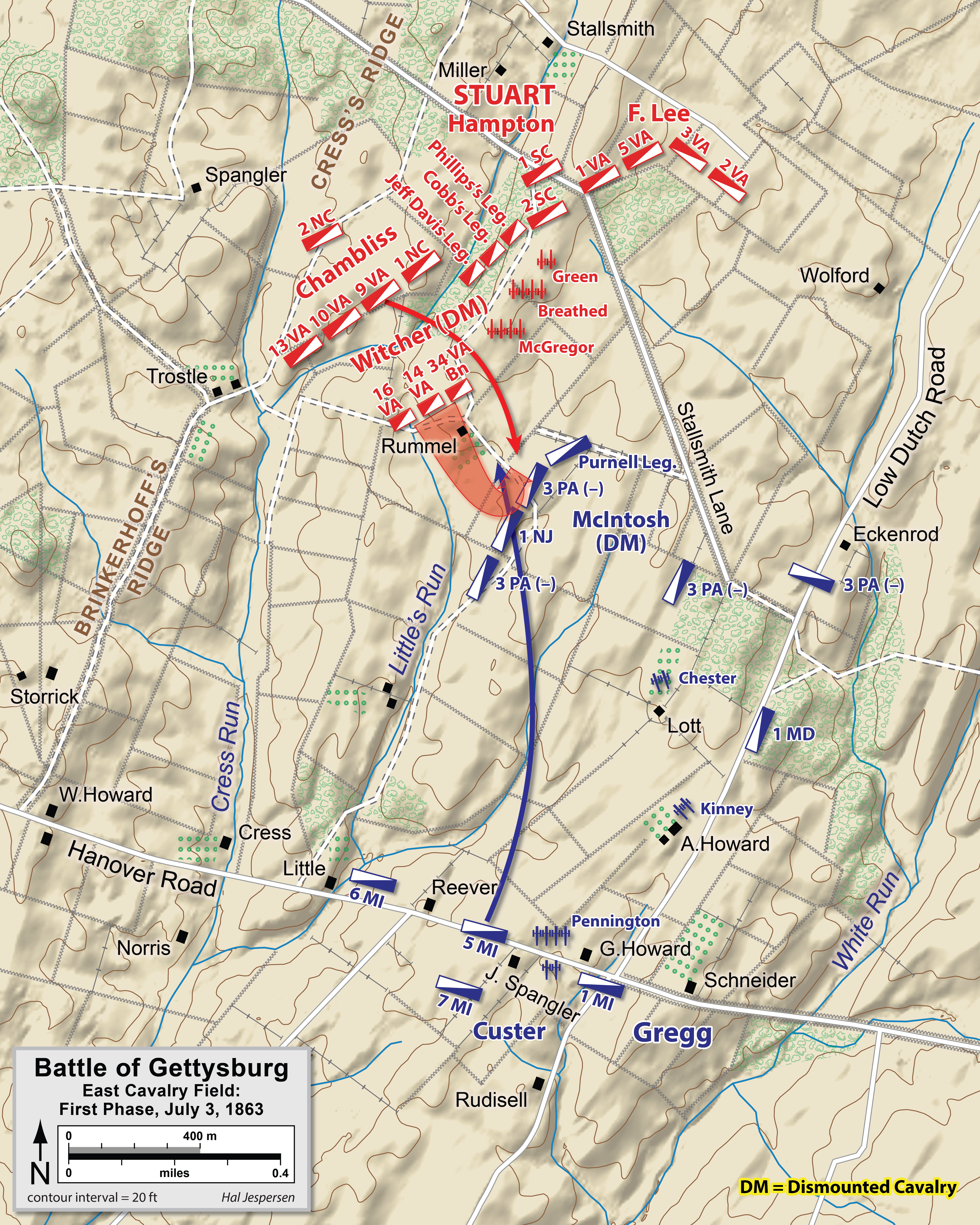
Mapa 16a
Nástupní formace při střetu Stuartovy a Greggovy jízdy

Úkolem jízdního sboru pod velením generála J. E. B. Stuarta, jenž na bojiště dorazil v průběhu odpoledne 2. července, bylo zajistit yorskou cestu a krýt levé křídlo konfederační armády. Generál Lee jeho veliteli zároveň udělil pokyn zaútočit do protivníkova týlu, pokud by se mu naskytla vhodná příležitost. V souladu s těmito směrnicemi tedy generál Stuart v doprovodu Jenkinsovy a Chamblissovy brigády vyrazil na průzkum podél yorské cesty. Po třech mílích odbočil k jihu, aby zjistil, zda se přes pozemky farem dostane na baltimorskou cestu, která vedla do zad pěchoty Unie rozmístěné na Cemetery Ridge. Z Cress Ridge (Cressova hřbetu) obhlédl terén a patrně shledal, že tento přesun zvládne bez větších obtíží, dal proto svým dvěma dalším brigádám (Hamptonova a Fitzhugha Lee) rozkaz, aby se urychleně přesunuly k jeho současné pozici. Jednotky tvořící jeho doprovod se mezitím rozmístily v okolním lese.
Ačkoli se připravoval provést překvapivý útok do zad Seveřanů, patrně z obavy, aby nebyly jeho eskadrony v průběhu operace zaskočeny, nechal generál Stuart děla svých jízdních baterií několikrát vystřelit do různých světových stran. Avšak namísto aby přinutil skrytého protivníka odhalit své pozice, upozornil na svou přítomnost velitele 2. divize federální kavalerie generála Davida M. Gregga (brigády McIntoshova a Irvina Gregga). Ten pochopil, že se schyluje k boji, a ihned zastavil 2. brigádu 3. jízdní divize pod velením generála G. A. Custera, která se na rozkaz generála Kilpatricka přesouvala k Round Topu. Posléze nechal vojáky z 5. a 6. michiganského pluku, aby sesedli z koní a zahájili postup proti Jižanům rozmístěným v okolí Rummelovy farmy, kde došlo ke střeleckému souboji předsunutých harcovníků McIntoshovy a Jenkinsovy brigády. Do přestřelky se na obou stranách zapojily též jízdní baterie, jejichž souboj zasáhl jak Custerovy pluky, tak 34. prapor z Virginie dislokovaný na Rummelově farmě.

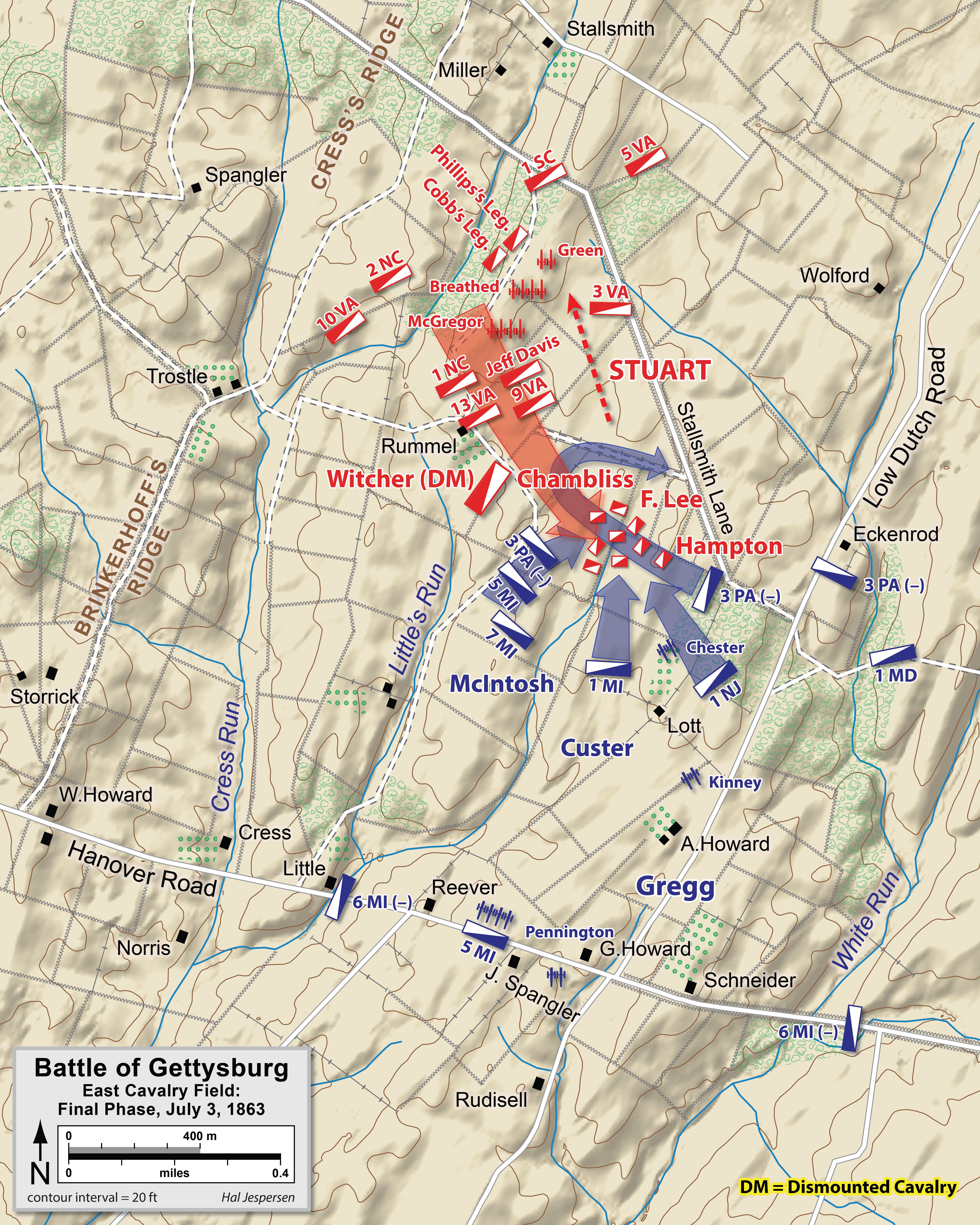
Mapa 16b
Boje u Lottovy farmy

Kolem druhé hodiny odpolední generál Stuart zaznamenal, že aktivita seveřanských pěších kavaleristů v důsledku nedostatku munice slábne, rozhodl se proto do útoku proti jejich pozici nasadit elitní 1. pluk z Virginie, který na bocích podporovali opěšalí vojáci 3. a 9. virginského pluku (mapa 16a). Tento úder sice Custerovu linii prorazil, záhy však vojáky Konfederace zpomalil jezdecký protiútok 5. michiganského pluku, jenž ustoupil až kolem 14:30, kdy Jižany posílili jezdci Cobbovy legie (mapa 16b). Za tohoto vývoje tedy generál Custer do střetnutí nasadil záložní 7. michiganský pluk, v jehož čele virginské jezdce rozprášil a zahnal k nedaleké ohradě, kde došlo k dalším potyčkám. Současně se Custer s částí 7. pluku střetl s 1. severokarolínským plukem a Legií Jeffa Davise na blízké farmě, kde však během deseti minut přišel o 100 vojáků a byl přinucen místo střetnutí kvapně opustit. Mezitím plukovník McIntosh zastavil prchající 5. michiganský pluk, kterému se za podpory Penningtonovy baterie podařilo postupující Jižany obrátit na ústup. Když tento zvrat v boji spatřil generál Wade Hampton, pokusil se dezorganizované konfederační jezdce osobně uspořádat, jakmile však vyrazil s praporem v ruce vpřed, začali ho spontánně následovat jak muži jeho brigády, tak brigády generála Fitzbugha Leea. Zhruba v 15:00 zaútočily pluky obou jednotek do prostoru u Lottovy farmy, kde se dostaly pod těžkou palbu protivníkova dělostřelectva. I přes narůstající ztráty jezdci pokračoval vpřed, dokud se jim nepostavil do cesty 1. michiganský pluk, poslední jednotka generála Custera. Netrvalo ovšem dlouho a Custerovi muži se za protivníkovy přesily dostali do obklíčení, z nějž byli vyproštěni jen díky iniciativě kapitána Millera, který s 3. pensylvánským plukem vpadl Jižanům do boku. Střet, v němž byl několikrát poraněn generál Hampton, začal být značně zmatený a postupně se rozpadl do dílčích srážek. Kvůli přečíslení protivníka generál McIntosh do boje nasadil i členy štábu a hudebníky a nakonec se mu podařilo pozici uhájit. Jižané, kteří v boji ztratili 181 mužů, se stáhli zpět na Cress Ridge. Seveřany celé střetnutí stálo 254 vojáků, z nichž 219 náleželo ke Custerově brigádě, nicméně se jim podařilo zabránit postupu konfederační kavalerie dál k baltimorské cestě, kde by mohla mít její intervence nepředvídatelné důsledky.

### Páteční večer

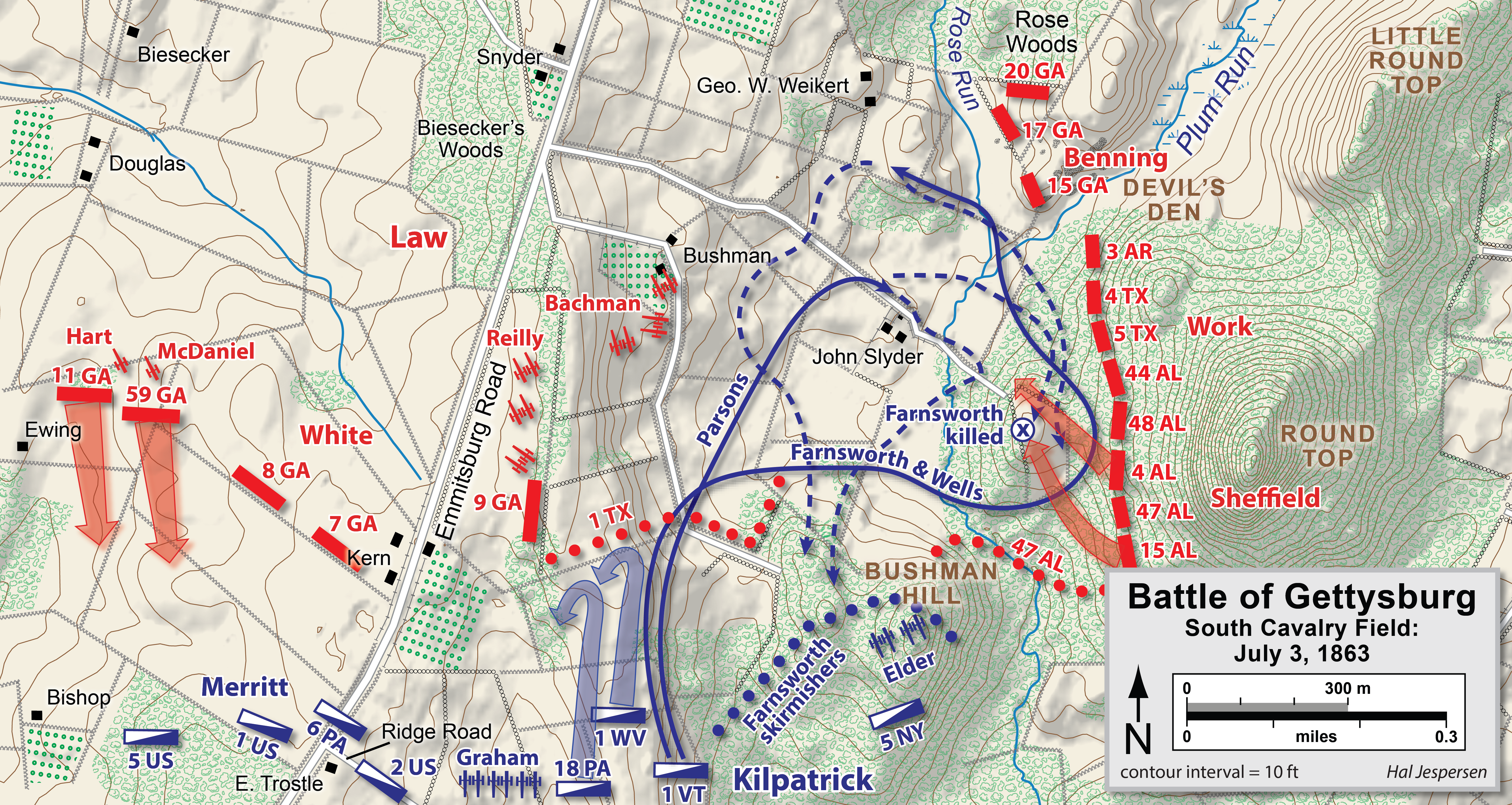
Mapa 17
Útok Farnsworthovy kavalerie v 17:00

Asi v 15:00 došlo na nejzazším pravém křídle konfederačních pozic k potyčkám mezi pěchotou generála Lawa a dvěma brigádami federálního jezdectva pod velením generálů Farnswortha a Merritta. Zhruba v 17:00 dal generál Kilpatrick, nominální velitel obou seveřanských jednotek, rozkaz generálu Farnsworthovi, aby napadl protivníka v prostoru mezi emmitsburskou cestou a Okrouhlými štíty (mapa 17). V první fázi akce se Seveřanům podařilo prorazit rojnici 1. texaského pluku, vzápětí se však jejich útočná formace rozpadla. Část jezdců byla odražena Robertsonovou brigádou, část, v čele s generálem Farnsworthem, se dostala pod palbu jednotek držících Devil's Den. Soustavnému ostřelování pěchotou a dělostřelectvem tento oddíl neunikl ani při pokusu o návrat. Navíc mu generál Law uzavřel cestu 15. alabamským plukem a federální jezdci z 1. vermontského pluku se dostali do pasti. Nakonec se jim podařilo z obklíčení uniknout, avšak celá tato jízda na smrt je stála pětašedesát jezdců, včetně života generála Farnswortha.
Po odražení Pickettova útoku svolal generál Meade do hlavního stanu válečnou poradu. V jejím průběhu se generálové Hancock a Pleasanton pokoušeli razantně prosadit, aby federální jednotky podnikly na rozvrácený Leeův střed, kde se dala předpokládat 1,5 km široká mezera, protiútok, jejich nadřízený však nechtěl riskovat úder do neznáma a spokojil se s již dosaženým. Navíc se v 18:00 zatáhlo a nad bojištěm se strhla prudká bouřka.

## Ústup

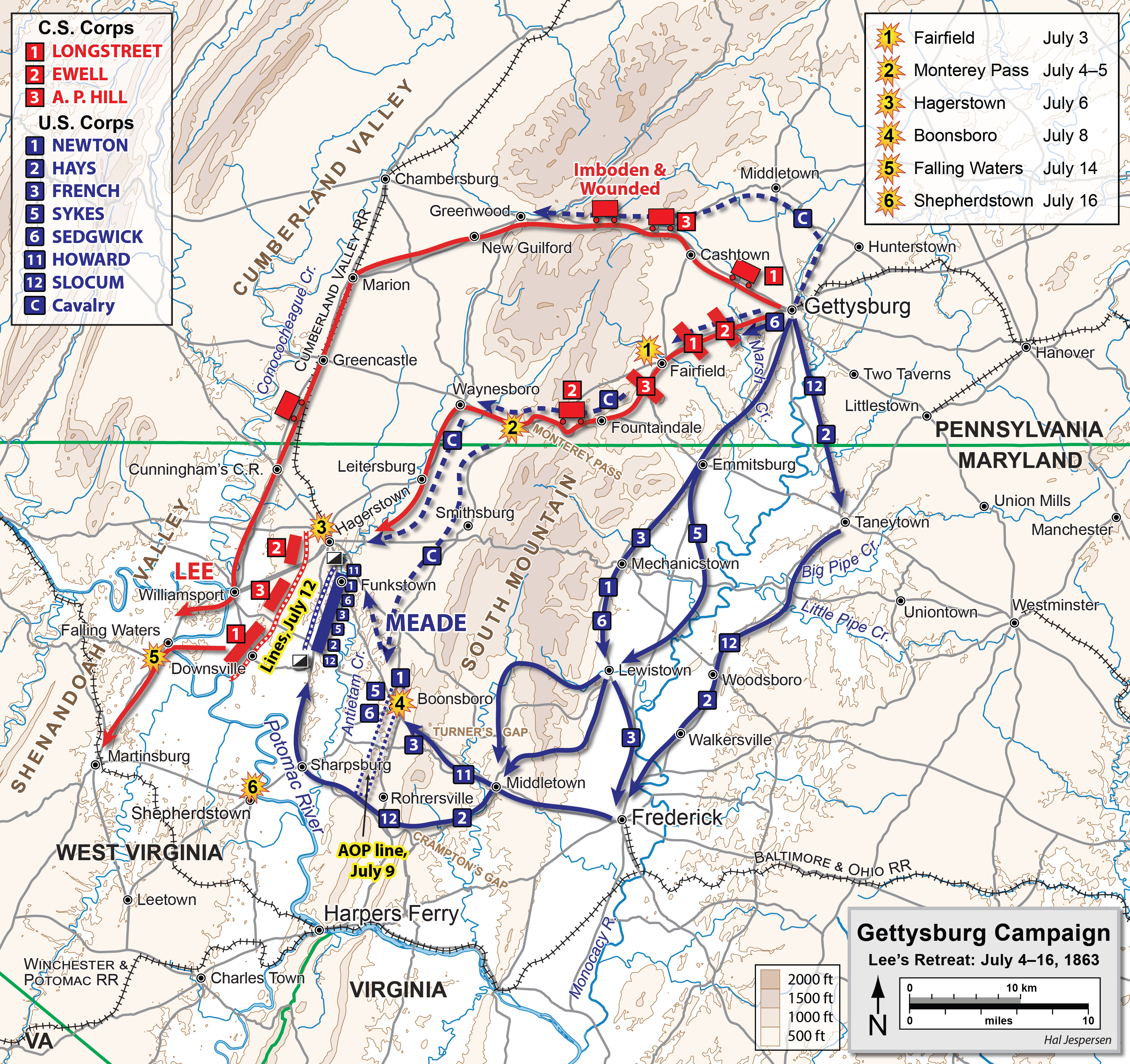
Ústupová trasa Armády severní Virginie a směr postupu sborů Potomacké armády

4. července ráno se nad Gettysburgem strhla další bouřka. V 8:00 požádali Seveřané o příměří, aby mohli být z bojiště odneseni ranění, které Jižané v doprovodu Imbodenovy brigády začali z tábora odvážet v 16:00. Téhož dne generál Lee vyslal po fairfieldské cestě Robertsonovu jízdní brigádu, jejímž úkolem bylo obsadit průsmyk South Mountain. Robertsonovy muže zanedlouho následovalo vozatajstvo v doprovodu Jonesovy jízdní brigády. Za nimi se po setmění a v průběhu zuřící letní bouře začaly postupně stahovat sbory A. P. Hilla, generála Longstreeta a nakonec generála Ewella. V táboře byla jako zadní stráž ponechána pouze Gordonova brigáda, která okolí Gettysburgu opustila 5. června kolem poledne.
7. července severovirginská armáda dorazila k Potomaku, kde generál Lee zjistil, že rozvodněná řeka zničila jeho pontonový most, což jej přinutilo rozkázat vojákům vybudovat 9 mil dlouhou obrannou linii vedoucí od Hagerstownu až k Williamsportu. O dva dny později voda opadla a Jižané opět poškozený most zprovoznili. Jako první se po opravené konstrukci začali přesunovat zajatci s raněnými. Seveřané se k fortifikační bariéře přiblížili teprve 12. července. Následujícího dne, přinucen nátlakem prezidenta Lincolna, dal opatrný generál Meade rozkaz jezdectvu, aby vyrazilo proti nepřátelským liniím k bojovému průzkumu. Kavaleristy však při nočním boji odrazila část Pettigrewovy divize a jediným jejich úspěchem bylo zajetí několika raněných nebo tuláků. Při přestřelce byl smrtelně raněn i generál Pettigrew, který o tři hodiny později svému zranění podlehl a stal se tak posledním zahynuvším vojákem Konfederace v pensylvánské kampani. Až 14. července Seveřané zjistili, že Pettigrewova jednotka tvořila zadní voj, který se ještě v noci přes Potomac stáhl za zbytkem armády. Přestože vojáci Unie v bitvě u Gettysburgu zvítězili, zavládlo ve Washingtonu zklamání, že se generálovi Leeovi podařilo uniknout. Prezident Lincoln byl velmi nespokojen a generálu Meadovi sice vyjádřil poděkování za jeho osobní zásluhu na vítězství v boji, ale zároveň mu vyčetl, že vrchního velitele Armády severní Virginie nezajal, což mohlo vést k rychlejšímu ukončení války.

## Ztracené naděje

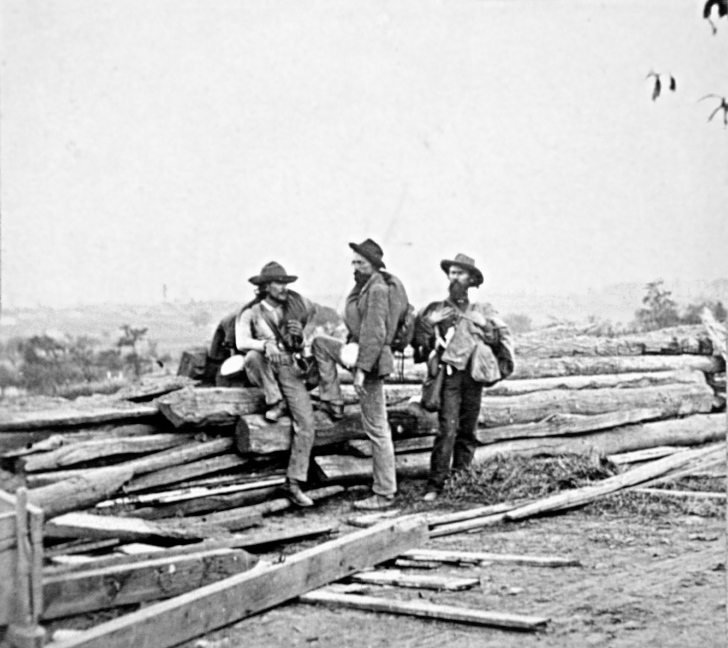
Zajatí příslušníci Armády severní Virginie z bitvy u Gettysburgu

Kromě porážky u Gettysburgu utrpěla Konfederace další významnou ztrátu, když 4. července kapituloval obléhaný Vicksburg a s ním jeho 20 000 obránců. Obě tyto události měly pro secesionisty závažný důsledek nejen na domácí, ale i na mezinárodní frontě, neboť vládní představitelé Velké Británie a Francie zamítli další úvahy o možnosti uznat území pod správou Richmondu jako suverénní stát. Současně byla ve francouzských docích ukončena výstavba lodí pro Konfederaci a pod nátlakem federální vlády Britové zabavili dvě pancéřové lodě, které pro Jižany dokončili ve svých loděnicích. Na základě těchto faktů ukončili vládní představitelé Konfederace s oběma evropskými mocnostmi vzájemné diplomatické vztahy.
Všechny tyto skutečnosti se odrazily i na burze, neboť cena bavlny, hlavního zdroje příjmu Jihu, ještě v červenci klesla na 65 bodů (do konce roku tato devalvace dosáhla 37 bodů). Vláda Konfederace se pokoušela kurz udržet, nicméně její intervence neměla úspěch a stála daňové poplatníky šest milionů dolarů ve zlatě. Vinou tohoto ztrátového hospodaření se zhroutily kurzy obligací vnitřních dluhů, ještě více stoupla cena zlata, čímž se prohloubila depreciace měny a inflace konfederační měny se dostala na 100 %. Jihem se začala šířit poraženecká nálada, která v armádě stála za vzmáhající se vlnou dezerce. Gettysburští generálové, paradoxně kromě generála Leea, byli podrobováni přísné kritice, ale tato negativní hodnocení již nezmohla nic se skutečností, že Konfederace byla zatlačena do defenzívy a další pozemní vojenské operace se měly odehrávat na jejím území. Bitva u Gettysburgu se tak stala skutečným zlomem v celém secesionistickém konfliktu a snaha generála Leea válku protahovat až za hranice možností armády i národa vedla pouze k destrukci celého Jihu, k ohromným lidským i materiálním ztrátám a nevyhnutelné porážce.

## Dodatky

### Češi u Gettysburgu
Ačkoliv se americké občanské války účastnilo značné množství vojáků české národnosti, dochovaly se písemné prameny, které potvrzují jejich nasazení u Gettysburgu, pouze na straně Unie. Šlo především o příslušníky 26. pěšího pluku wisconsinských dobrovolníků, který patřil k druhé brigádě, třetí divize, Howardova XI. sboru. O osudech těchto mužů informují ve svých dopisech, které odesílali svým příbuzným v Čechách, například Václav Dušek, Josef Paidr nebo Jan Švec. Tímto způsobem se dochoval i list, jenž prve jmenovaný adresoval svým rodičům a opatřil jej datem 20. července. Odeslán byl z nemocnice v Little Yorku, kde se Václav Dušek léčil po zranění utrženém v průběhu prvního dne bojů:
| „              | Když naší brigádě bylo vykázáno místo, nabili jsme na rychlo pušky a očekávali příchod nepřítele. Nalézali jsme se na levém křídle u pšeničného pole; stáli jsme asi 10 minut, když k nám přicválal jezdec se zprávou, že rebelové ženou na nás útokem. Za malou chvíli jsme je spatřili, kterak s křikem valí se proti nám. Jakmile však zhlédli, že na ně čekáme, zarazili se a jelikož stáli v nížině, mohli jsme viděti jen jejich klobouky. Oni zahájili palbu na nás, při které gen. Reynolds byl zabit; my statně odpovídali a posléze učinili jsme útok bodákem. Rebelové nás nevyčkali, ale dali se na útěk. Odpoledne bylo hůře; naše setnina byla vyslána ku předu na zvědy, však tu viděli jsme silná oddělení rebelů s ohlušujícím jekotem hnáti útokem. Couvli jsme rychle k hlavnímu voji, kde již každý byl připraven na jejich uvítání. Těžko popisovat co nyní následovalo; kule syčely nad našimi hlavami – nebyli jsme s to učiniti krok ku předu nebo na zad, všude leželi nám v cestě ranění neb zabití. Když ale rebelům podařilo se nás obklíčiti, byli jsme nuceni couvnouti. Jakmile vyšli jsme z naších zákopů, začala palba ještě zuřivěji. V okamžiku, kdy hotovil jsem se k výstřelu, byl jsem zasáhnut kulí do nohy a hned na to národní vojsko počalo prchati k městu. Belhal jsem jak jenom jsem mohl za ostatními. Cestou spatřil jsem jednoho Němce (majora), který měl nohu v kotníku uraženou a ten s pláčem prosil mne, bych jej odtáhl, neboť cestou, na které ležel, valilo se vše do Gettysburgu. | “ |
| — Václav Dušek | |   |

Z dalších Čechů zraněných v bitvě jsou známí například Ludvík Chon, kulka mu uvízla v prsou, kulkou do ramene byl zasažen František Řezáč, s roztříštěným kolenem a kulkou v rameni byl z boje odnesen Jakub Dušenes. V lazaretu mu byla poraněná noha uříznuta, následkem čehož dožil v National Soldier's Home (domově pro vysloužilce). Do zajetí upadl Josef Rozsíval.

### Zajímavosti
- Když 4. července dorazili federální vyjednavači rokovat o příměří kvůli sesbírání raněných, oznámil generálu Longstreetovi jeden z unionistů, že: „Generál Longstreet je zraněn a zajat, ale bude o něj dobře postaráno.“ Na to mu jižanský velitel odpověděl, že velice děkuje, ale že se o sebe postará sám. Později se prokázalo, že zraněným důstojníkem byl plukovník Powell z texaského pluku, zajatý 2. července na Little Round Topu.[146]
- Posledním raněným, nalezeným na bojišti až 15. července, byl seržant Enoch Miller. Po uzdravení opustil vojsko a stal se řeholníkem.[160]
- Již týden po událostech z 1.–3. července nařídil Pensylvánský guvernér zakoupit pozemky na nichž se bitva odehrála, aby zde mohl být zřízen vojenský hřbitov. Místní pohřební podnikatel si účtoval 1,59 dolaru za tělo, dokázal však pohřbít jen 100 padlých denně.[161]
- Mnoho z padlých vojáků bylo pohřbeno na hřbitově na Cemetery Hill, kde u vstupu stál nápis: „Všechny osoby, které na tomto pozemku užijí střelné zbraně, budou přísně potrestány dle zákona.“[162]
- Na prahu jednoho z gettysburských domů bylo nalezeno tělo federálního vojáka, který v ruce třímal fotografii tří dětí. Snímek byl vydán v novinách a brzy se přihlásila žena, která fotografii poznala. Mrtvým byl její muž, seržant 154. newyorského pluku Amos Humiston, sedlář z městečka Portville.[163]
- Po bitvě byly sbírány zbraně. Nalezlo se 27 574 pušek, z nichž bylo 13 000 ještě nabito a celá polovina dvěma náboji – některé třemi i více. Rekordem byla mušketa, kterou její majitel nabil třiadvacetkrát.[160]
- Útoku na Culp’s Hill se v řadách 2. virginského pluku účastnil i syn majitele pozemku seržant Weasley Culp. Ještě 2. července dopoledne se stavil v rodném domě, aby si popovídal se svými sestrami, avšak příštího dne, při sérii vzájemně nevydařených útoků, byl na kopci nesoucím jeho jméno zabit.[164]
- Generálu Sicklesovi byla po zranění utrženém v broskvovém sadu amputovaná noha nad kolenem. Seveřanský velitel ji vzápětí věnoval Armádnímu lékařskému muzeu, které po válce často navštěvoval, aby zde dlouho stával před vitrínou, kam byla končetina umístěna.[84]
- Nejstarším vojákem v bitvě u Gettysburgu byl třiašedesátiletý brigádní generál George S. Green, velitel 3. brigády, 2. divize XII. sboru Potomacké armády.[101]
- Dnes stojí v místech někdejšího bojiště 1300 pomníků. Z nich připomíná příslušníky Konfederace pouze 200 (např. Alabama State Monument).[165]